# Waiblingen

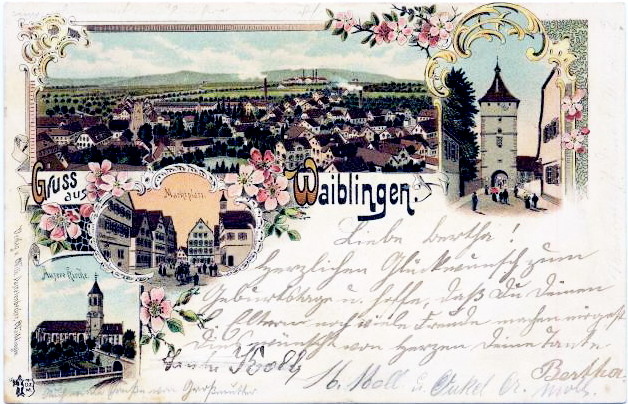
Waiblingen 1898

Waiblingen ist eine Mittelstadt mit 57.313 Einwohnern (31. Dezember 2024) in Baden-Württemberg. Sie liegt etwa zehn Kilometer nordöstlich der Landeshauptstadt Stuttgart. Waiblingen ist die Kreisstadt und bevölkerungsreichste Stadt des Rems-Murr-Kreises. Sie gehört zur Region Stuttgart und zur europäischen Metropolregion Stuttgart. Zusammen mit der westlichen Nachbarstadt Fellbach bildet sie ein Mittelzentrum für die umliegenden Gemeinden. Seit dem 1. Februar 1962 ist Waiblingen eine Große Kreisstadt.

## Geographie

### Geographische Lage

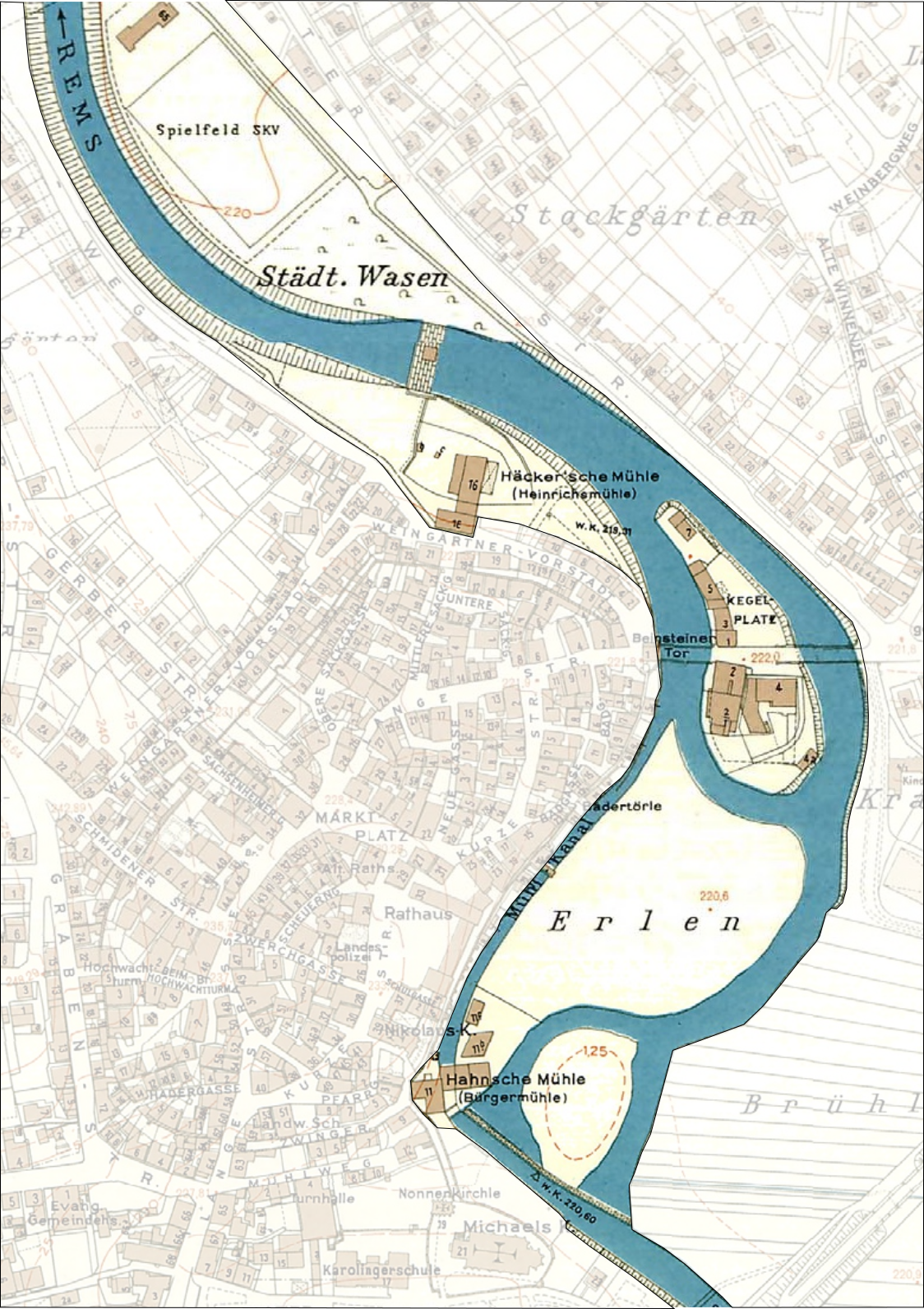
Karte des Remsverlaufes in der Altstadt (1962)

Waiblingen liegt zu beiden Seiten der Rems, die von Weinstadt kommend im Südosten beim Stadtteil Beinstein das Stadtgebiet erreicht und danach die Talaue und die Kernstadt durchfließt. Anschließend hat sie sich tief in den Muschelkalk eingegraben und durchfließt in mehreren Windungen von Südost nach Nordwest das Stadtgebiet zwischen den Stadtteilen Hohenacker, Neustadt und Hegnach, um es kurz vor ihrer Mündung in Remseck am Neckar wieder zu verlassen.

### Nachbargemeinden
Folgende Städte und Gemeinden grenzen an die Stadt Waiblingen. Sie werden im Uhrzeigersinn beginnend im Nordosten genannt:
Leutenbach, Schwaikheim, Korb, Weinstadt, Kernen im Remstal und Fellbach (alle Rems-Murr-Kreis) sowie Remseck am Neckar, die zu Marbach am Neckar gehörige Exklave Siegelhausen und Affalterbach (Landkreis Ludwigsburg). Eine unbewohnte Exklave Waiblingens ist der zwischen Berglen und Remshalden im Rems-Murr-Kreis gelegene Hintere Stadtwald.

### Stadtgliederung

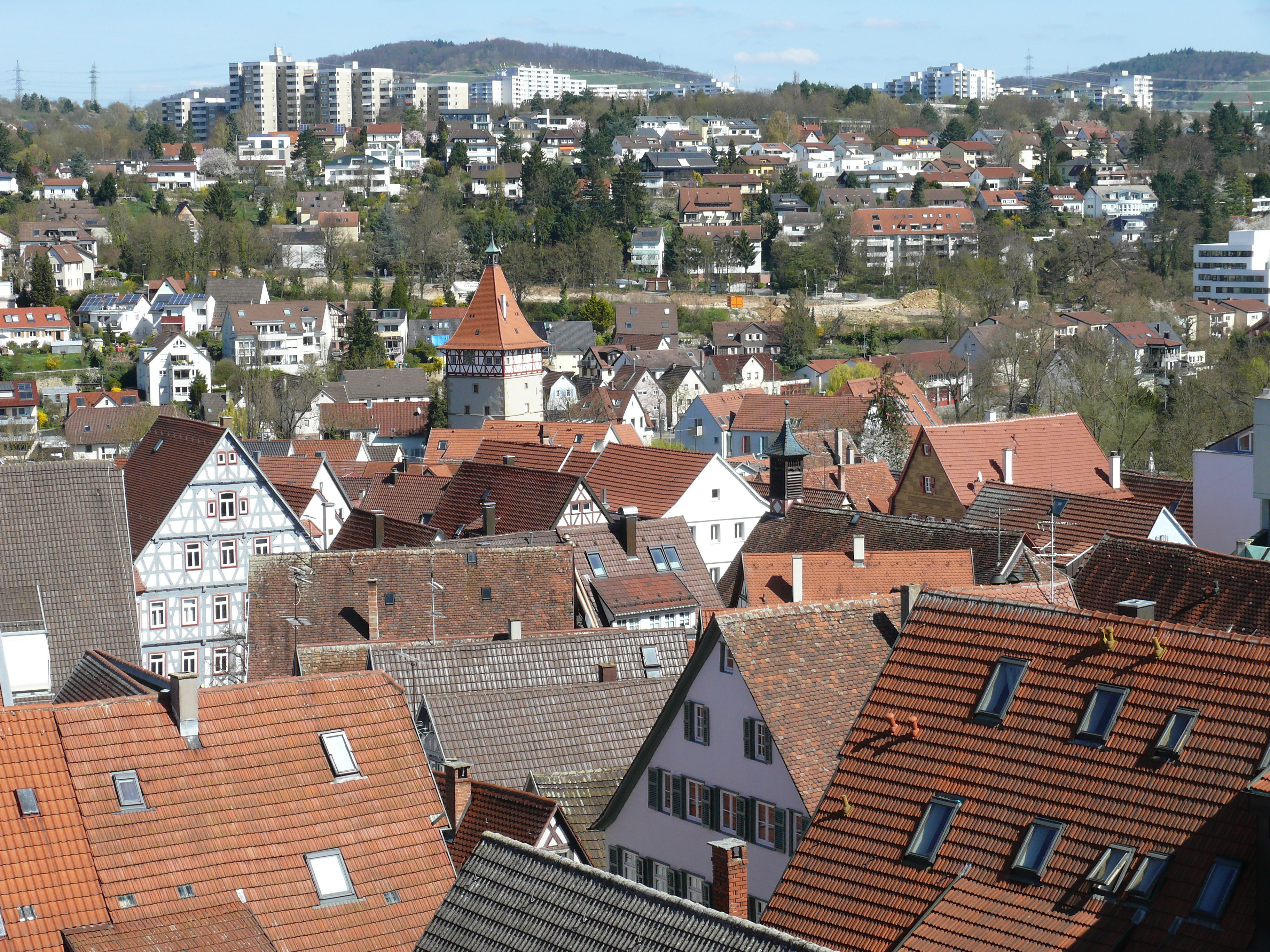
Blick über die Dächer der Altstadt

Das Stadtgebiet Waiblingens besteht aus der Kernstadt und den Stadtteilen Beinstein, Bittenfeld, Hegnach, Hohenacker und Neustadt, die erst im Rahmen der Gemeindereform der 1970er Jahre eingegliedert wurden. Diese fünf Stadtteile bilden jeweils eine Ortschaft mit Ortschaftsrat im Sinne der baden-württembergischen Gemeindeordnung.
Zu den einzelnen Stadtteilen gehören noch separat gelegene Wohnplätze mit besonderem Namen, wie Geheime Mühle in Beinstein, Böllenbodenhof in Bittenfeld, Fährmannshaus und Hegnacher Mühle in Hegnach, Remsmühle und Zillhardtshof in Hohenacker sowie Bad, Erbachhof, Hirschlauf, Kleinhegnach und Mühle in Neustadt. In der Kernstadt werden zum Teil Wohngebiete mit eigenem Namen unterschieden, deren Bezeichnungen sich im Laufe der Geschichte aufgrund der Bebauung ergeben haben und die jedoch meist nicht genau abgrenzbar sind. Hierzu gehören beispielsweise die Rinnenäckersiedlung, der Galgenberg und die Korber Höhe. Zu Waiblingen gehörten auch einige mittlerweile gewüstete Ortschaften, dazu zählen Bollhausen, Hof Costensol, Gaisberg, Hofgut Hochflur, Renshofen (Riezhofen), Schmellenmühle Steinbachshof und der ehemalige Hof Benningen.

### Raumordnung
Waiblingen bildet zusammen mit der Nachbarstadt Fellbach ein Mittelzentrum innerhalb der Region Stuttgart, deren Oberzentrum die Stadt Stuttgart ist. Zum Mittelbereich Waiblingen/Fellbach gehören außerdem die Städte und Gemeinden im Südwesten des Rems-Murr-Kreises: Berglen, Kernen im Remstal, Korb, Leutenbach, Schwaikheim, Weinstadt und Winnenden.

## Geschichte

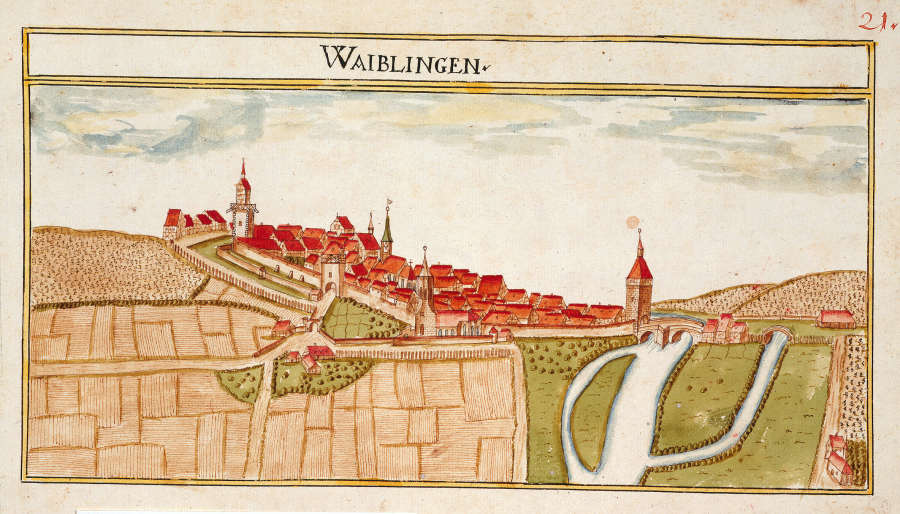
Ansicht von Waiblingen im Jahr 1685, Kiesersche Forstkarte

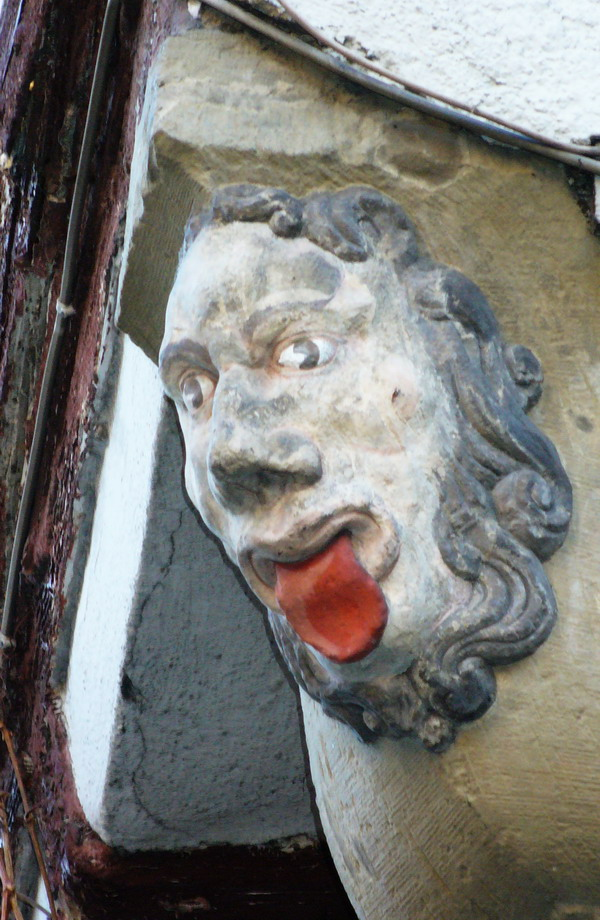
Mittelalterlicher Neidkopf in Beinstein

### Vorgeschichte und Altertum
In der Region sind Funde der Alt- und Mittelsteinzeit bekannt. Bei Waiblingen selbst lässt sich eine Besiedlung in verschiedenen vorgeschichtlichen Epochen nachweisen, beginnend mit der Kultur der Linearbandkeramik (um 5000 v. Chr.). In römischer Zeit befand sich bei Beinstein eine Handwerkersiedlung, in der auch hochwertiges Tafelgeschirr (Terra Sigillata) hergestellt wurde. Beim Ortsteil Hegnach wurden Hinweise auf einen weiteren Ziegelbrennofen ergraben.

### Früh- und Hochmittelalter
In der alemannischen Zeit entwickelte sich das Gebiet um den heutigen Waiblinger Stadtkern zu einem politischen, wirtschaftlichen und kirchlichen Zentrum. Im Umfeld der Stadt liegen mehrere merowingerzeitliche Bestattungsplätze. Nach der endgültigen Einverleibung des bisherigen Herzogtums Alamannien durch die Franken im Blutgericht zu Cannstatt 746 wurde Waiblingen mehr und mehr zu einem Mittelpunkt der fränkischen Reichsgutverwaltung und kam in den Besitz der Karolinger. Es entstand eine Königspfalz, in der am 23. August 885 Kaiser Karl III. urkundete, was die erste schriftliche Erwähnung Waiblingens (mit der Schreibung Uueibelingen) darstellt. 887 fand dort ein Hoftag statt. Die archäologisch bisher nicht nachgewiesene Pfalz wird im Bereich der Altstadt vermutet. Waiblingen blieb auch unter den nachfolgenden Herrscherdynastien der Ottonen, Salier und Staufer Königsgut. Der Staufer Friedrich I., besser bekannt als Friedrich Barbarossa, kam 1122 möglicherweise in Waiblingen zur Welt. Jedenfalls wurden die Staufer in Italien Ghibellinen (italienisch für Waiblinger) genannt, denn ihr Kampfruf war „Waiblingen!“. Um 1250 erfolgte die Verleihung des Stadtrechts.

### Altwürttembergische Zeit
Waiblingen gelangte schon vor dem Jahre 1253, wahrscheinlich bereits um 1200, zur altwürttembergischen Grafschaft. Einen direkten Nachweis der mittelalterlichen württembergischen Bedeutung Waiblingens liefert die 1287 erfolgte Gegengründung des heutigen Stadtteils Neustadt an der Rems („Nova Civitas“), die Waiblingen schwächen sollte. Im Reichskrieg gegen die Grafschaft Württemberg wurde die Stadt Waiblingen 1291/93 erstmals zerstört, fiel an die Reichsstadt Esslingen und kam erst wieder 1315 in württembergischen Besitz. Waiblingen wurde Amts- und Hofstadt und war spätestens seit dem 14. Jahrhundert Mittelpunkt eines Amtes bzw. Kreises.
Bis zum Ende des 15. Jahrhunderts wurde die Altstadt in Waiblingen weiter rege ausgebaut. Es entstand dabei die außerhalb der Stadtmauer gelegene Michaelskirche in ihrer gotischen Form und der äußere Stadtmauer-Ring und somit auch der Zwinger. Zudem wurden die Stadttore erhöht und mit Wappensteinen ausgestattet wie beispielsweise das 1491 entstandene Wappen von Graf Eberhard im Bart am Beinsteiner Torturm.
Im Dreißigjährigen Krieg wurde das Herzogtum Württemberg nach der Niederlage in der Schlacht bei Nördlingen vom 5./6. September 1634 nicht mehr verteidigt. Waiblingen fiel nun den einfallenden kaiserlichen und spanischen Truppen zum Opfer. In der Nacht zum 18. September 1634 wurde die Stadt in Brand geschossen, gestürmt und geplündert. Als die Brände nach acht Tagen erloschen, war die Stadt bis auf die Grundmauern zerstört und lag vier Jahre lang verödet da. Der Wiederaufbau begann erst in den Jahren 1638/40. Nur wenige Häuser außerhalb der Stadtmauer waren der Zerstörung entgangen. Der Wiederaufbau ging aufgrund des folgenden gravierenden Bevölkerungsverlustes nur langsam vonstatten. Die Zerstörung von 1634 gilt bis heute als größte Katastrophe in der Geschichte der Stadt. Weitere Brandkatastrophen gab es 1771 und 1784.

### Zeit des Königreichs Württemberg
Noch bei der Gründung des Königreichs Württemberg war die Oberamtsstadt Waiblingen hauptsächlich durch den seit Jahrhunderten traditionell betriebenen Ackerbau geprägt. Zusätzlich spielten alte Gewerbe wie die Gerberei und Holzflößerei eine Rolle. Die Industrialisierung begann erst in der zweiten Hälfte des 19. Jahrhunderts spürbar zu werden. 1832 wurden die ersten Teile der Stadtbefestigung abgebrochen, unter anderem das Schmidener Tor. Das Fellbacher Tor folgte 1838. Die einstige Lage des Stadttors ist heute noch durch Pflastersteine in der Fußgängerzone erkennbar. 1864 sollte der Beinsteiner Torturm abgerissen werden. Dies konnte verhindert werden.
Zu Beginn dieser Entwicklung wurde Waiblingen 1861 mit dem Bau der Remsbahn an das Streckennetz der Württembergischen Eisenbahn angeschlossen. Der Bahnhof Waiblingen lag aufgrund der topografischen Bedingungen und der großen Lehmvorkommen rund zwei Kilometer außerhalb des engen Stadtzentrums. Zum einen errichtete die traditionelle Ziegelei Hess 1877 ein neues großes Werk direkt am Bahnhof und beschäftigte laut Gewerbeverzeichnis von 1910 431 Personen. Zum zweiten siedelte sich auf Anraten des königlichen Innenministeriums Württemberg eine Seidenindustrie in Waiblingen an. Diese Seidenstoffweberei wuchs so rasch, dass diese 1910 1133 Menschen mit Arbeit versorgte, bei gerade mal 7000 Einwohnern. Weitere wichtige Arbeitgeber waren die Werkzeugmaschinenfabrik Roller mit 246, die Lederwaren- und Kofferfabrik Auwärter und Bubeck mit 100 und in der Karamellenfabrik Kaiser ebenfalls mit 100 Arbeitsplätzen.
Im Zuge dieser Entwicklung wuchs die Kernstadt rasch in Richtung Bahnhof. Von der engen und verbauten Altstadt entstand die fast zwei Kilometer lange Bahnhofstraße, eine bedeutende Allee mit Prachtbauten und Vorgärten für die gehobene Klasse, mit verschiedensten Architekturstilen zur Gründerzeit.

### 20. Jahrhundert
Aus dem alten Oberamt Waiblingen, das 1934 in „Kreis Waiblingen“ umbenannt worden war, ging im Zuge der Verwaltungsreform während der NS-Zeit in Württemberg 1938 der Landkreis Waiblingen hervor.
Nach dem Zweiten Weltkrieg wurde Waiblingen Teil der Amerikanischen Besatzungszone und gehörte somit zum neu gegründeten Land Württemberg-Baden, das 1952 im jetzigen Bundesland Baden-Württemberg aufging.
Die Einwohnerzahl der Stadt Waiblingen überschritt um 1960 die Grenze von 20.000. Daher stellte die Stadtverwaltung den Antrag auf Erhebung zur Großen Kreisstadt, was die Landesregierung von Baden-Württemberg dann mit Wirkung vom 1. Februar 1962 beschloss. Bei der Gemeindereform wurden einige Nachbargemeinden eingegliedert, wodurch das Stadtgebiet seine heutige Ausdehnung erhielt.
Nach der am 1. Januar 1973 umgesetzten Kreisreform in Baden-Württemberg wurde Waiblingen Sitz des neu gebildeten Rems-Murr-Kreises, in dem unter anderem der bisherige Landkreis Waiblingen aufging.

### 21. Jahrhundert
2019 gehörte Waiblingen zu den 16 Städten und Gemeinden im Remstal, die das „Grünprojekt Remstal“ organisierten. Hauptbeitrag Waiblingens zu der „Kleinen Landesgartenschau“ (die in Baden-Württemberg in den „ungeraden“ Jahren stattfindet) ist die Skulptur „Weißes Haus“ am Südende der großen Remsinsel.

### Eingemeindungen
Folgende Gemeinden wurden in die Stadt Waiblingen eingegliedert:
- 1. Dezember 1971: Beinstein[7]
- 1. Januar 1975: Bittenfeld, Hegnach, Hohenacker und Neustadt[8]

### Einwohnerentwicklung

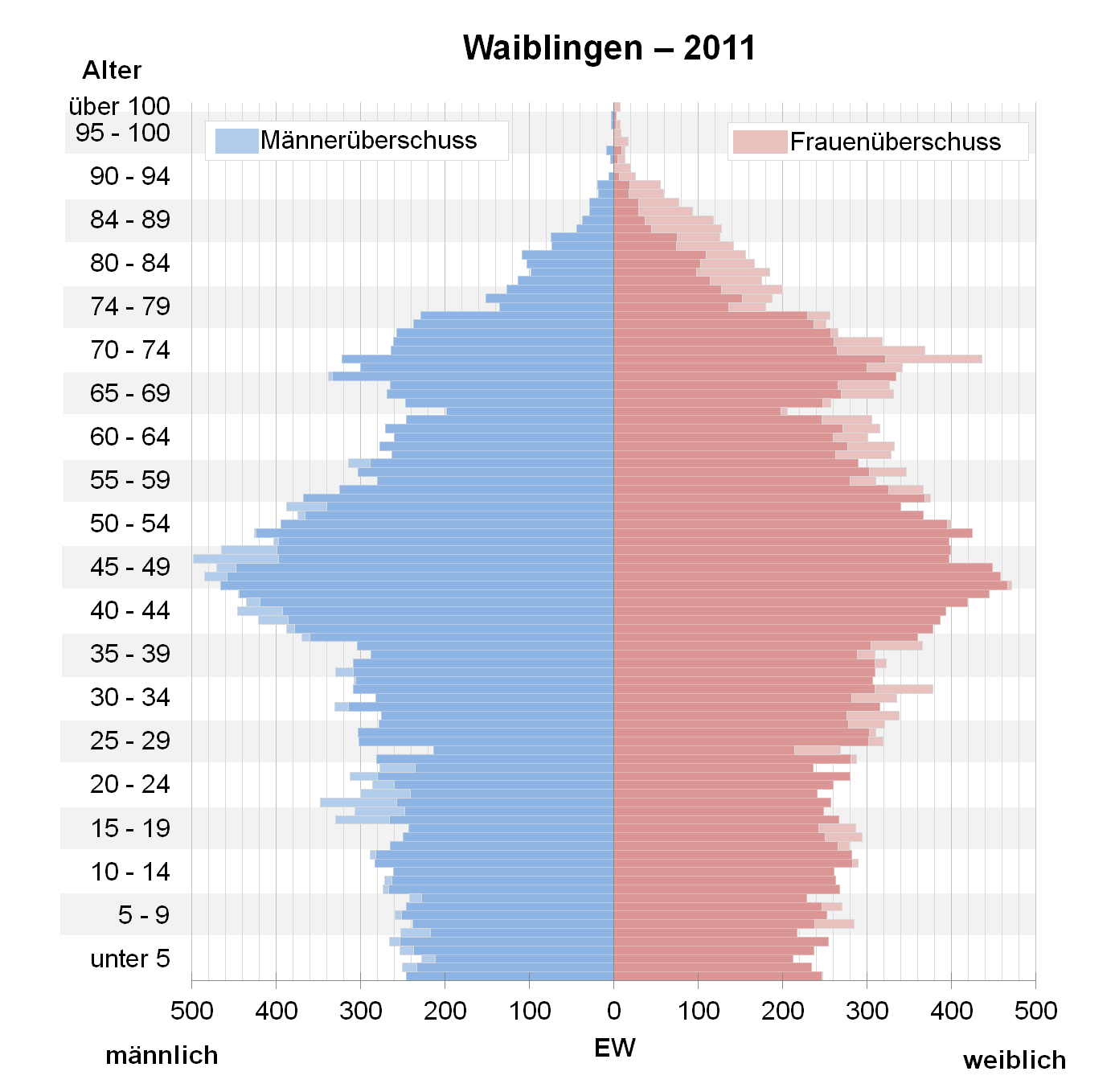
Bevölkerungspyramide für Waiblingen (Datenquelle: Zensus 2011)

Die Einwohnerzahlen sind Schätzungen, Volkszählungsergebnisse (¹) oder amtliche Fortschreibungen der jeweiligen Statistischen Ämter (nur Hauptwohnsitze).
| Jahr                 | Einwohner |
| -------------------- | --------- |
| 1622                 | 2.160     |
| 1654                 | 579       |
| 1702                 | 1.113     |
| 1803                 | 2.250     |
| 1849                 | 3.312     |
| 1. Dezember 1871     | 3.530     |
| 1. Dezember 1880 ¹   | 4.118     |
| 1. Dezember 1890 ¹   | 4.786     |
| 1. Dezember 1900 ¹   | 5.141     |
| 1. Dezember 1910 ¹   | 6.977     |
| 16. Juni 1925 ¹      | 7.806     |
| 16. Juni 1933 ¹      | 8.834     |
| 17. Mai 1939 ¹       | 10.829    |
| 1946                 | 14.064    |
| 13. September 1950 ¹ | 16.000    |

| Jahr              | Einwohner |
| ----------------- | --------- |
| 6. Juni 1961 ¹    | 22.631    |
| 27. Mai 1970 ¹    | 24.622    |
| 31. Dezember 1975 | 44.571    |
| 31. Dezember 1980 | 45.114    |
| 25. Mai 1987 ¹    | 45.603    |
| 31. Dezember 1990 | 48.387    |
| 31. Dezember 1995 | 50.333    |
| 31. Dezember 2000 | 51.666    |
| 31. Dezember 2005 | 52.856    |
| 31. Dezember 2010 | 52.900    |
| 31. Dezember 2015 | 54.263    |
| 31. Dezember 2020 | 55.526    |

## Religionen

### Evangelische Kirche
Die Bevölkerung von Waiblingen gehörte ursprünglich zum Bistum Konstanz. Da die Stadt schon früh zu Württemberg gehörte, wurde auch hier 1535 die Reformation eingeführt. 1547 wurde die Stadt Sitz eines Dekanats (siehe Kirchenbezirk Waiblingen), das im Laufe der Geschichte zu unterschiedlichen Prälaturen gehörte. Seit 1913 gehört es zur Prälatur Heilbronn. Die Michaelskirche war die Mutterkirche eines großen Sprengels um Waiblingen. Sie liegt außerhalb der Altstadt auf einem ehemaligen Friedhof. Die ursprünglich alleinige Kirchengemeinde der Michaelskirche wurde infolge Anstiegs der Gemeindegliederzahlen nach dem Zweiten Weltkrieg in mehrere Kirchengemeinden geteilt. So entstand 1977 die Evangelische Kirchengemeinde Korber Höhe, die 1988 die Johanneskirche zusammen mit der katholischen Marienkirche als „Ökumenisches Haus der Begegnung Maria und Johannes unter dem Kreuz“ erbaute. 1978 entstand für Gemeindeglieder der Wasserstubensiedlung und der sogenannten Fuggerei in der Kernstadt die Dietrich-Bonhoeffer-Gemeinde, die im 1991 umgebauten und erweiterten Dietrich-Bonhoeffer-Haus ihre Gottesdienste feiert. Ferner gibt es noch die Martin-Luther-Kirche für Gemeindeglieder südlich der Remsbahn. Alle genannten Kirchengemeinden bilden zusammen die Evangelische Gesamtkirchengemeinde Waiblingen. Ende März 2013 wurde bekannt, dass sich die evangelischen Kirchengemeinden in der Kernstadt zum 1. Dezember 2013 zu einer Kirchengemeinde zusammenschließen werden.
Auch in den fünf Waiblinger Stadtteilen wurde infolge der frühen Zugehörigkeit zu Württemberg die Reformation eingeführt. In allen Stadtteilen gibt es daher eine evangelische Kirchengemeinde mit jeweils einer alten Pfarrkirche. Die Kirchengemeinden gehören alle zum Dekanat Waiblingen.

### Römisch-Katholische Kirche
Katholiken kamen erst durch Zuwanderung seit dem 19. Jahrhundert wieder nach Waiblingen. Für sie wurde 1897 ein katholisches Oratorium erbaut, das 1907 erweitert wurde. Bereits 1899 wurde ein Expositurvikariat eingerichtet und seit 1917 gibt es eine eigene Pfarrei in Waiblingen. Die erste eigene dem Heiligen Antonius von Padua gewidmete Antoniuskirche wurde 1953 erbaut. Eine zweite Kirche Zum Heiligen Geist wurde 1971 in der Rinnenäckersiedlung erbaut. Auf der Korber Höhe entstand 1988 zusammen mit der evangelischen Johanneskirche die katholische Marienkirche als „Ökumenisches Haus der Begegnung Maria und Johannes unter dem Kreuz“. Alle drei katholischen Kirchen gehören zur Kirchengemeinde Waiblingen, die auch die Katholiken in Beinstein (eigenes Gemeindehaus) und Hegnach (eigene Heilig-Geist-Kirche) betreut. Im Stadtteil Neustadt entstand 1969 eine eigene Pfarrei. Bereits 1963 wurde dort die Kirche St. Maria erbaut. Die Gemeinde betreut auch die Katholiken aus Hohenacker. Die beiden Kirchengemeinden, Waiblingen und Neustadt, bilden zusammen mit der Kirchengemeinde Korb die Seelsorgeeinheit Waiblingen innerhalb des Dekanats Rems-Murr der Diözese Rottenburg-Stuttgart. Die Katholiken in Bittenfeld sind mit 4 Personen im Gesamtkirchengemeinderat Schwaikheim/Bittenfeld vertreten, haben einen eigenen Kirchenpfleger und sind Filialkirche der Nachbarkirchengemeinde Schwaikheim (im Seelsorgebezirk Winnenden). Bereits seit 1964 gibt es eine eigene katholische Kirche St. Martin, das 50-jährige Patrozinium 2014 war ein großer Festakt, der mit hochamtlicher Eucharistiefeier bekannt.

### Evangelische Freikirchen
Neben den beiden großen christlichen Kirchen gibt es in Waiblingen auch einige Freikirchen, darunter die Evangelisch-methodistische Kirche mit Gemeinden in Waiblingen und Hegnach und die Evangelisch Freikirchliche Gemeinde (Baptisten).

### Sonstige
Auch die Neuapostolische Kirche und die Kirche Jesu Christi der Heiligen der Letzten Tage (Mormonen) sind in Waiblingen vertreten. Die 1960 gegründete griechisch-orthodoxe Gemeinde in Waiblingen ist seit den 1970er Jahren in der historischen Nikolauskirche beheimatet, diese seitdem dem Hl. Konstantinos und Eleni geweiht.
In erster Linie durch Migration sind in Waiblingen eine ganze Reihe von islamischen Gemeinschaften entstanden. Sie verstehen sich oft neben der seelsorgerlichen Betreuung auch als landsmannschaftliche Vertreter ihrer Mitglieder. Die Gottesdienste finden in umgewidmeten, profanen Räumen statt. Eine eigentliche Moschee, allerdings ohne Minarett, jedoch mit Kuppel, befindet sich unweit des Bahnhofs. Eigentümer ist die Ahmadiyya-Gemeinschaft.

## Politik

### Gemeinderat
Der Gemeinderat besteht aus den 32 gewählten ehrenamtlichen Gemeinderäten und dem Oberbürgermeister als Vorsitzendem. Der Oberbürgermeister ist im Gemeinderat stimmberechtigt.
|  |

Die Wahl zum Gemeinderat am 9. Juni 2024 führte zu folgendem Endergebnis (mit Vergleichszahlen voriger Wahlen):
| Parteien und Wählergemeinschaften | Parteien und Wählergemeinschaften           | % 2024  | Sitze 2024 |         | % 2019  | Sitze 2019 | % 2014  | Sitze 2014 |
| CDU/FW                            | Christlich Demokratische Union/Freie Wähler | 29,91   | 9          | 22,78   | 8       | 29,33      | 9       |            |
| SPD                               | Sozialdemokratische Partei Deutschlands     | 14,65   | 5          | 17,27   | 6       | 22,03      | 7       |            |
| Grüne                             | Bündnis 90/Die Grünen                       | 11,52   | 4          | –       | –       | –          | –       |            |
| FDP                               | Freie Demokratische Partei                  | 8,52    | 3          | 10,57   | 3       | 8,19       | 3       |            |
| Tierschutzpartei                  | Partei Mensch Umwelt Tierschutz             | 2,94    | 1          | 2,00    | 1       | —          | —       |            |
| FW-DFB                            | Freie Wähler – Demokratische Freie Bürger   | 17,85   | 5          | 16,45   | 5       | 18,82      | 6       |            |
| ALi                               | Alternative Liste Waiblingen                | 5,83    | 2          | 13,61   | 4       | 14,28      | 5       |            |
| GRÜNT                             | Grüne, Natur- und Tierfreunde Waiblingen    | 5,58    | 2          | 7,30    | 2       | 3,10       | 1       |            |
| BüBi                              | Bürgerliste Bittenfeld                      | 3,19    | 1          | 3,10    | 1       | 4,25       | 1       |            |
| AfD                               | Alternative für Deutschland                 | –       | –          | 6,93    | 2       | —          | —       |            |
| Gesamt                            | Gesamt                                      | 100     | 32         | 100     | 32      | 100        | 32      |            |
| Wahlbeteiligung                   | Wahlbeteiligung                             | 53,59 % | 53,59 %    | 45,77 % | 45,77 % | 42,92 %    | 42,92 % |            |

### Bürgermeister
An der Spitze der Stadt Waiblingen stand ein Schultheiß, der erstmals 1265 nachweisbar ist. Eine bürgerliche Gemeinde gab es seit 1273. Die Aufsicht über die Verwaltung oblag dem Vogt. 1740 sind drei Bürgermeister, neun Richter und fünf Ratsverwandte genannt. Seit 1819 trug das Stadtoberhaupt die Bezeichnung Stadtschultheiß, seit 1930 Bürgermeister und mit der Erhebung zur Großen Kreisstadt am 1. Februar 1962 lautet die Amtsbezeichnung Oberbürgermeister. Dieser wird von den Wahlberechtigten auf acht Jahre direkt gewählt. Er ist Vorsitzender des Gemeinderats. Am 6. Februar 2022 wurde Sebastian Wolf (CDU) im ersten Wahlgang mit 97,4 Prozent der Stimmen zum Oberbürgermeister gewählt. Amtsinhaber Andreas Hesky trat nicht mehr an. Wolf trat sein Amt am 1. Mai 2022 an.
Sein allgemeiner Stellvertreter ist der Erste Beigeordnete mit der Amtsbezeichnung Erster Bürgermeister. Zudem gibt es einen Technischen Beigeordneten, ebenfalls mit der Amtsbezeichnung Bürgermeister.
Stadtoberhäupter seit 1819:
- 1819–1835: Weysser, Stadtschultheiß
- 1835–1867: Friedrich Viktor Steinbuch, Stadtschultheiß
- 1867–1892: Wilhelm Friedrich Etzel, Stadtschultheiß
- 1892–1918: Martin Röcker, Stadtschultheiß
- 1919–1928: Ernst Vogel, Stadtschultheiß
- 1929–1933: Hugo Wendel, Stadtschultheiß
- 1933–1945: Alfred Diebold, Bürgermeister
- 1945–1946: Friedrich Späth, Bürgermeister
- 1946–1954: Adolf Bauer, Bürgermeister
- 1954–1962: Alfred Diebold, Bürgermeister
- 1962–1963: Helmut Weber (FDP/DVP), Oberbürgermeister
- 1963–1970: Kurt Gebhardt (FDP/DVP), Oberbürgermeister
- 1970–1994: Ulrich Gauß (FDP/DVP), Oberbürgermeister
- 1994–2006: Werner Schmidt-Hieber (FDP/DVP), Oberbürgermeister
- 2006–2022: Andreas Hesky (Freie Wähler), Oberbürgermeister
- seit 1. Mai 2022 Sebastian Wolf (CDU)

### Wappen
Beschreibung: Das Wappen der Stadt Waiblingen zeigt unter schwarzem Schildhaupt in Silber übereinander drei liegende schwarze Hirschstangen.
Die Stadtflagge ist schwarz-weiß.

### Städtepartnerschaften

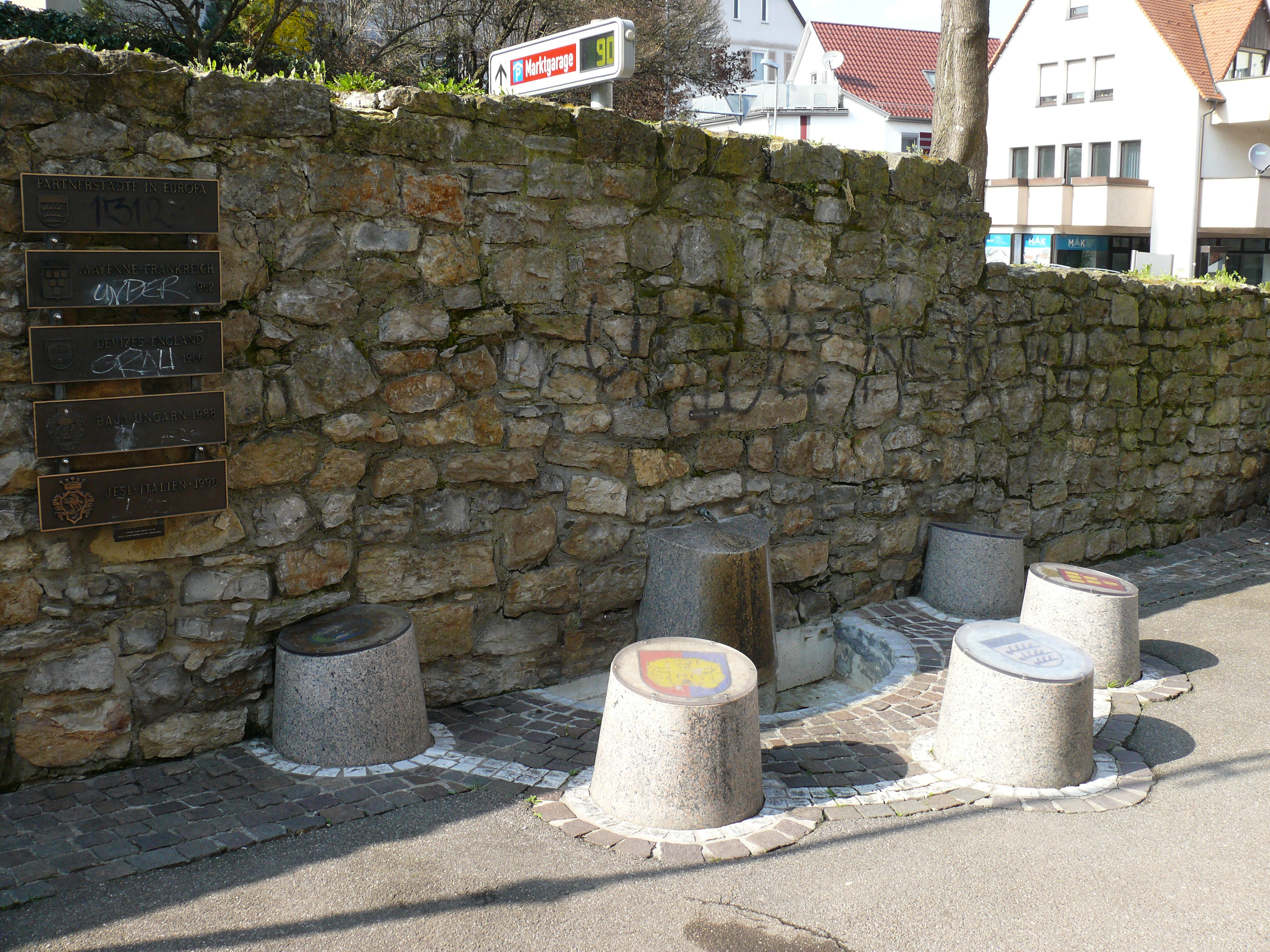
Installation der Partnerstädte am Hochwachtturm

Waiblingen unterhält mit folgenden Städten eine Städtepartnerschaft:
- Mayenne (Frankreich), seit 1962
- Devizes (Großbritannien), seit 1966
- Baja (Ungarn), seit 1988
- Jesi (Italien), seit 1996
- Schmalkalden, seit 1990 („Städtefreundschaft“)
- Virginia Beach (Vereinigte Staaten), seit 2016

Mit seinem 1975 eingemeindeten Stadtteil Neustadt ist Waiblingen Mitglied der größten internationalen Städtefreundschaft Arbeitsgemeinschaft Neustadt in Europa, in der sich 36 Städte und Gemeinden (Stand: Juli 2024) mit Namen Neustadt aus Deutschland, Österreich, Tschechien, Polen, den Niederlanden und der Slowakei zusammengeschlossen haben.

## Kultur und Sehenswürdigkeiten

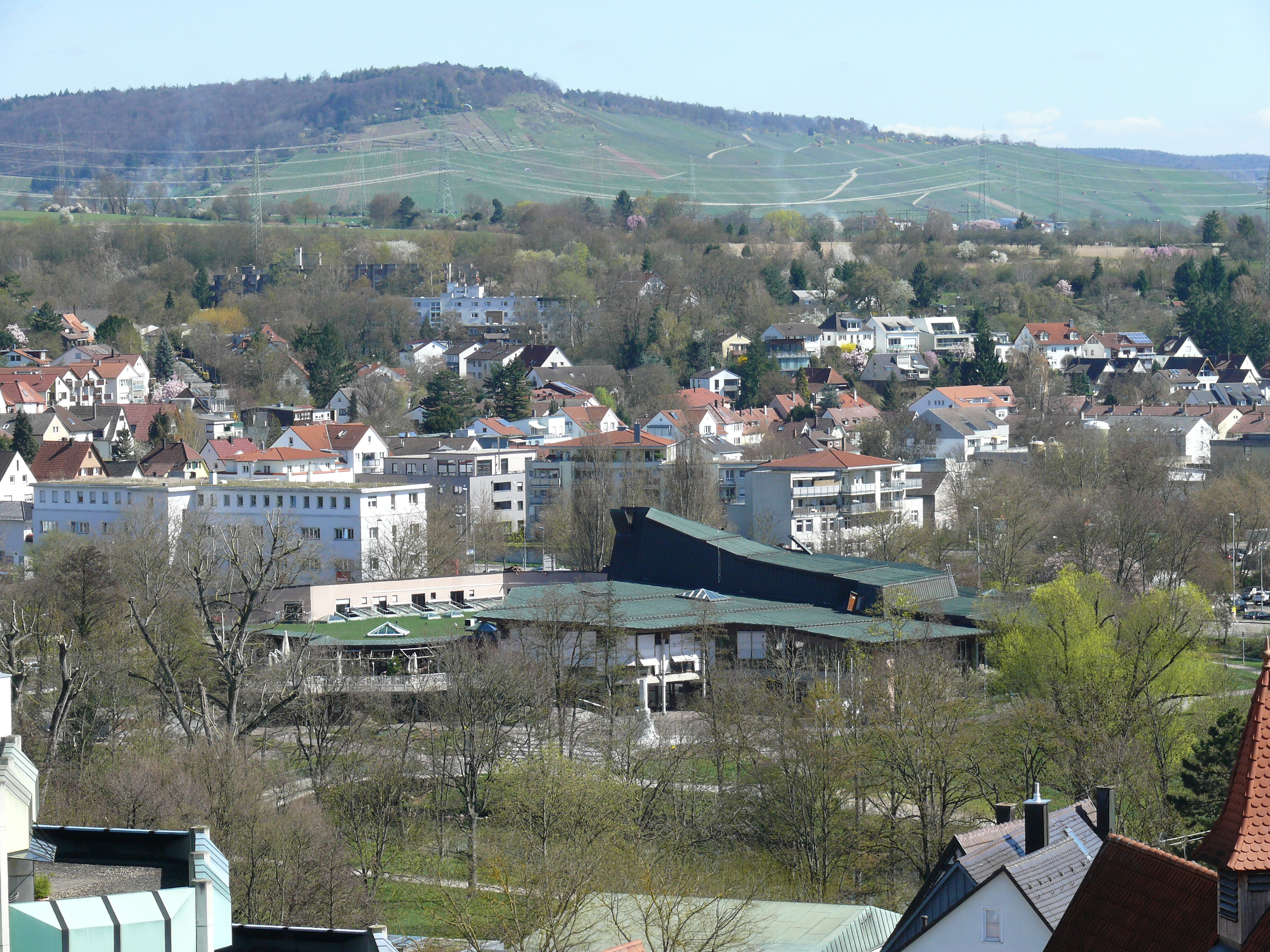
Bürgerzentrum

In der Waiblinger Innenstadt liegt die historische Altstadt, das geografische Zentrum der Großen Kreisstadt. Sie ist zugleich der politische, wirtschaftliche und kulturelle Mittelpunkt. Wichtige Institutionen und Einrichtungen wie das Rathaus, das Landratsamt oder das Bürgerzentrum sind in der Innenstadt zu finden. Herzstück der Altstadt ist der Marktplatz, auf dem zweimal wöchentlich der Wochenmarkt stattfindet und der für viele weitere Veranstaltungen wie zum Beispiel das Altstadtfest, die kleine Marktmusik oder die Französischen Tage genutzt wird. Der Galerieplatz ist der Mittelpunkt des neu geschaffenen Kulturufers an der Rems.
Durch das Stadtgebiet Waiblingens führen mehrere Touristikrouten und zwar die 511 km lange Württemberger Weinstraße, die Remstal-Route des Touristikverbands mit Rad- und Wanderwegen sowie gastronomischen und kulturellen Angeboten, der 90 km lange „Remstalradweg“ und die Deutsche Fachwerkstraße.

### Kultur
Das Bürgerzentrum wurde von 1982 bis 1985 gebaut und dient als Veranstaltungsort für diverse kulturelle Veranstaltungen. Im März 2017 wurde das Bürgerzentrum durch Brandstiftung schwer beschädigt, sodass bis Ende 2017 keine Veranstaltungen stattfinden konnten.

### Bauwerke

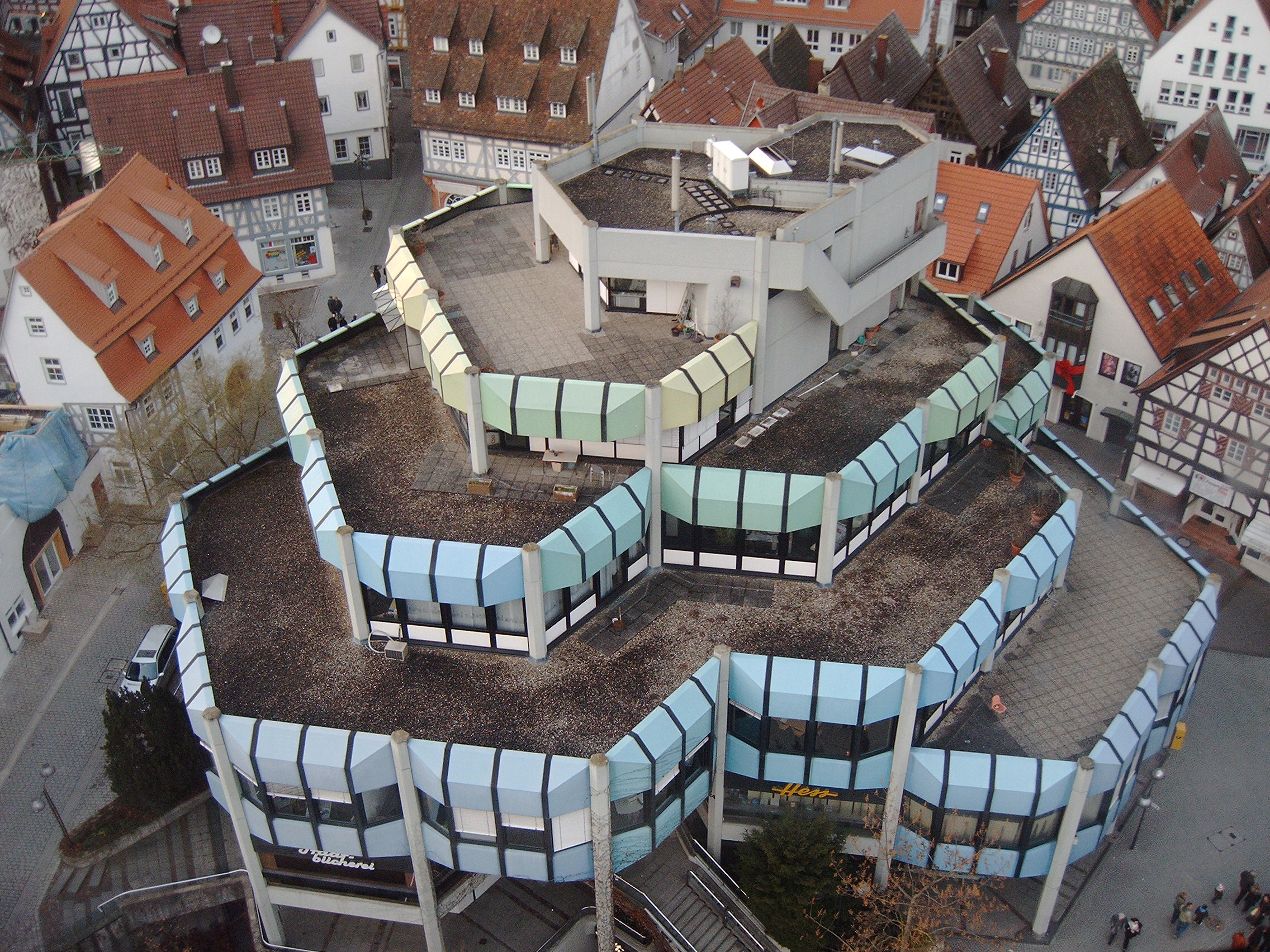
Eines der markantesten Bauwerke der Stadt: Das Marktdreieck aus dem Jahre 1975

Sehenswert in der Kernstadt ist die historische Altstadt mit zahlreichen Fachwerkhäusern, darunter das alte Rathaus mit offenen Arkaden auf dem Marktplatz. Der Hochwachtturm am Zwinger ist das Wahrzeichen der Stadt. Auf dem höchsten Punkt der Altstadt steht er und gehört zu den wenigen Bauten Waiblingens, die noch aus dem Mittelalter erhalten sind. Ferner sind der mittelalterliche, öffentlich zugängliche Wehrgang der überdachten Stadtbefestigung und der Beinsteiner Torturm aus dem 13. Jahrhundert mit Sgraffito an der Rems noch erhalten. Die evangelische Michaelskirche ist die Hauptkirche der Stadt. Sie wurde 1470 bis 1480 als dreischiffige Staffelhalle erbaut. Der Chor entstand bereits 1440/50. Das Nonnenkirchle bei der Michaelskirche wurde 1496 von Hans Ulmer erbaut. Es handelt sich um eine zweigeschossige Beinhauskapelle. Die Nikolauskirche wurde 1269 erstmals erwähnt und im Jahr 1488 gotisch umgebaut. Sehenswert ist auch der Waiblinger Apothekergarten, an der Nikolauskirche gelegen und nach mittelalterlichem Klostergartenvorbild angelegt. Zwölf Beete zwischen geometrisch angelegten Wegen enthalten Pflanzen, die nach Heilwirkungen auf einzelne Organe geordnet sind.
In den Stadtteilen gibt es bemerkenswerte alte evangelische Kirchen. Eine Kirche in Beinstein wurde 1366 erstmals erwähnt, jedoch muss bereits im Jahre 1225 eine Kirche vorhanden gewesen sein, denn in diesem Jahr tagte nachweislich das Landkapitel Schmiden in Beinstein, und solche Versammlungen fanden nur an Orten statt, die über eine Kirche verfügten. Die heutige Kirche (1454) ist ein spätgotischer Bau mit Fresken aus der Erbauungszeit. Die Pfarrkirche in Bittenfeld ist eine frühgotische Chorturmanlage. Der Turm aus dem Jahr 1300 wurde mehrfach verändert. Die Ausstattung ist aus dem späten 18. Jahrhundert. In Hegnach wurde die Nikolauskirche 1487/88 erbaut und 1895 erneuert. Die Erhartskirche in Hohenacker wurde wohl 1489 erneuert und vergrößert, ist aber wohl älter. Die Neustadter Kirche wurde 1481 zur Pfarrkirche St. Maria erhoben. Die Chorturmkirche ist aus dem 14. Jahrhundert und hat seltene, besonders gut erhaltene Wandmalereien von 1368.
An den „16 Stationen“, dem Architekturprojekt der Remstal-Gartenschau 2019, beteiligte sich Waiblingen mit dem
 „Weißen Haus“, einer begehbaren Skulptur an der Nordspitze der Schwaneninsel.

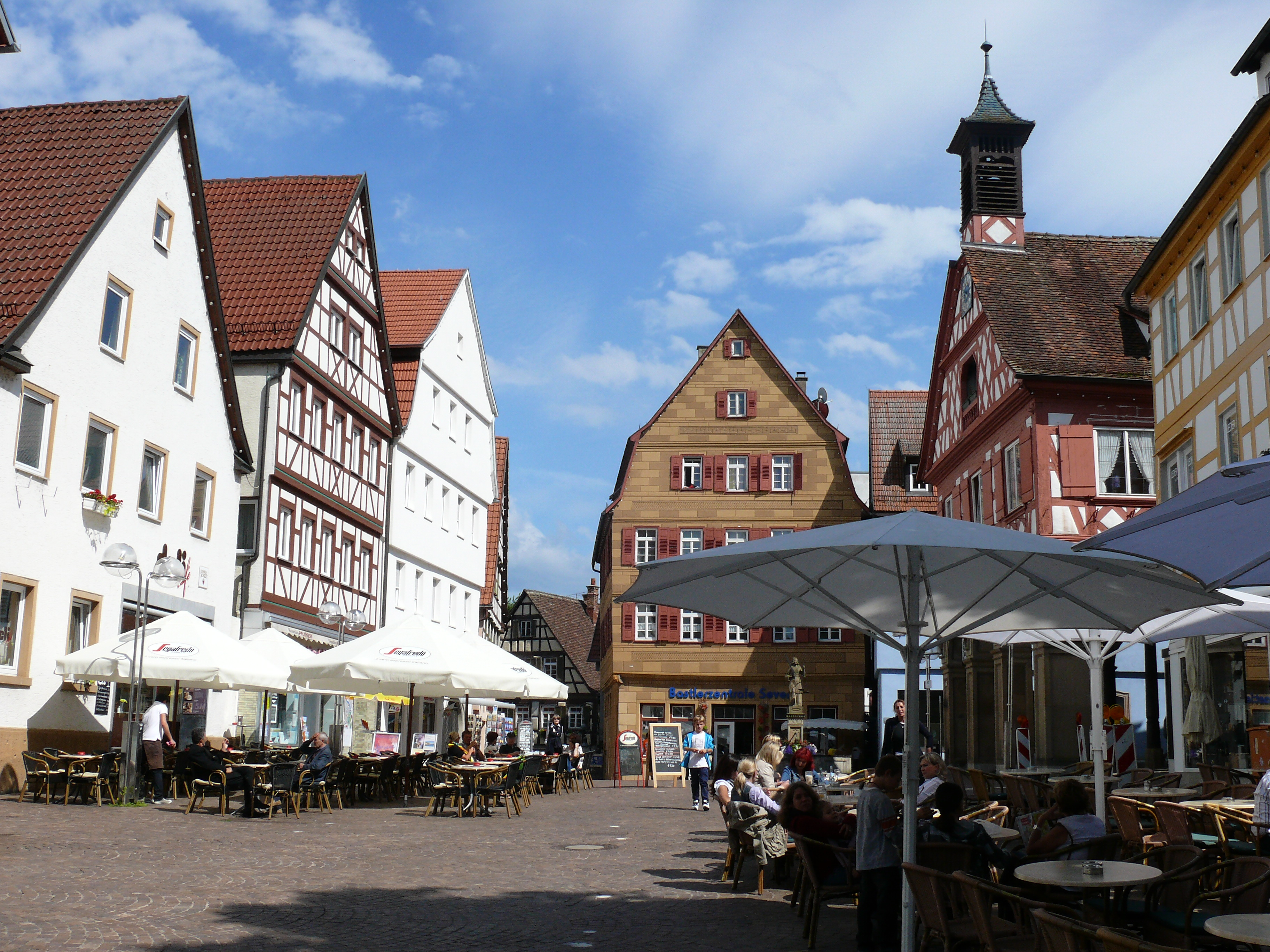
Marktplatz Ostseite
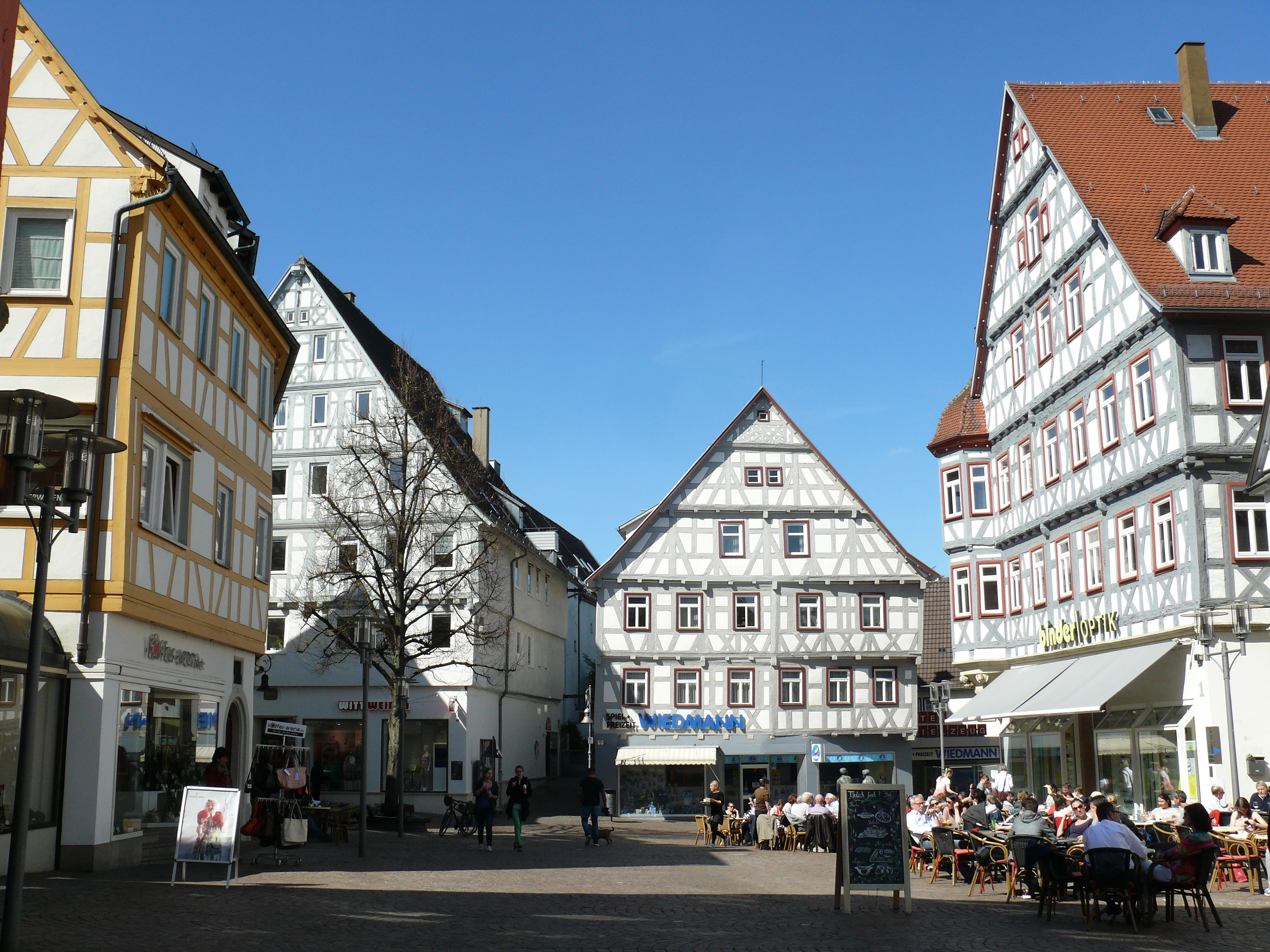
Marktplatz Westseite
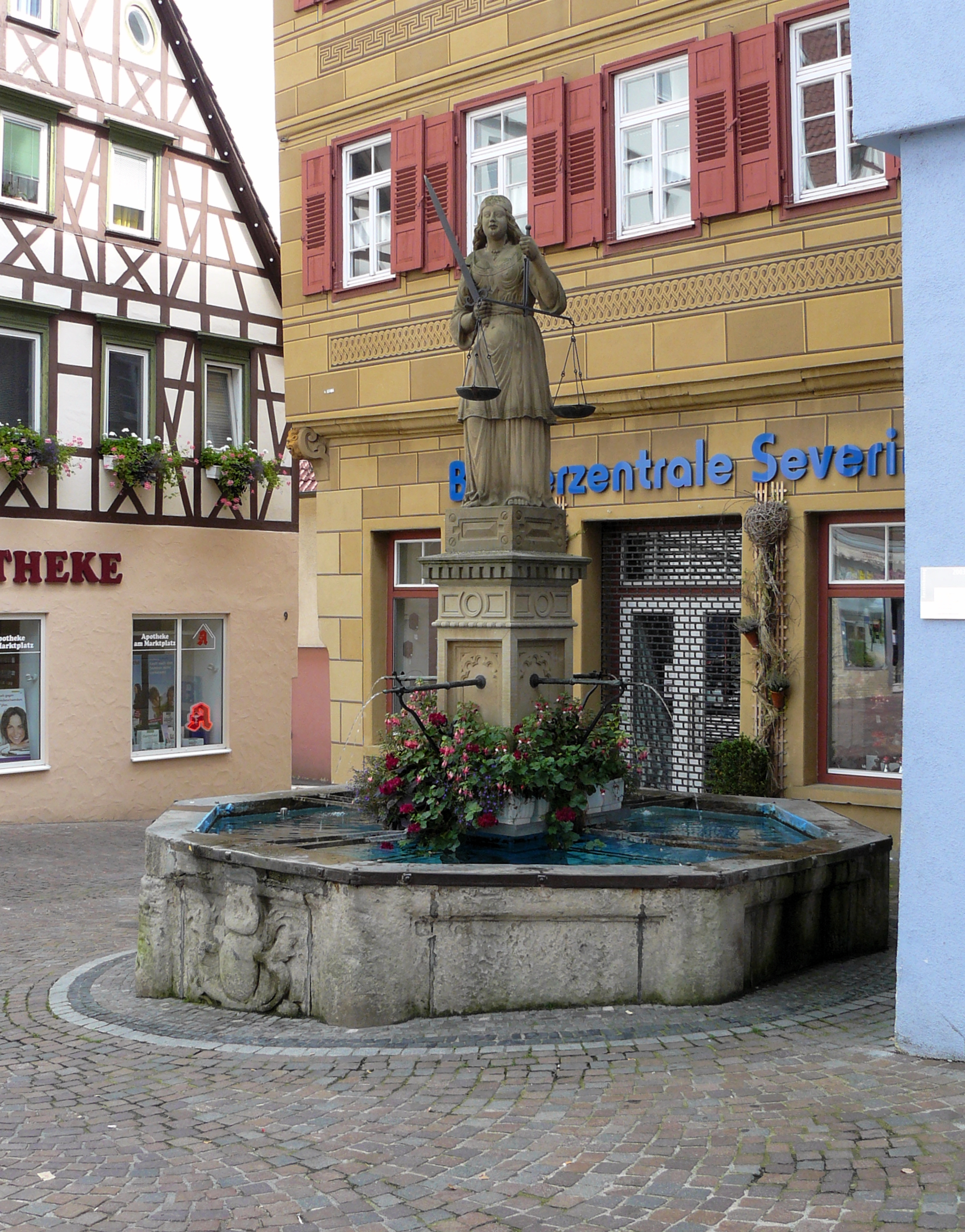
Marktbrunnen
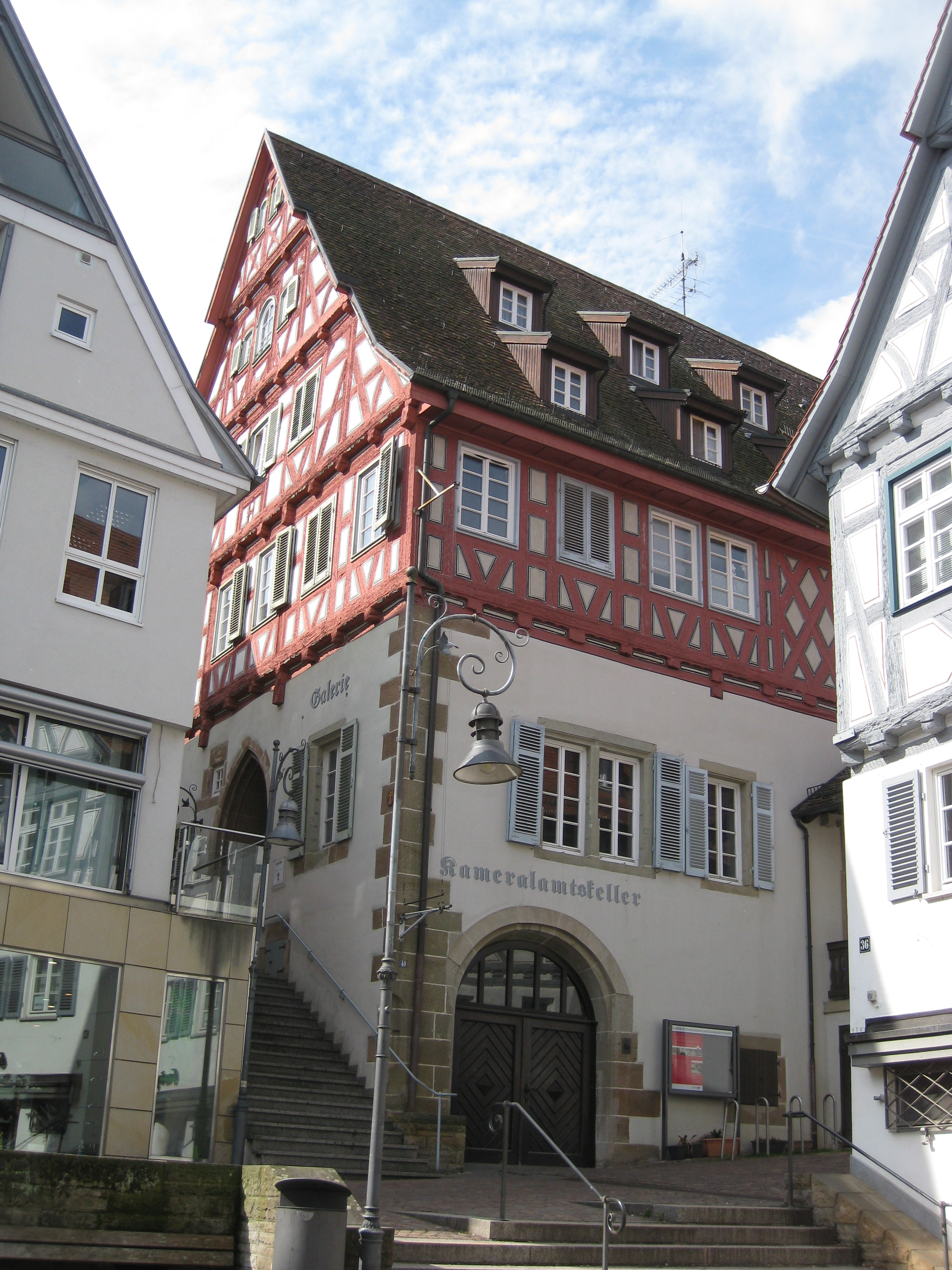
Ehemalige Kameralamt
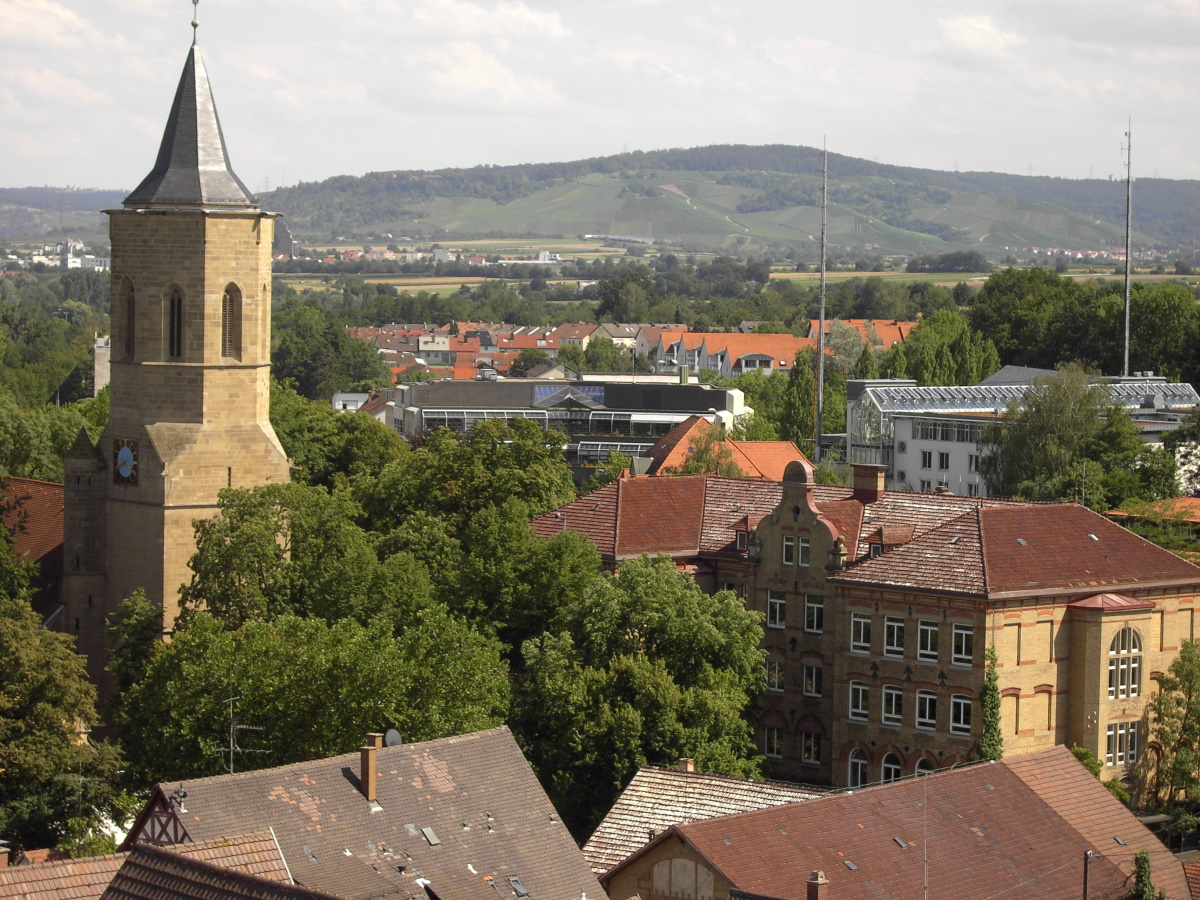
Michaelskirche und ehem. Karolingerschule
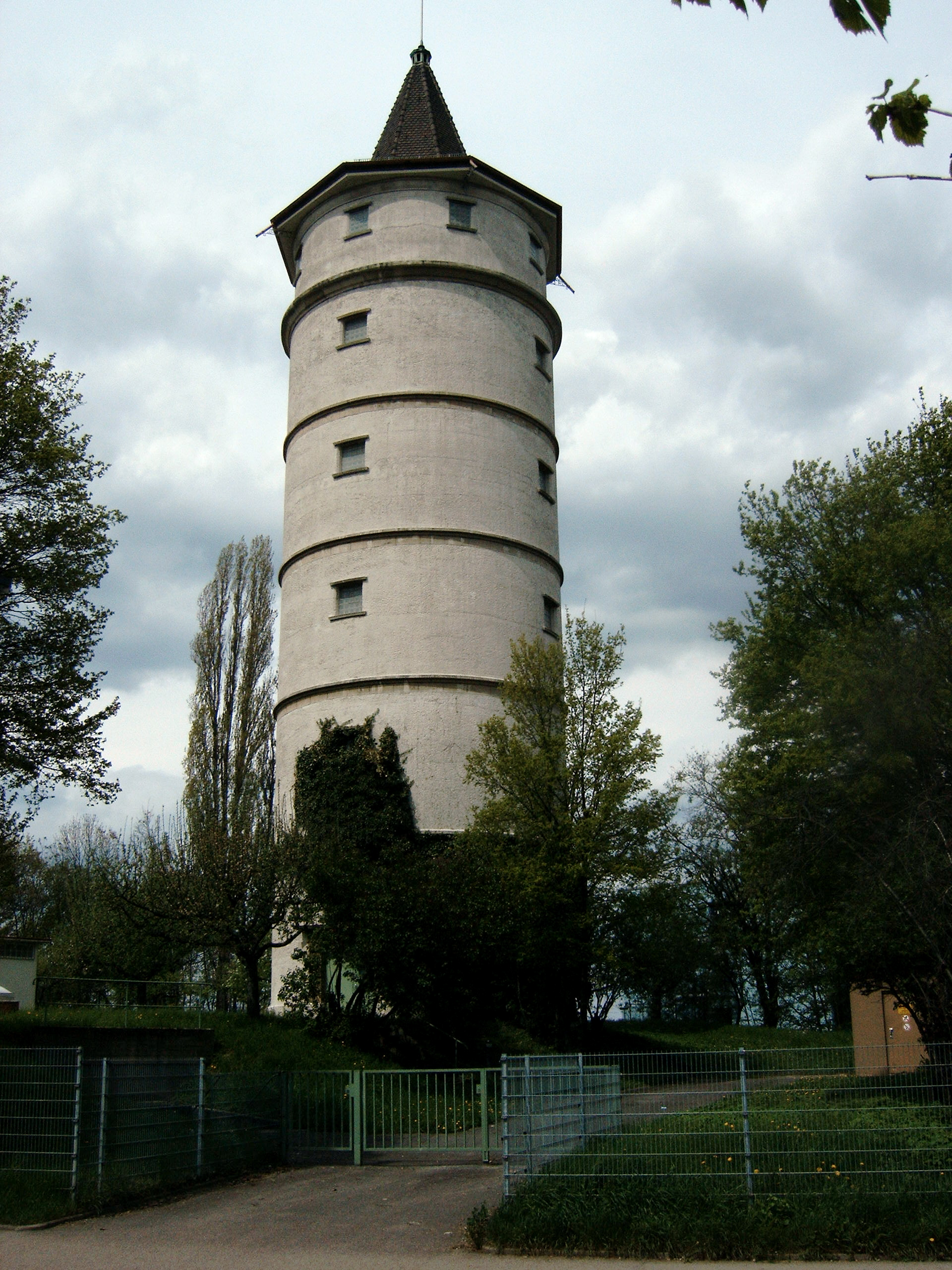
Wasserturm
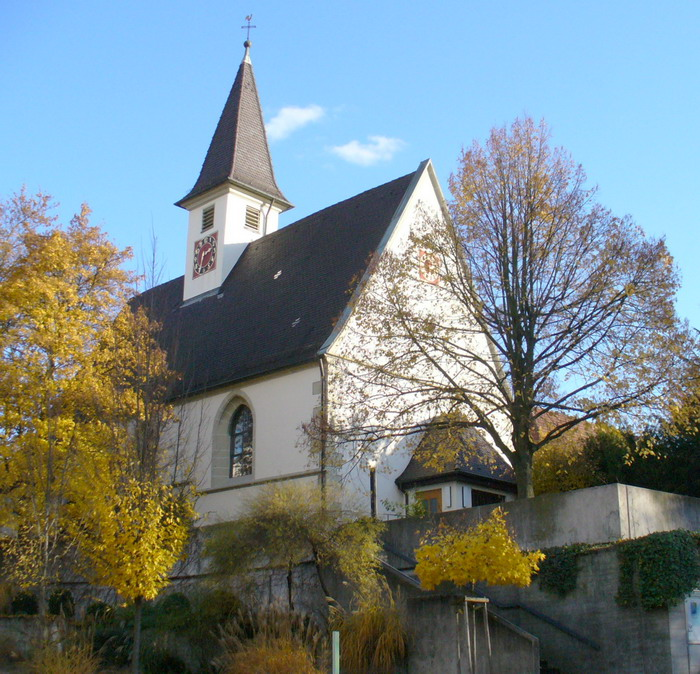
Kirche in Hohenacker von 1489
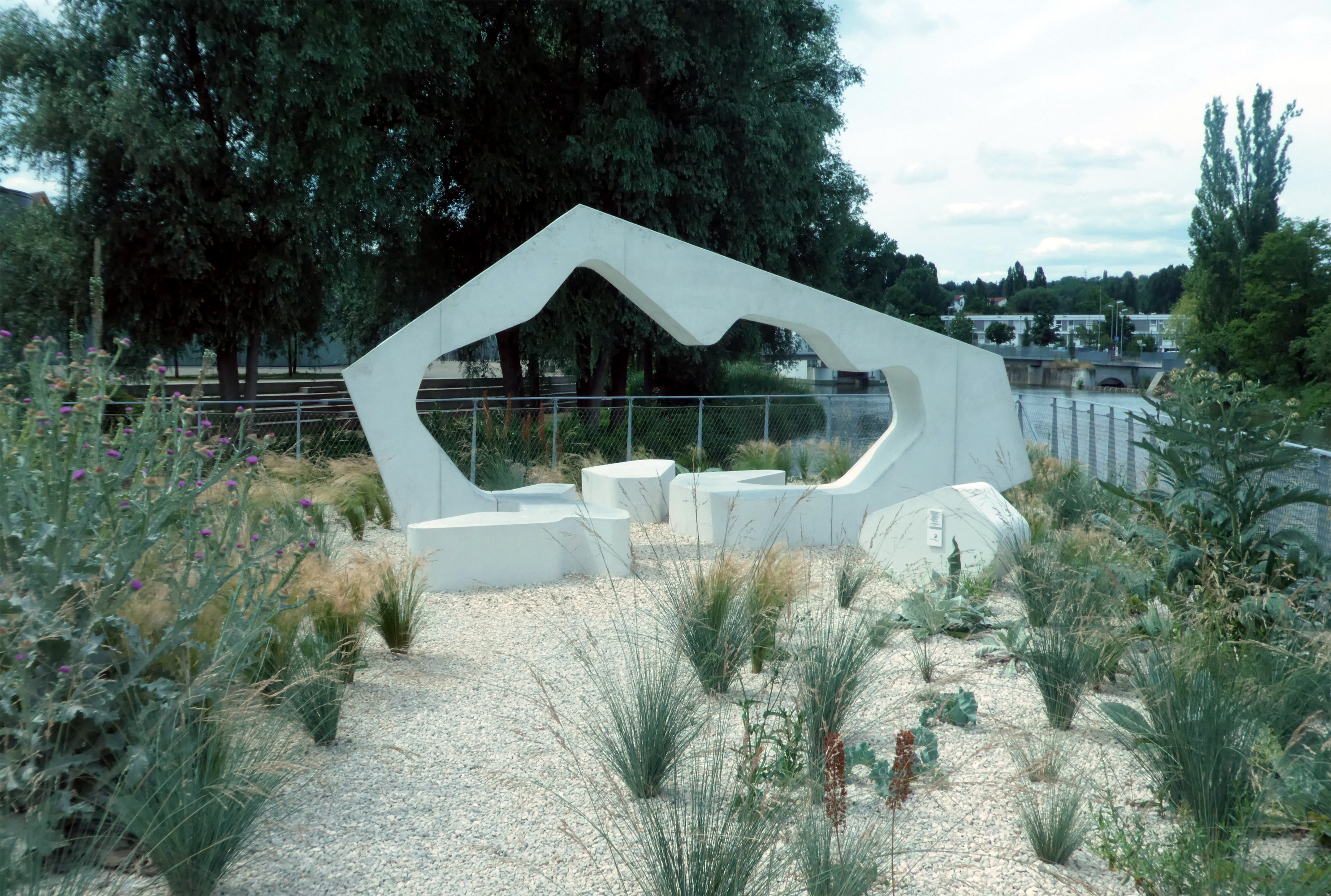
Weißes Haus auf der Schwaneninsel

### Altes Rathaus

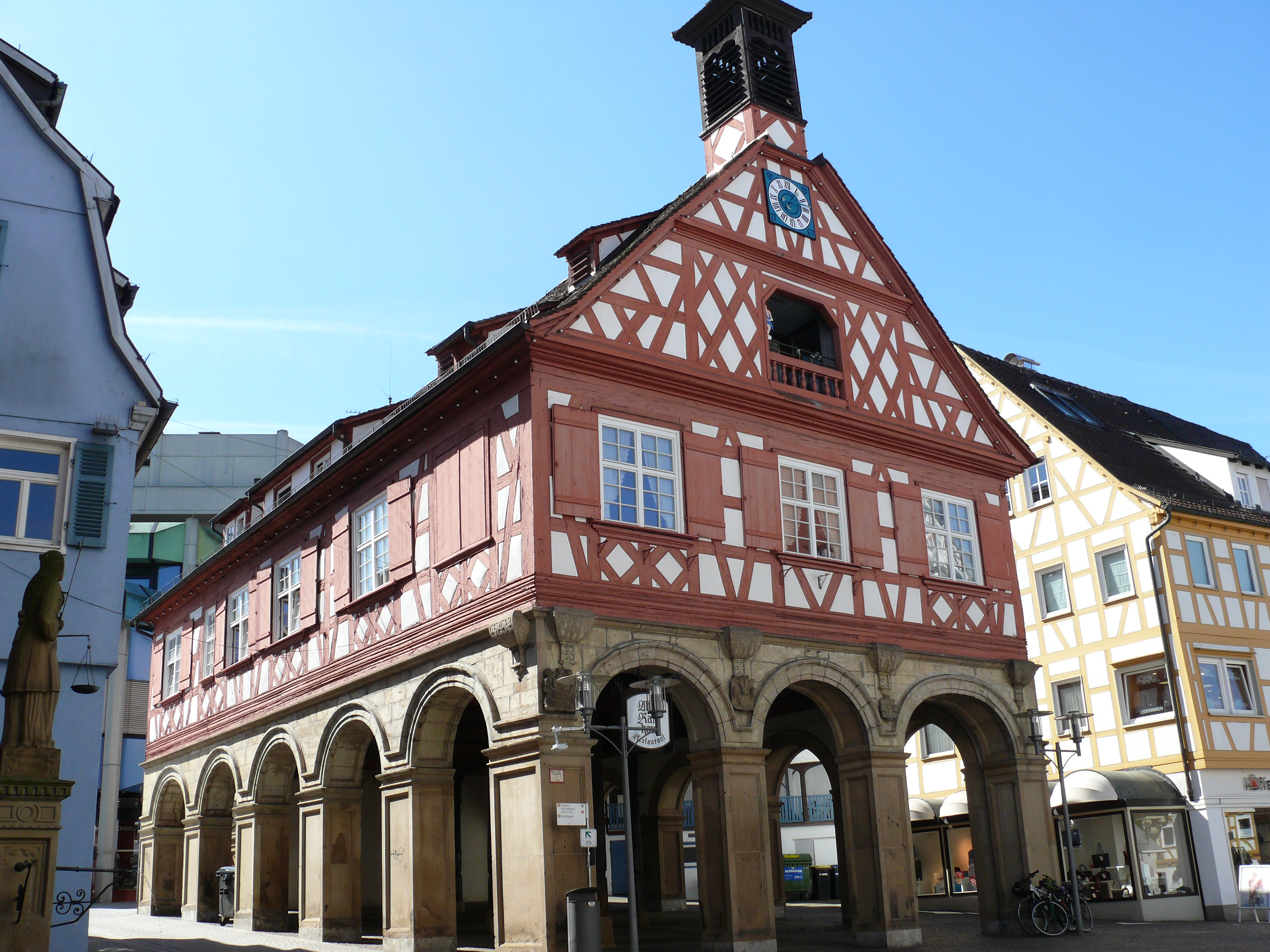
Altes Rathaus

Das Alte Rathaus mit seinen offenen Arkaden, der Erdgeschosslaube aus der Renaissancezeit und dem Fachwerkaufbau, steht auf dem Marktplatz und entstand im Jahre 1597. 1634 wurde es durch einen Stadtbrand zerstört und bestand bis 1725 als Ruine, bevor dann bis 1730 der Wiederaufbau erfolgte. Bis zum Jahr 1875 war es dann das Rathaus der Stadt. Zwischen 1876 und 1975 diente es erst als Knaben-Volksschule, Gewerbeschule und später als Volkshochschule. 1976 begannen Renovierungsarbeiten und ab 1978 wurde dann eine Gaststätte eröffnet.
Um 1870 plante man den Abriss des Gebäudes, nahm später aber wieder Abstand von der Idee. In den 1920er Jahren war das Alte Rathaus das erste Gebäude Waiblingens, bei dem das Fachwerk freigelegt wurde. 1978 wurde das Gebäude vom Heimatverein Waiblingen als Beispiel einer vorbildlichen Restaurierung ausgezeichnet.

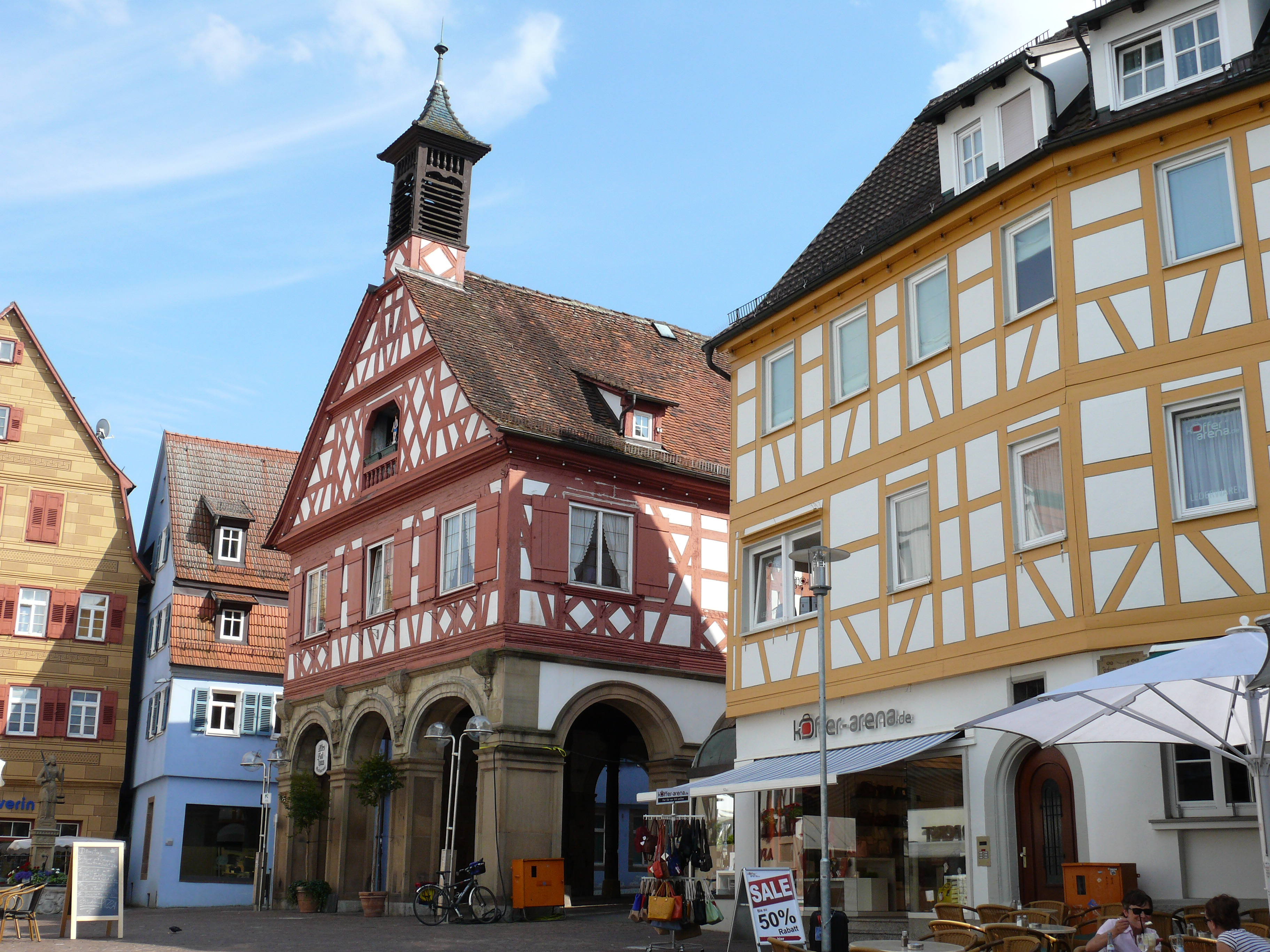
Frontansicht am Marktplatz von Westen
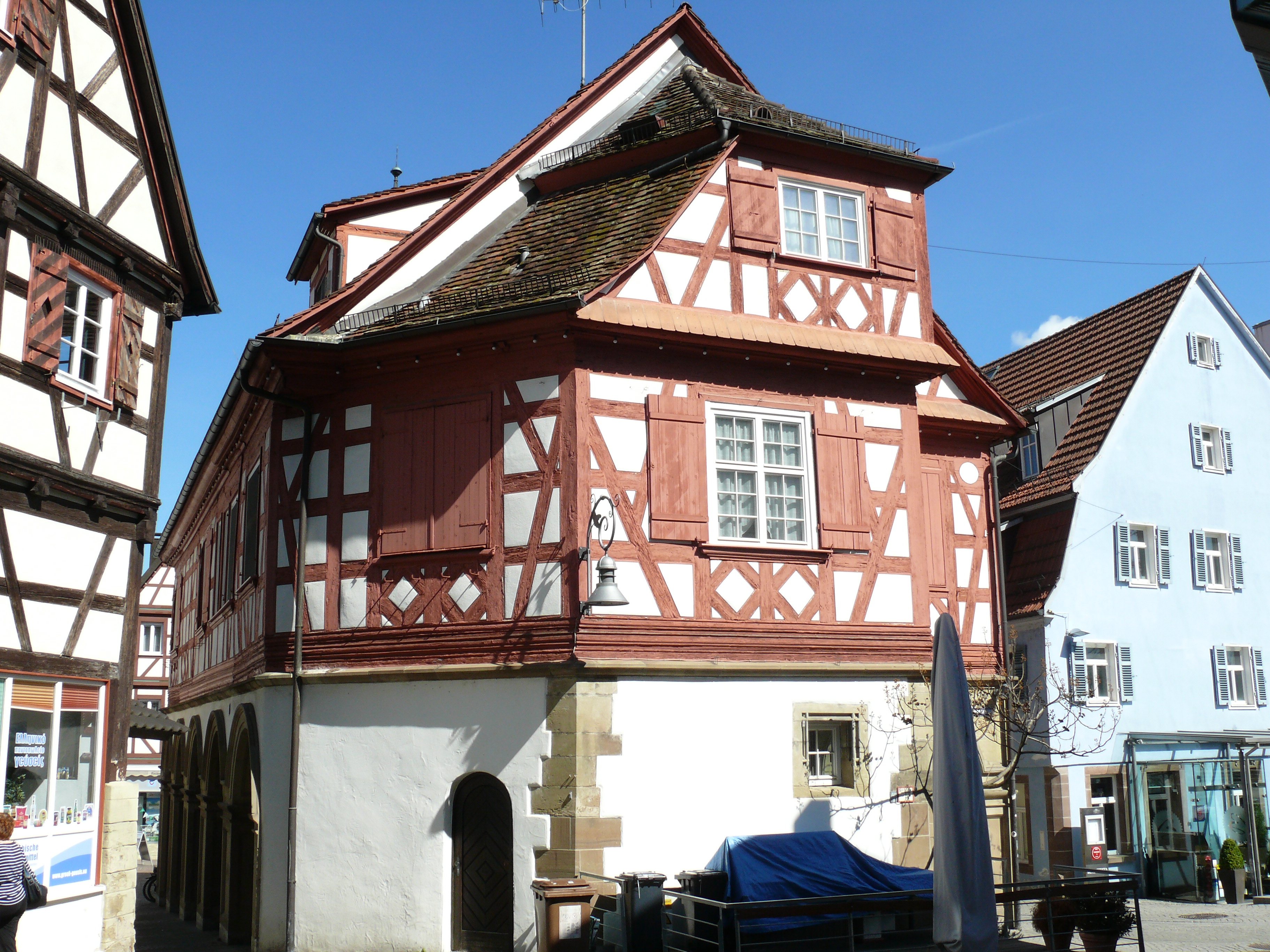
Rückseite
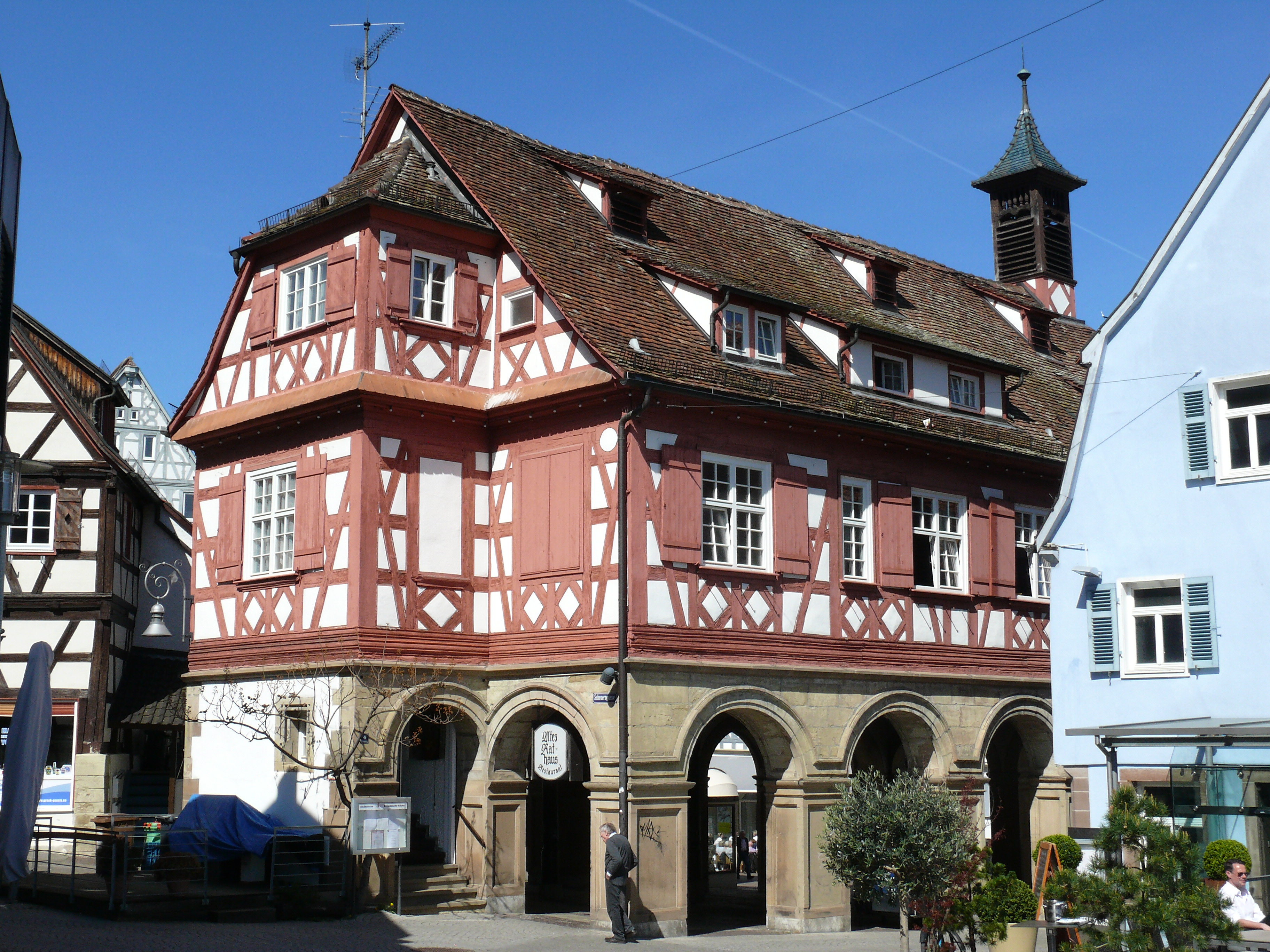
Seitenansicht und Rückseite
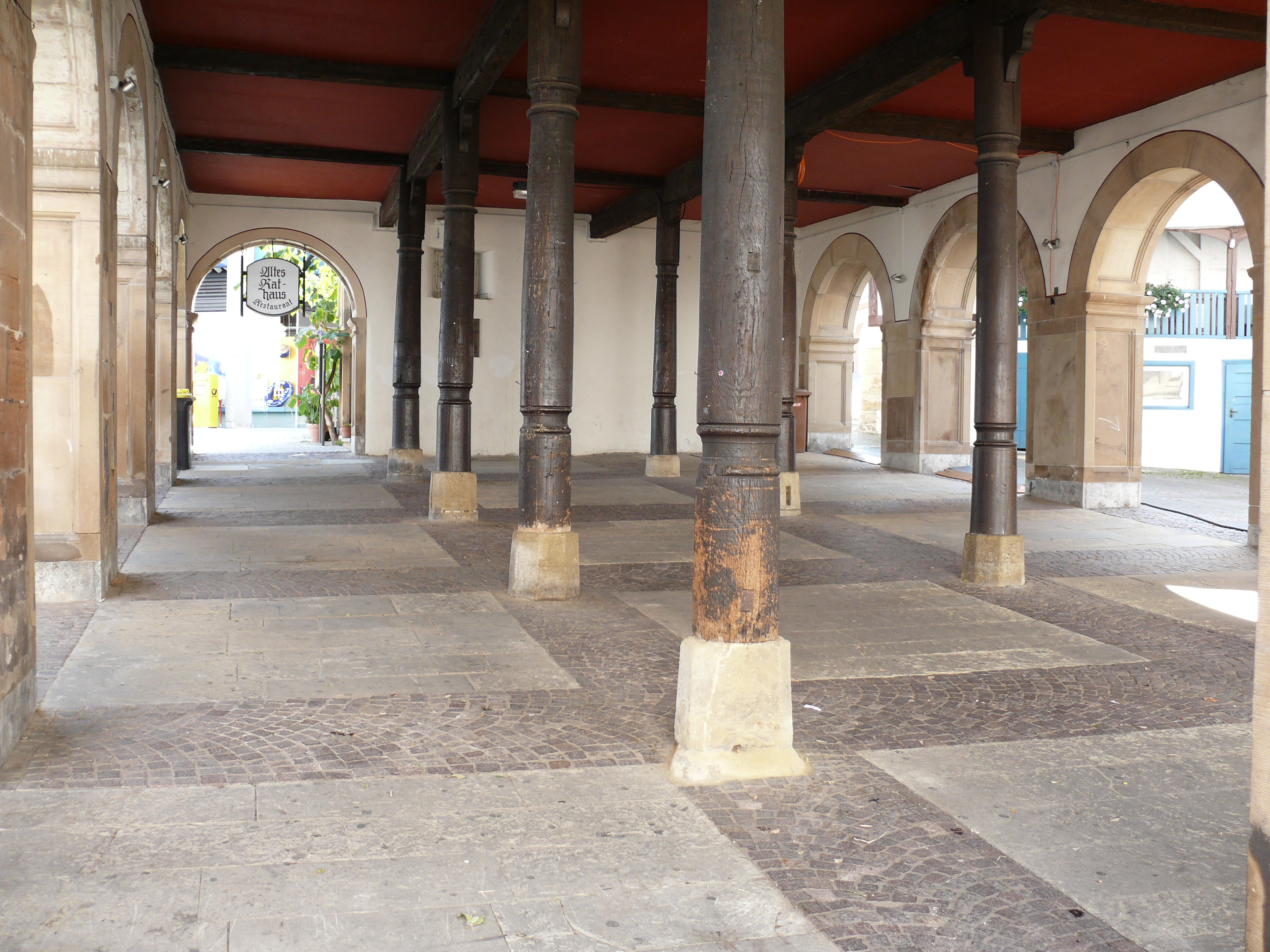
Unter den Arkaden
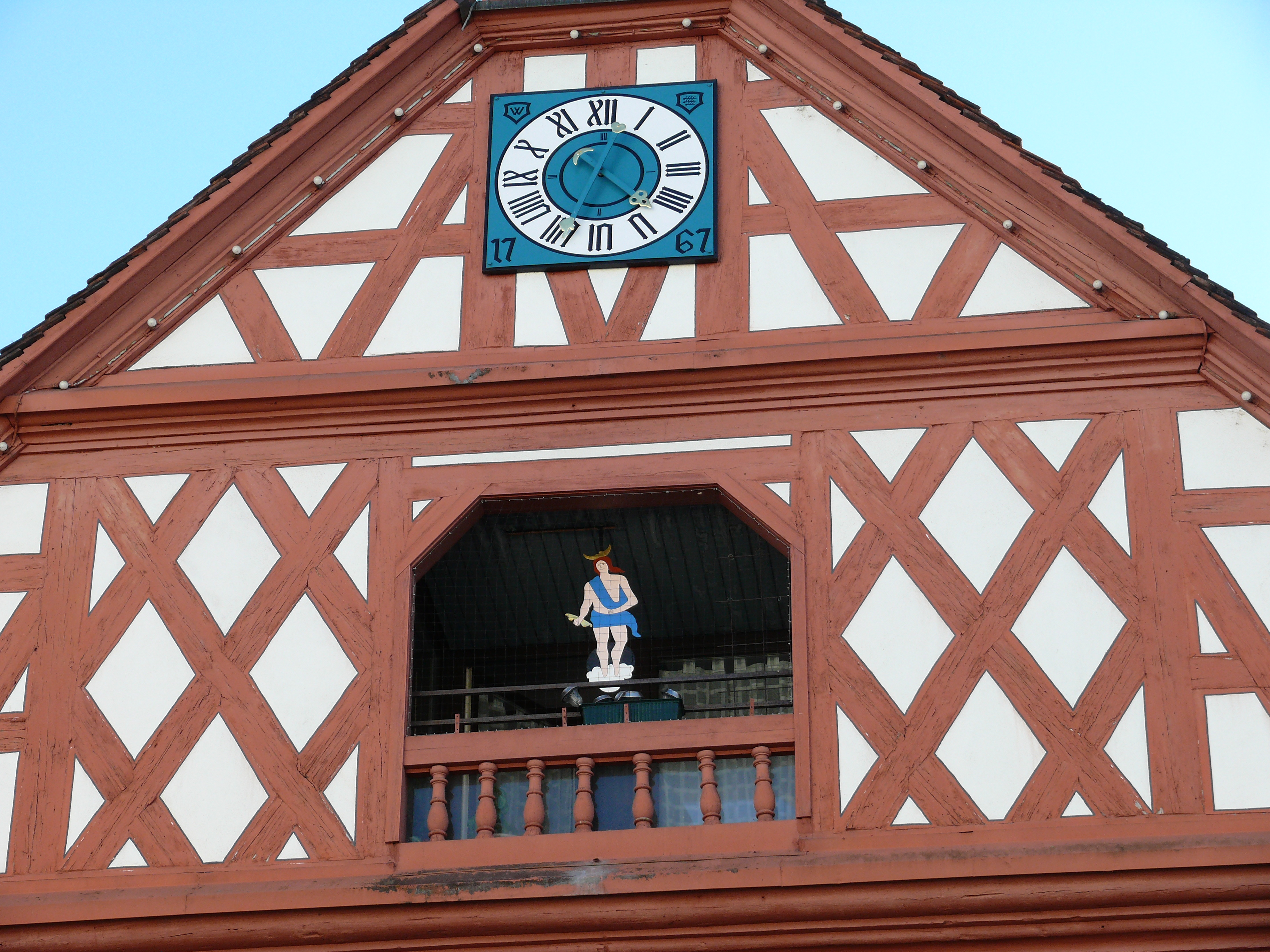
Dachbereich mit Uhr

### Hochwachtturm

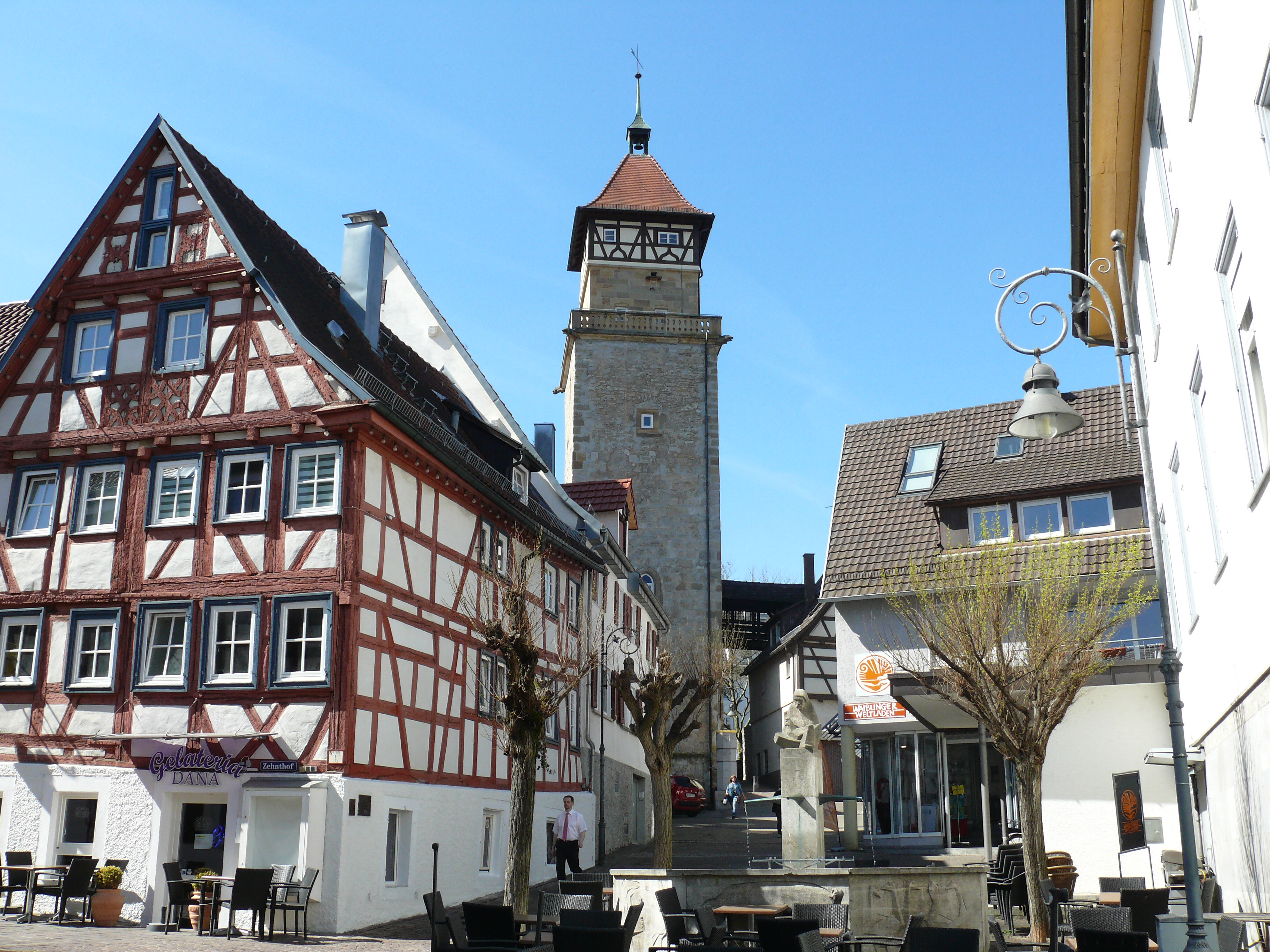
Hochwachtturm

Der Hochwachtturm, auch Zinkenistenturm genannt, ist älter als die Stadtmauer, die erst später im 13. Jahrhundert an den Turm angebaut wurde. Der Sockel der quadratischen Grundfläche des Turmes (7 × 7 m) könnte schon in frühstaufischer Zeit, bzw. im 11./12. Jahrhundert, erbaut worden sein, spätestens jedoch im 13. Jahrhundert. Das höhergehende Mauerwerk stammt aus der Zeit um 1500. In der Zeit danach erfolgten viele Um- und Einbauten. 1863 wurde nach einem Brand das Satteldach verändert und das Fachwerkgeschoss in seiner heutigen Form wieder aufgebaut, sowie der Umgang mit einer steinernen Balustrade versehen. Die heutige Holztreppe, die auch ältere Konstruktionen miteinbezieht, stammt aus der Mitte des 20. Jahrhunderts. 2003 untersuchte man das Turminnere auf historische Putzlagen. Dabei fand man vielfach blaue Bemalungen aus dem 19. Jahrhundert.
Die Höhe der Turmspitze beträgt 45 m, die Höhe des Umgangs 21 m.

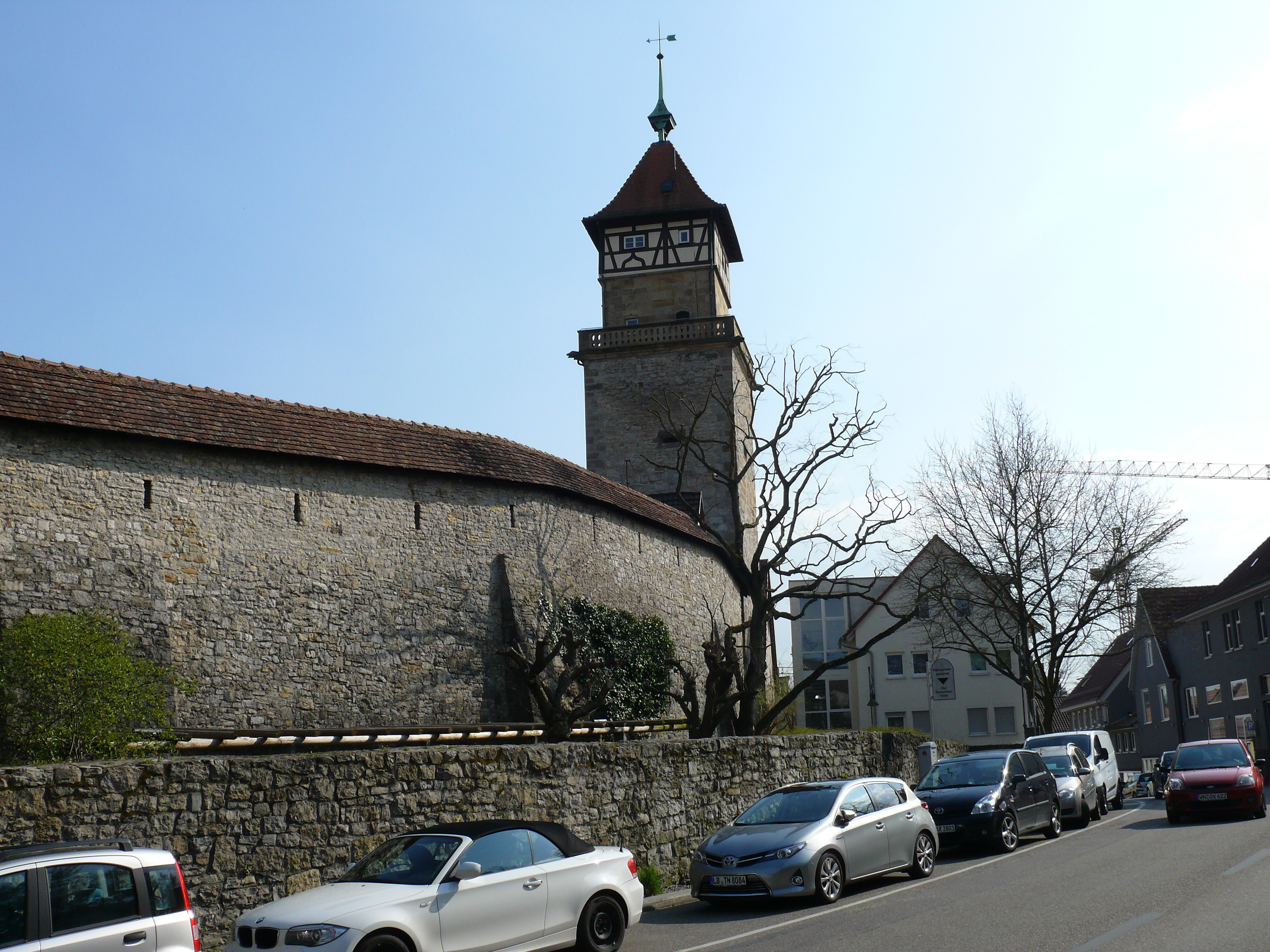
Blick von Norden entlang der Stadtmauer
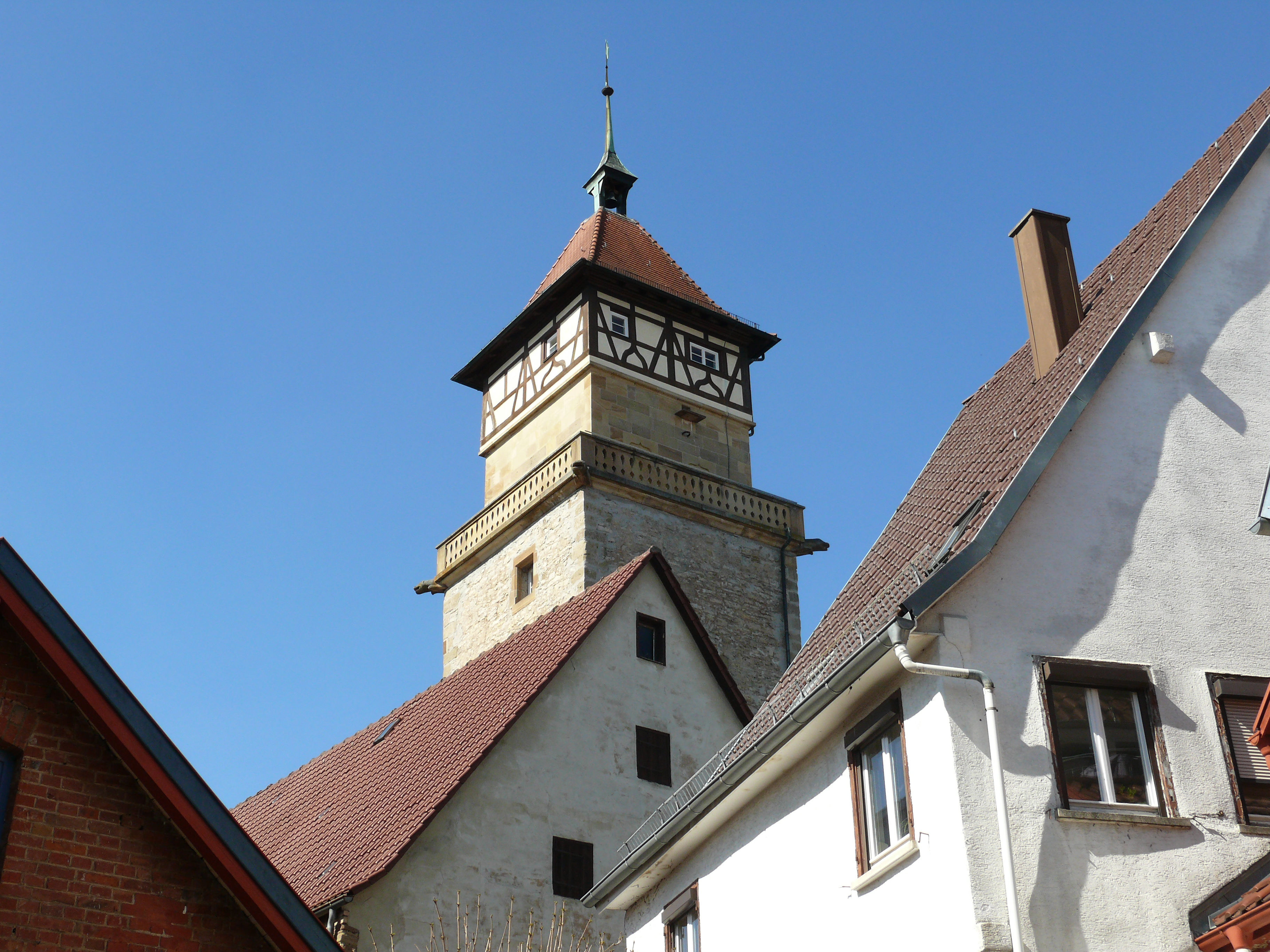
Dachbereich
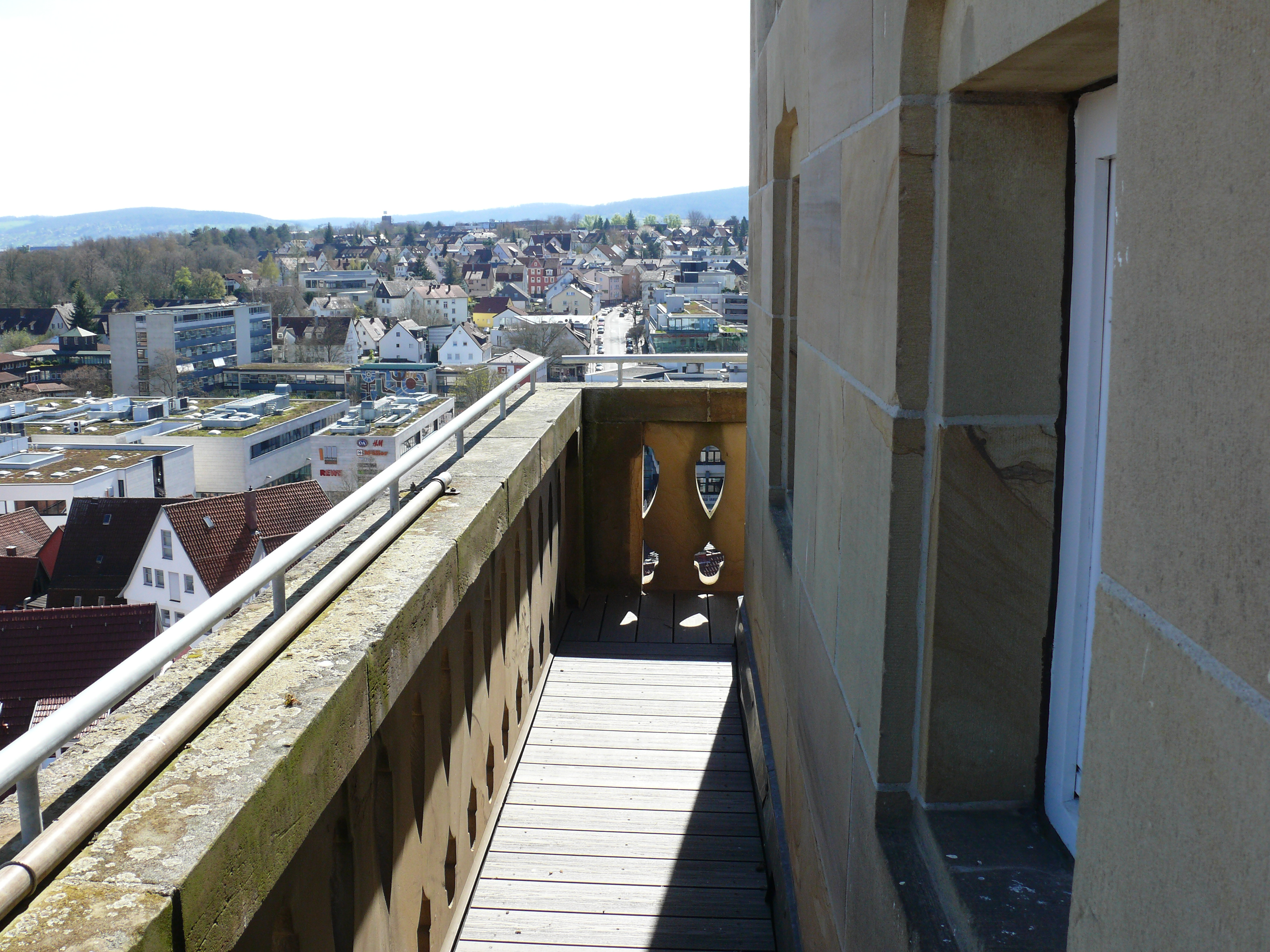
Umgang
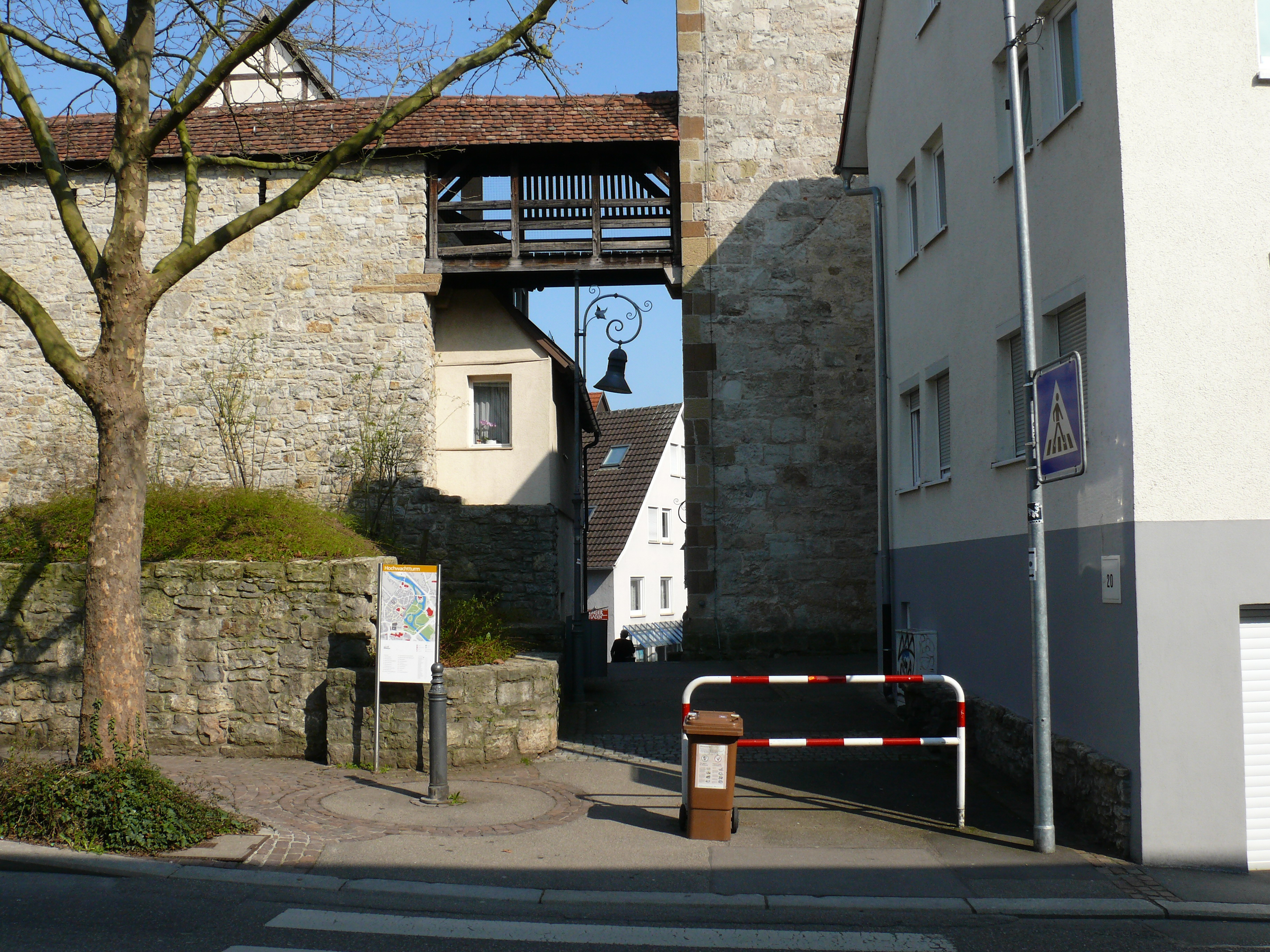
Durchgang zwischen Stadtmauer und Turm
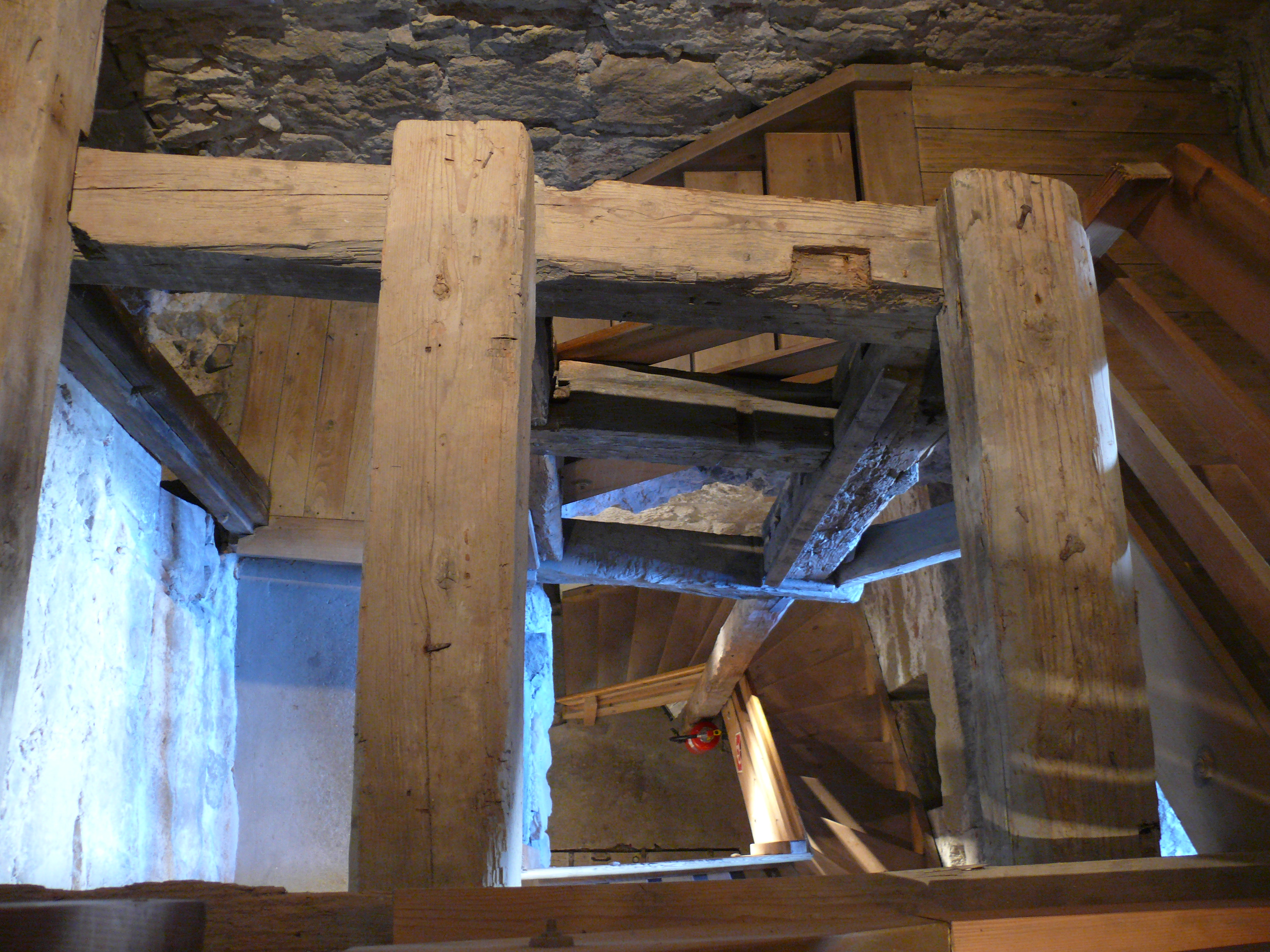
Holztreppe im Turm

### Beinsteiner Torturm

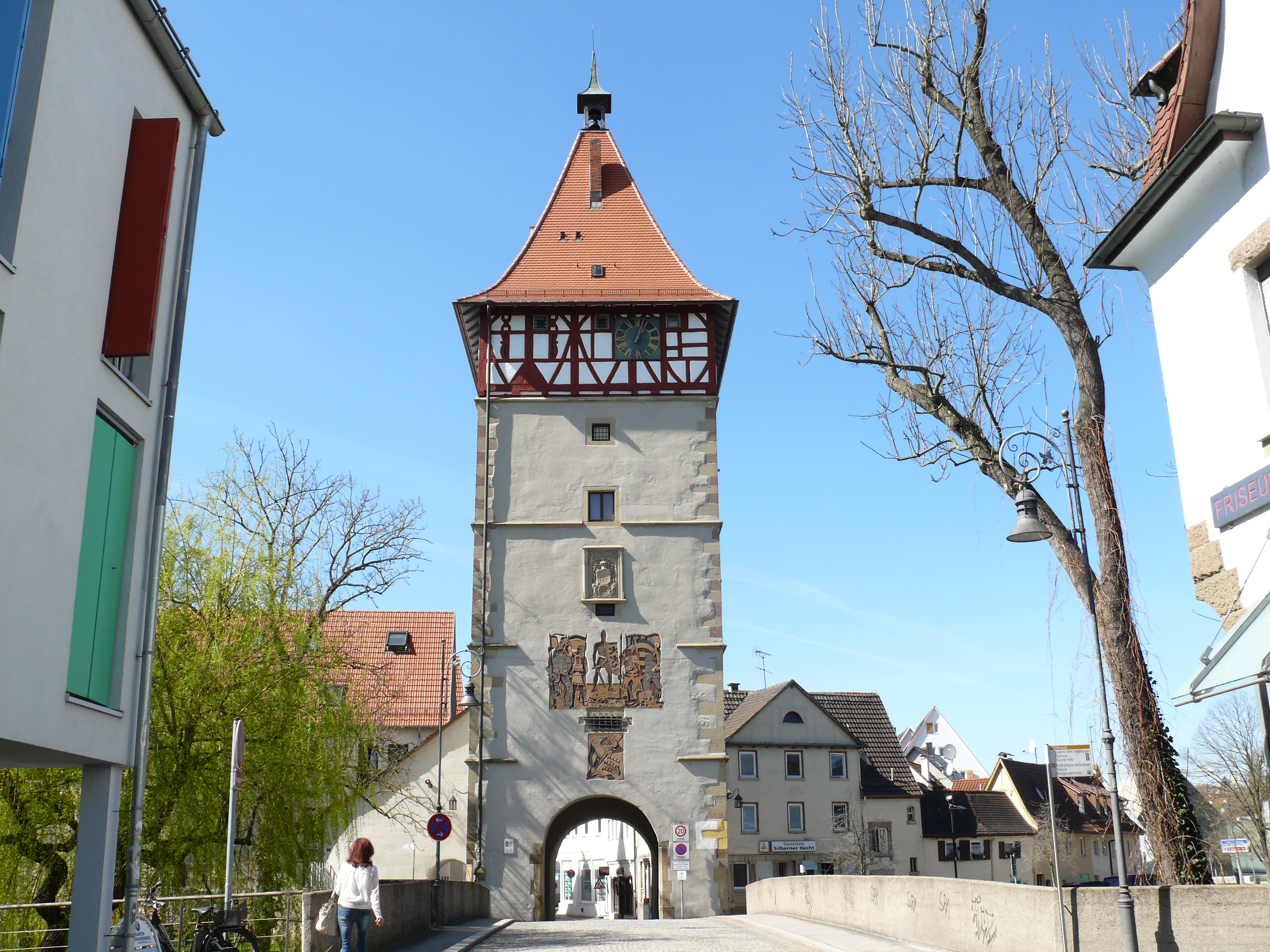
Beinsteiner Torturm

Der Beinsteiner Torturm (auch Säuturm) entstand im 13. Jahrhundert. 1491 wurde der Turm auf 22,3 Meter erhöht und durch das Eberhardswappen (Graf bzw. Herzog Eberhard im Bart von Württemberg) ergänzt. 1938 erfolgte die Anbringung eines Sgraffitos zur Waiblinger Stadtgeschichte. Als Motiv dient die Glorifizierung eines Kampfes aus dem Jahre 1519. 1979 und 2013 wurde der Turm vom Heimatverein Waiblingen als Beispiel einer vorbildlichen Restaurierung ausgezeichnet. 1864 entging der Turm nur knapp seinem Abriss.

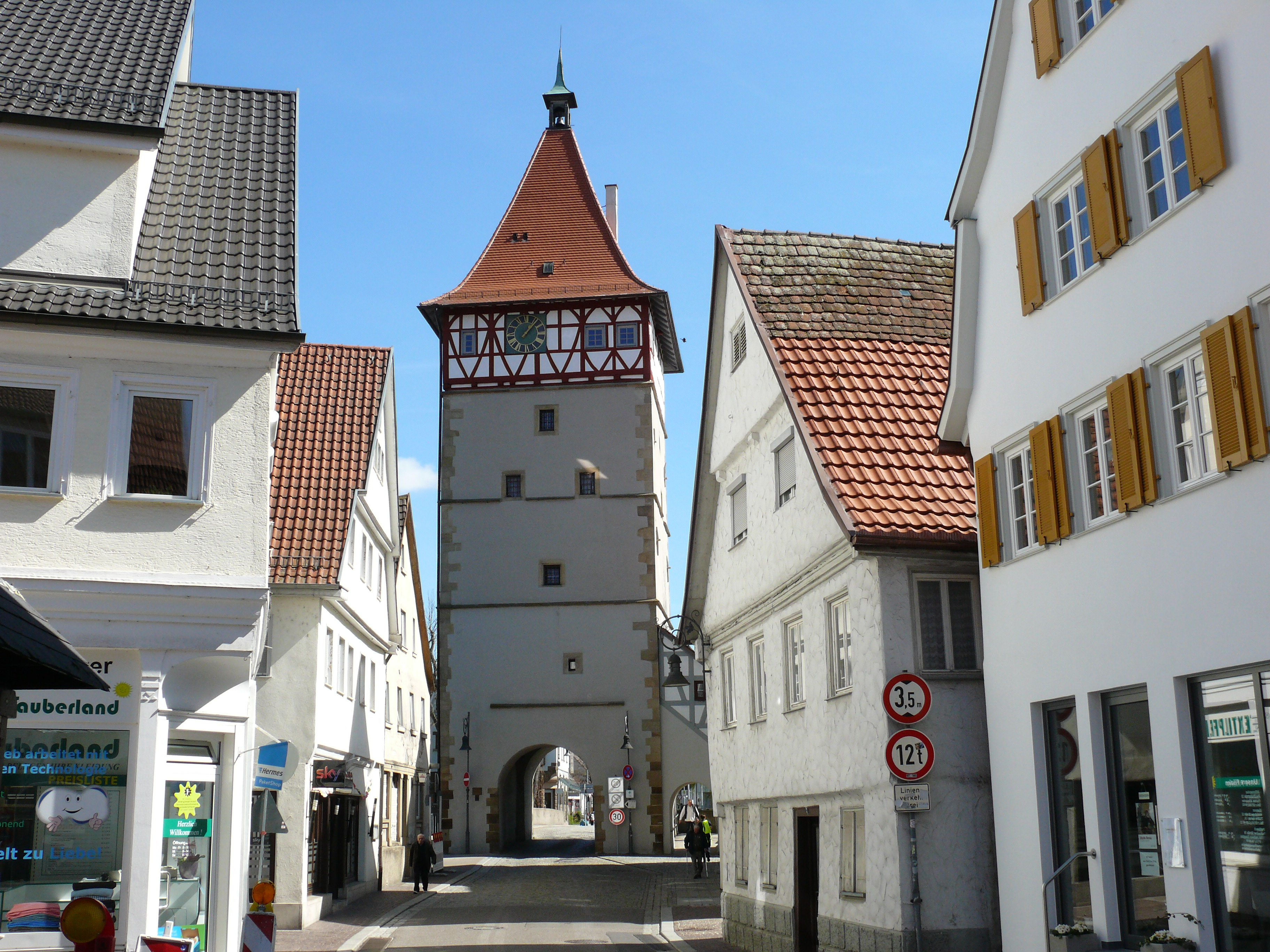
Blick von Osten
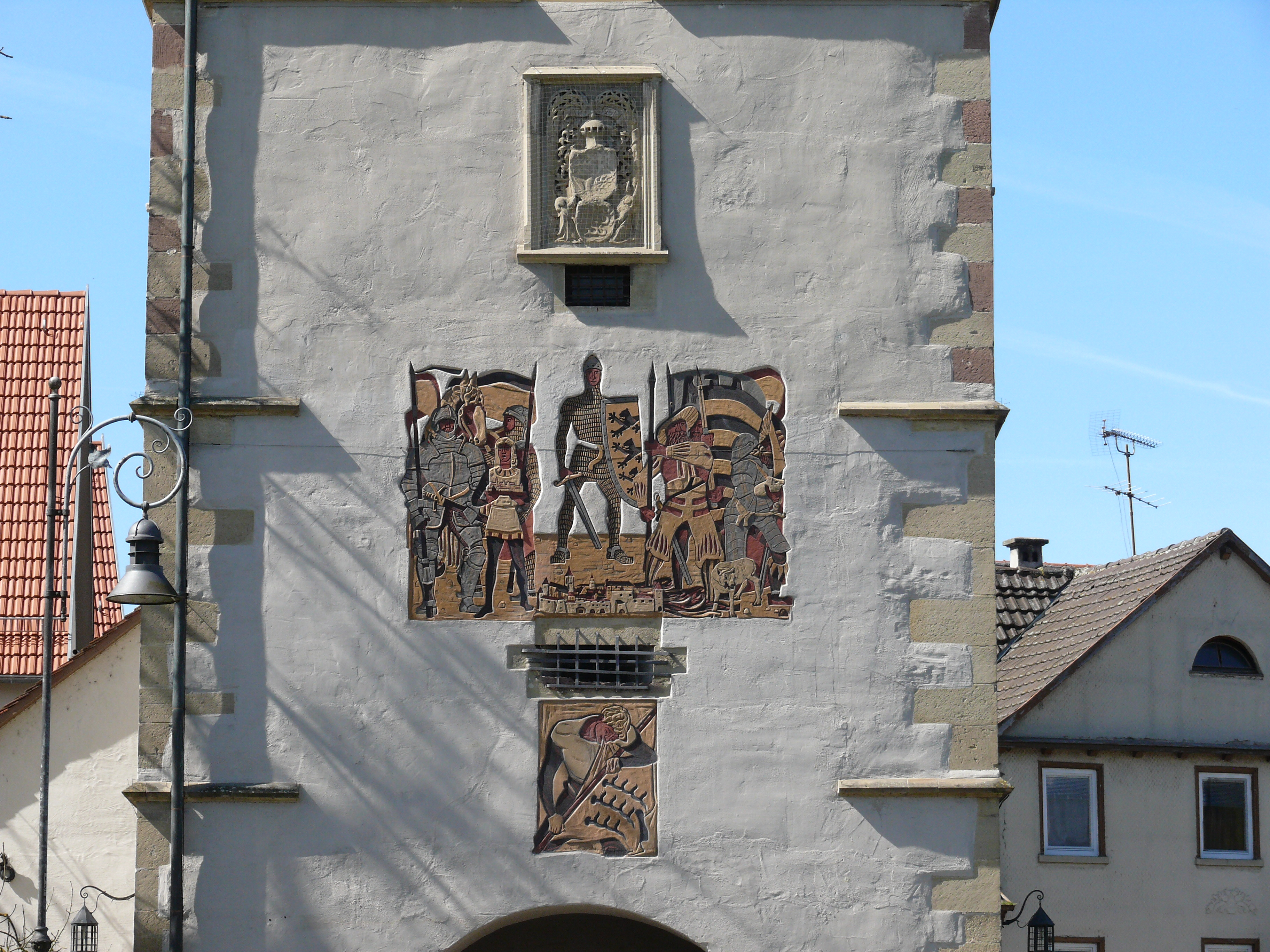
Eberhardswappen und Sgraffito
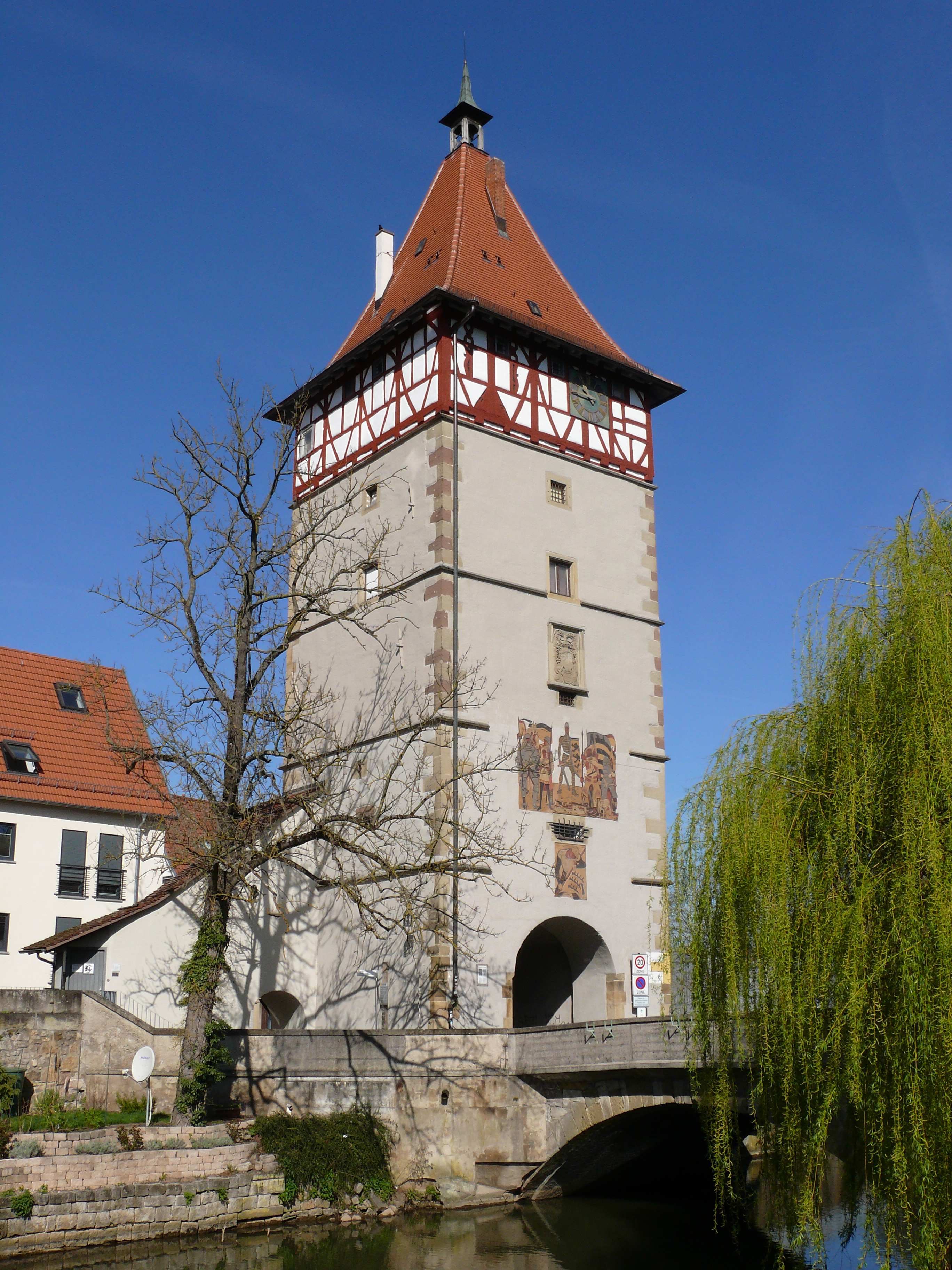
Ansicht mit Rems

### Stadtbefestigung

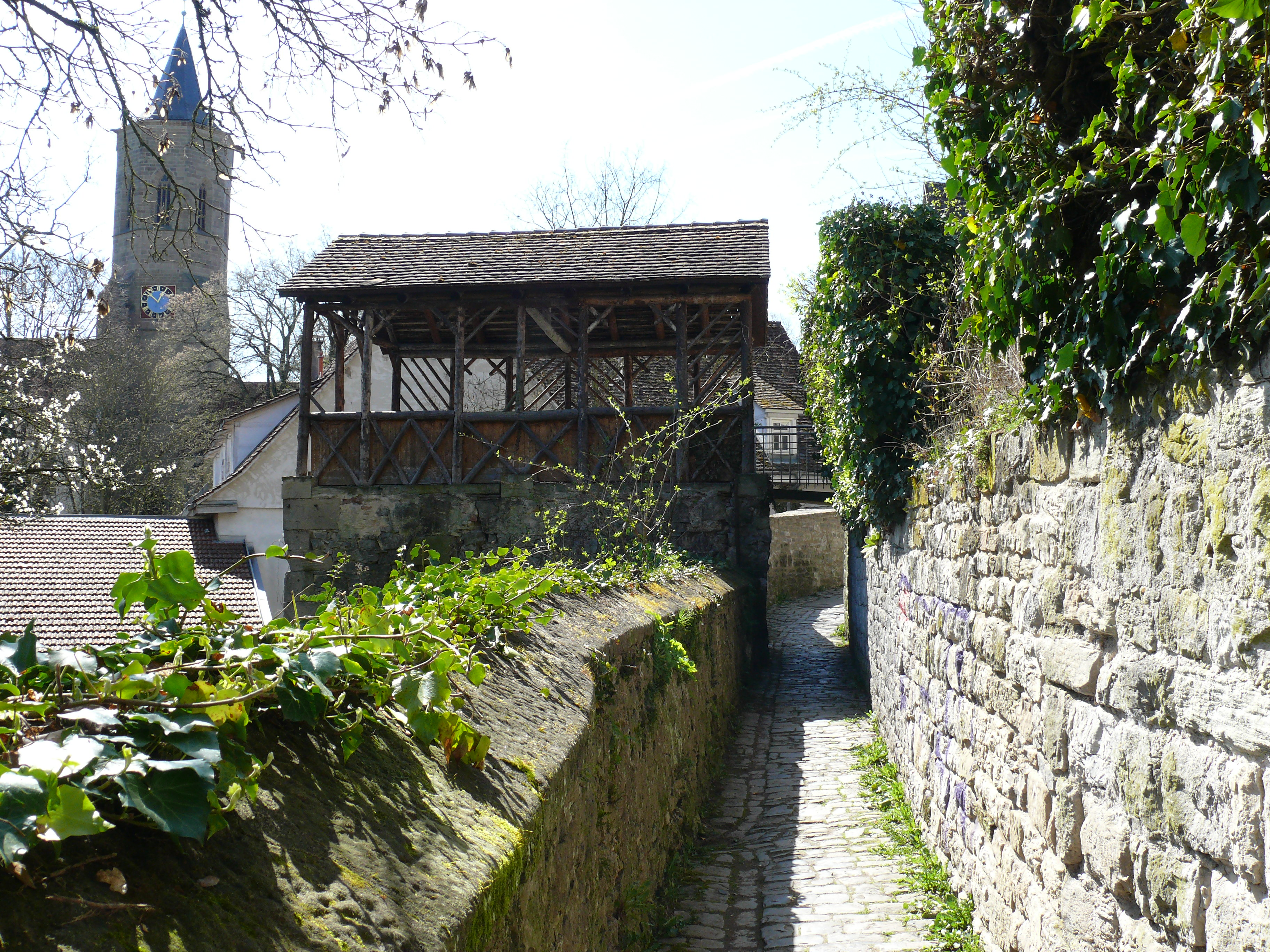
Begehbarer Wehrgang

Der Bau einer Stadtmauer begann um 1250 und dauerte ca. 30 Jahre. Bedeutende Reste haben im Bereich des Hochwachtturms und der Weingärtner Vorstadt überdauert. Der längste Abschnitt befindet sich zwischen dem Beinsteiner Tor und dem Apothekergarten, ausgeführt als begehbarer und oft überdachter Wehrgang.

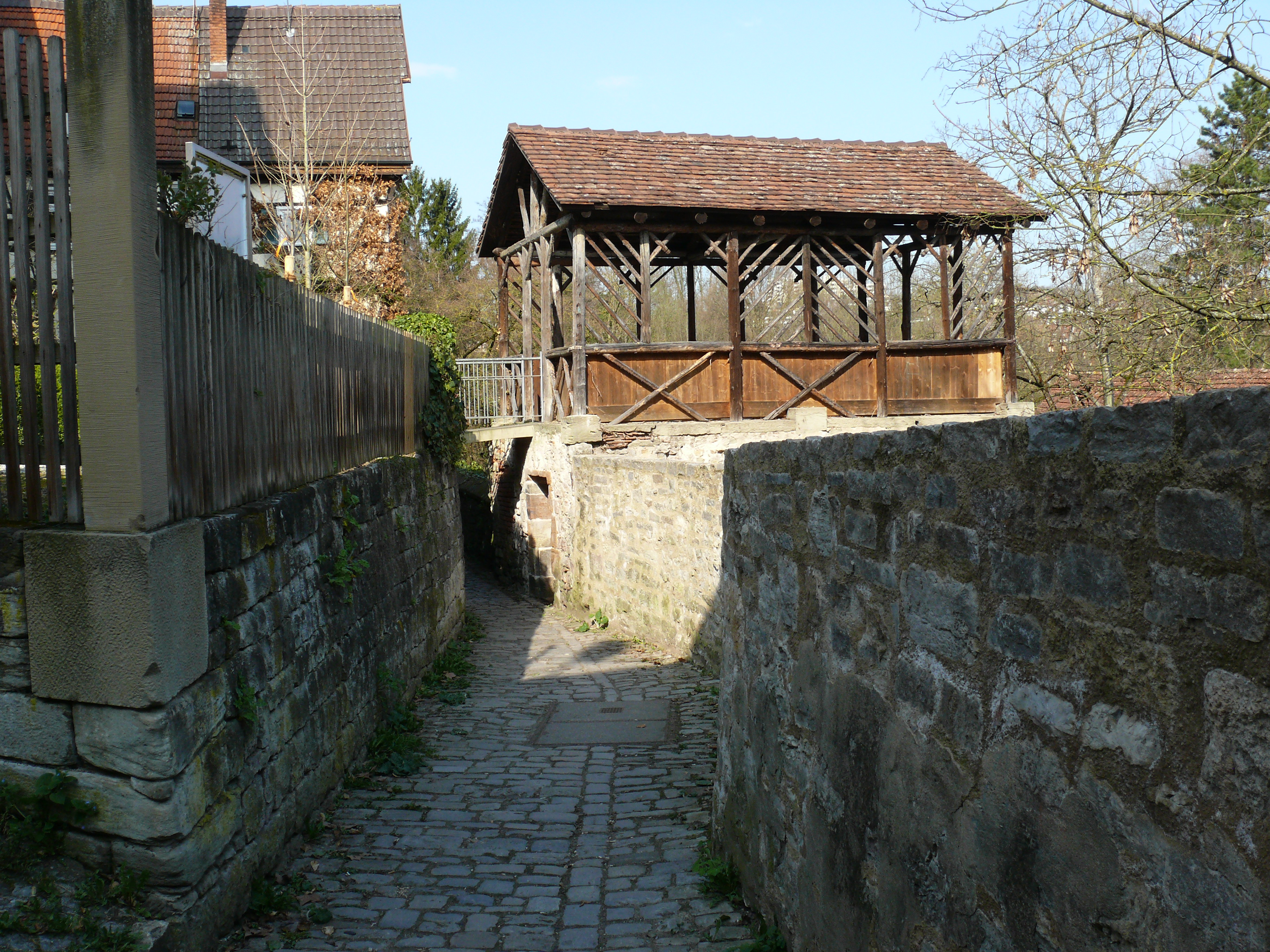
Zugang am Apothekergarten
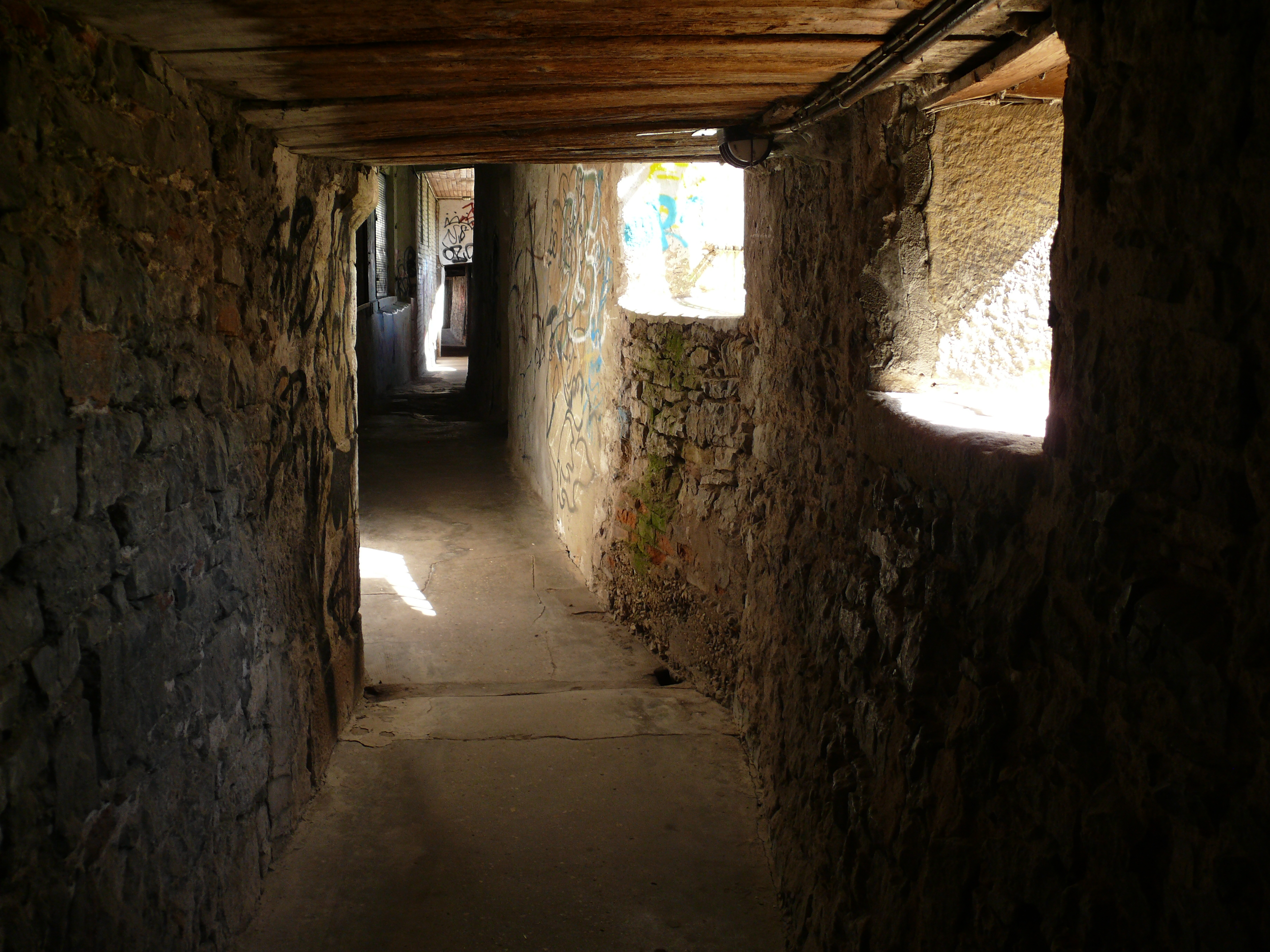
Typischer Bereich mit Überdachung
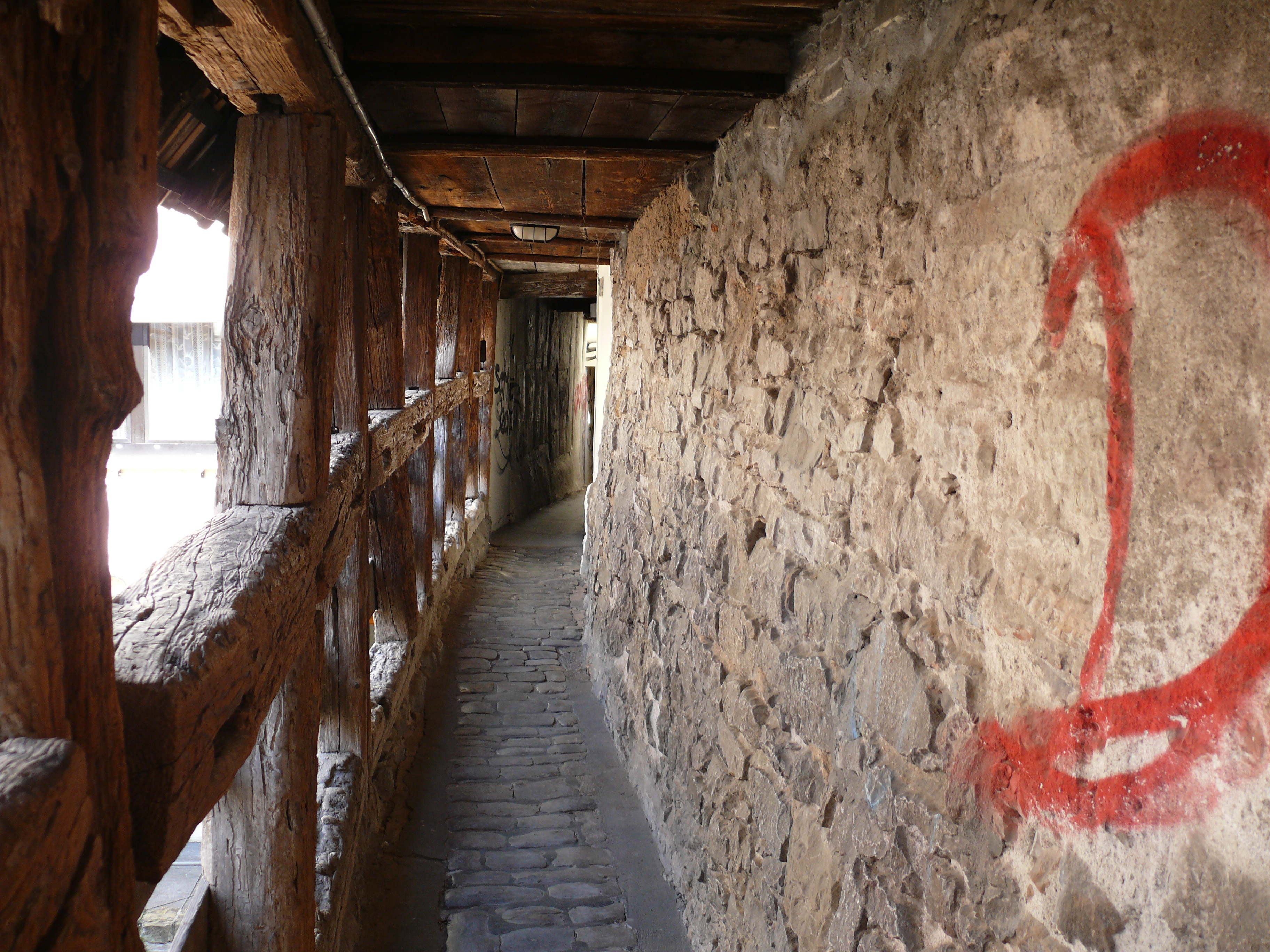
Bereich über dem Bädertörle
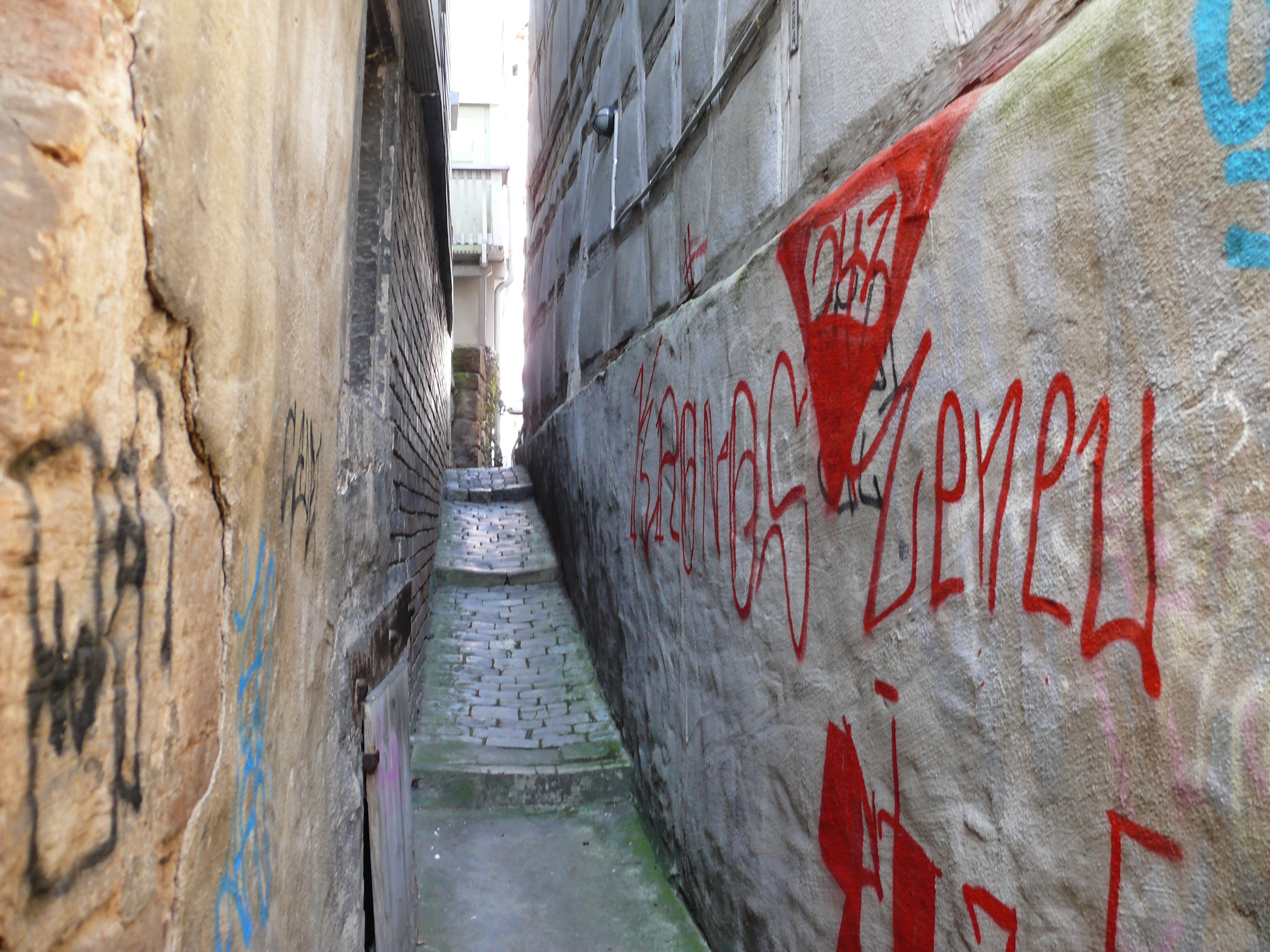
Schmaler Durchstich zur Kurzen Straße
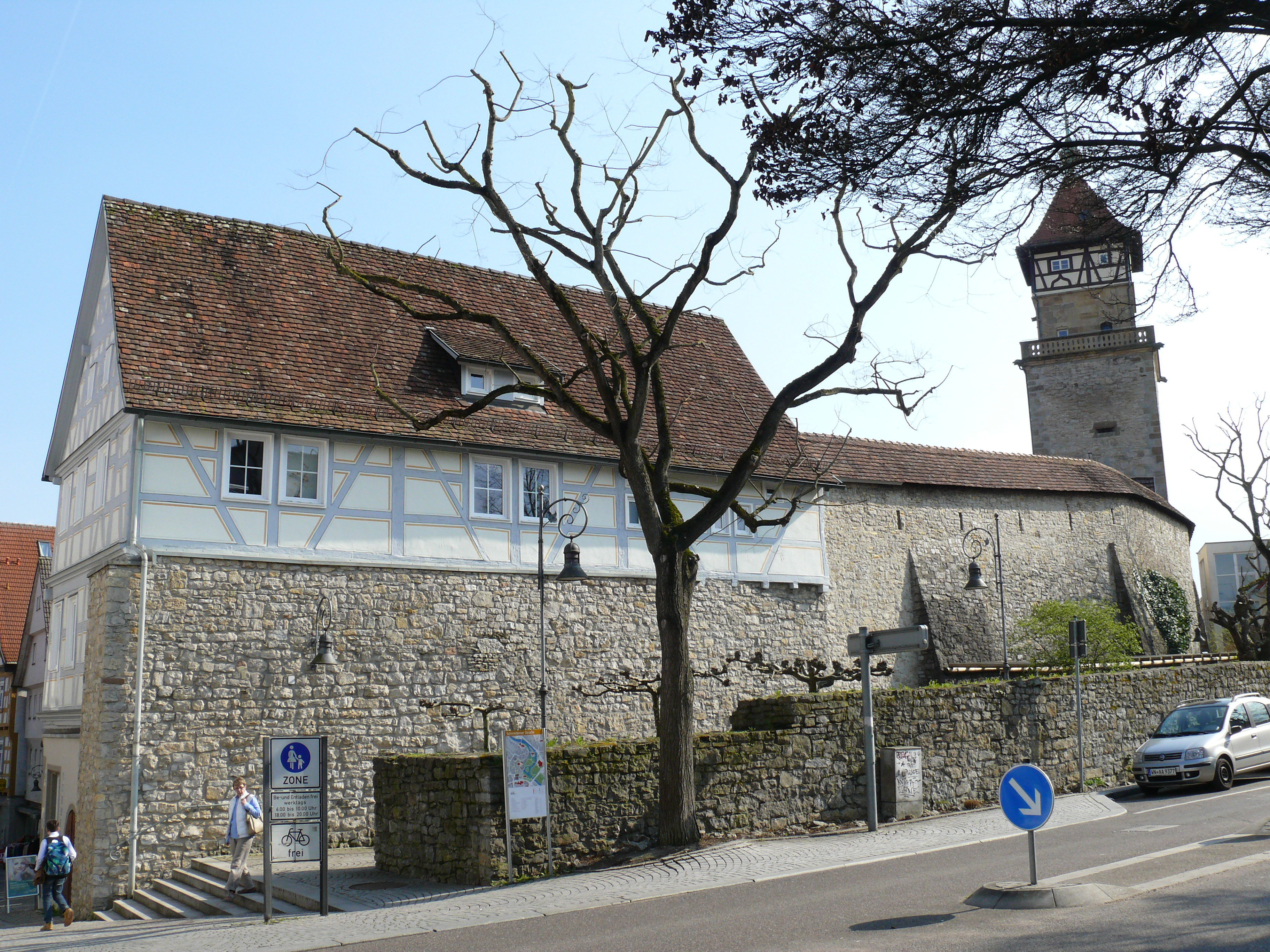
Stadtmauer am Hochwachtturm bzw. am Stadtgraben
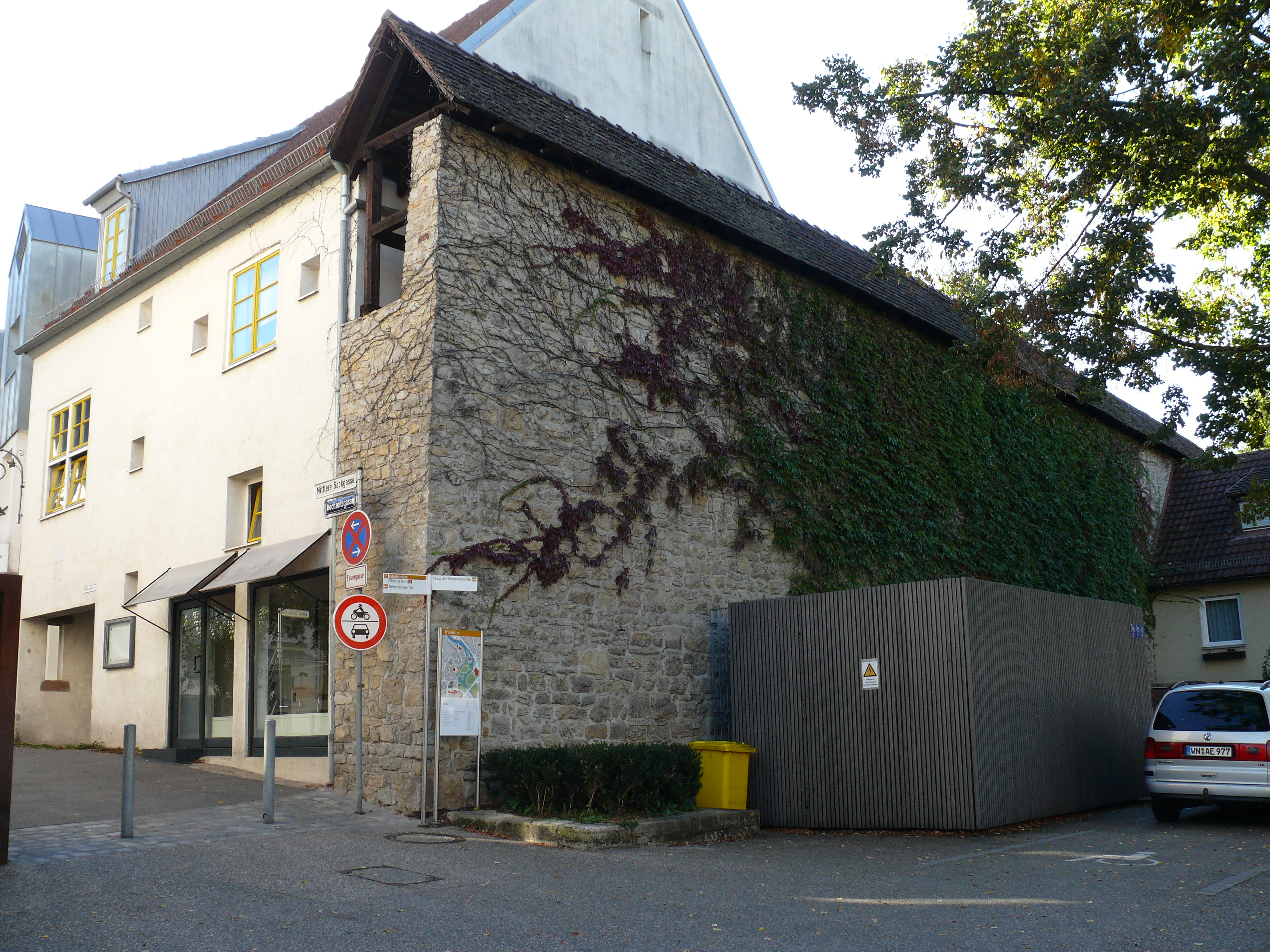
Stadtmauer am ehemaligen Tränktor
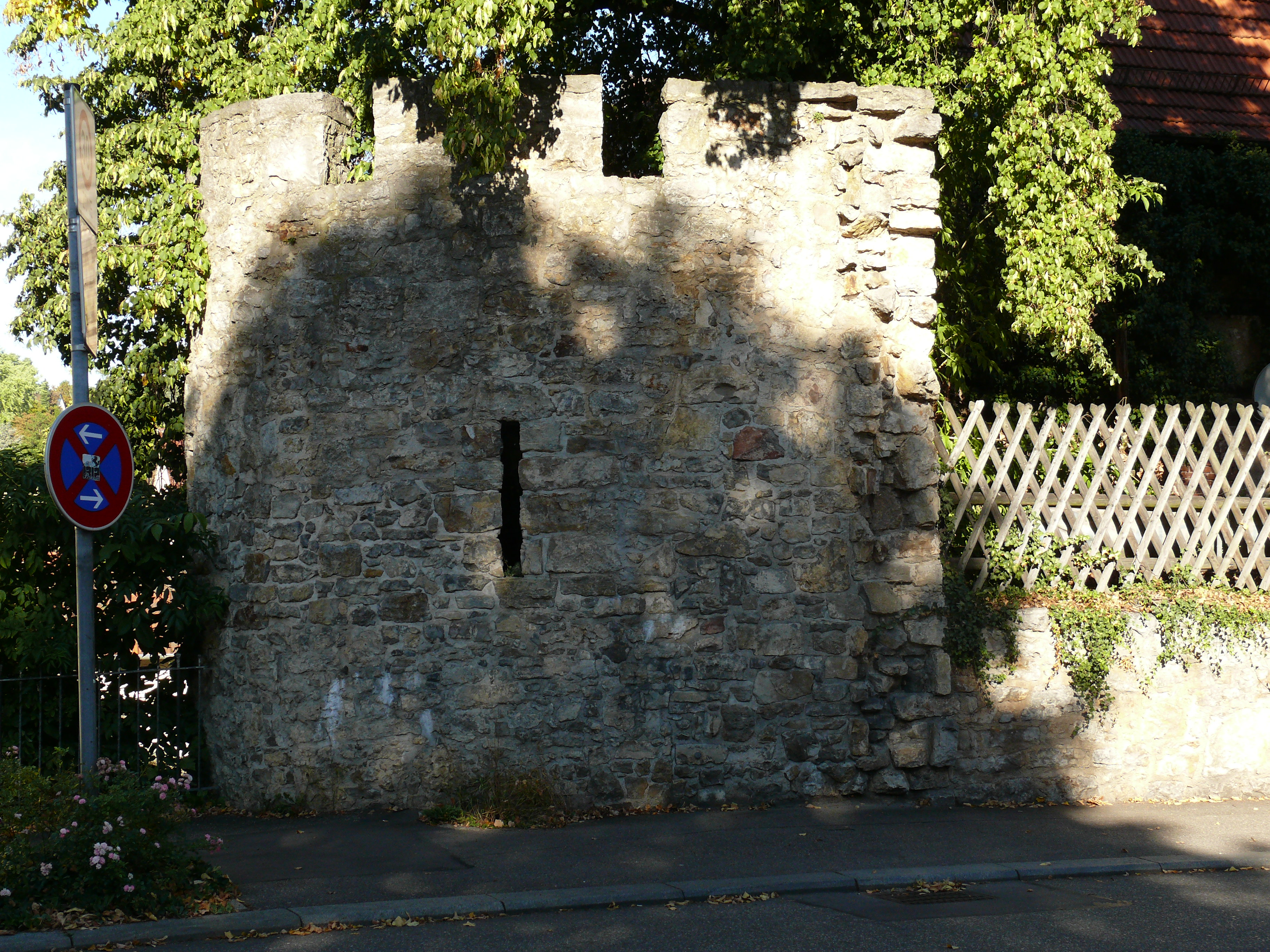
Turm der Stadtmauer in der Weingärtner Vorstadt

### Museen
Das Haus der Stadtgeschichte steht in der ehemaligen Gerbervorstadt und ist das älteste erhaltene profane Gebäude Waiblingens. Es wurde 1549 bis 1553 als – vermutlich gemeinschaftlich betriebenes – Gerberhaus errichtet. Das Fachwerk zeigt den damals typischen Mischstil einer älteren und einer neueren Bauweise. Das Haus gilt als bauhistorisches Denkmal und wurde 1992 mit einem Verdienstdiplom von „Europa Nostra“ für die Sanierung ausgezeichnet. Das Museum berichtet in seiner ständigen Ausstellung und in wechselnden Sonderausstellungen über die Geschichte Waiblingens.
Am Remsufer wurde am 30. Mai 2008 die Galerie Stihl Waiblingen eröffnet. Die Gründung geht auf eine Zuwendung der Eva Mayr-Stihl Stiftung an die Stadt Waiblingen zurück. Die Stadt Waiblingen ist Trägerin der Galerie. Gezeigt werden Ausstellungen zum Thema Arbeiten auf Papier, die jeweils einem gemeinsamen Thema gewidmet sind.
Im Hochwachtturm befindet sich die Achim-von-Arnim-Stube, ein kleines, am 22. Juli 2006 eingeweihtes Literaturmuseum, das an Arnims historischen, in Waiblingen spielenden Roman Die Kronenwächter (1817) erinnert. In Vitrinen, mit Schautafeln, Handschriften und Faksimiles wird der Entstehung des Waiblinger Staufer-Mythos nachgegangen und als literarisches Konstrukt der Romantik entlarvt. Ein Porträt Achim von Arnims vervollständigt die Ausstellung. Vor dem in seinem unteren Teil noch auf die Stauferzeit zurückgehenden Hochwachtturm steht seit 2007 eine Stauferstele.

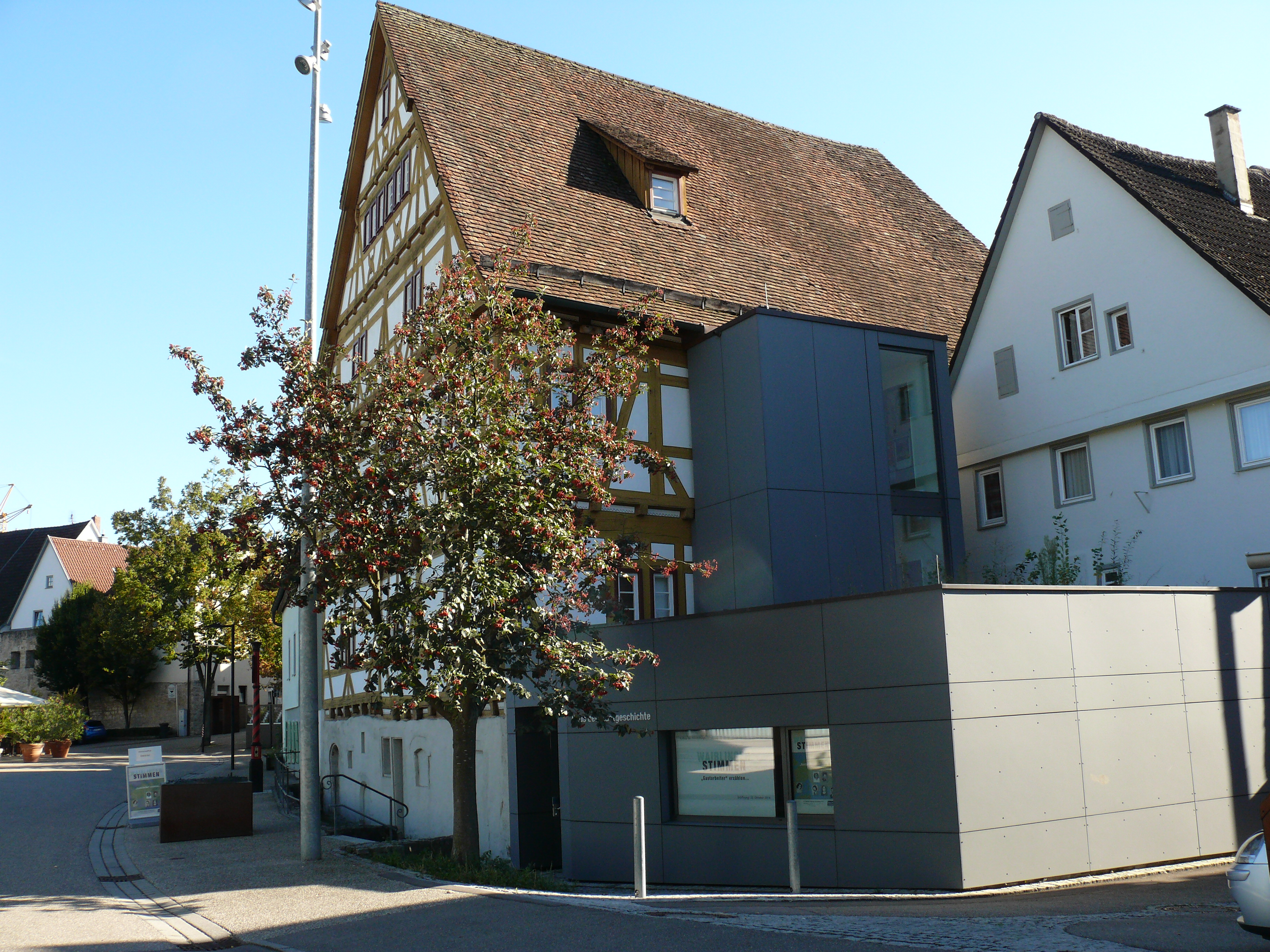
Haus der Stadtgeschichte
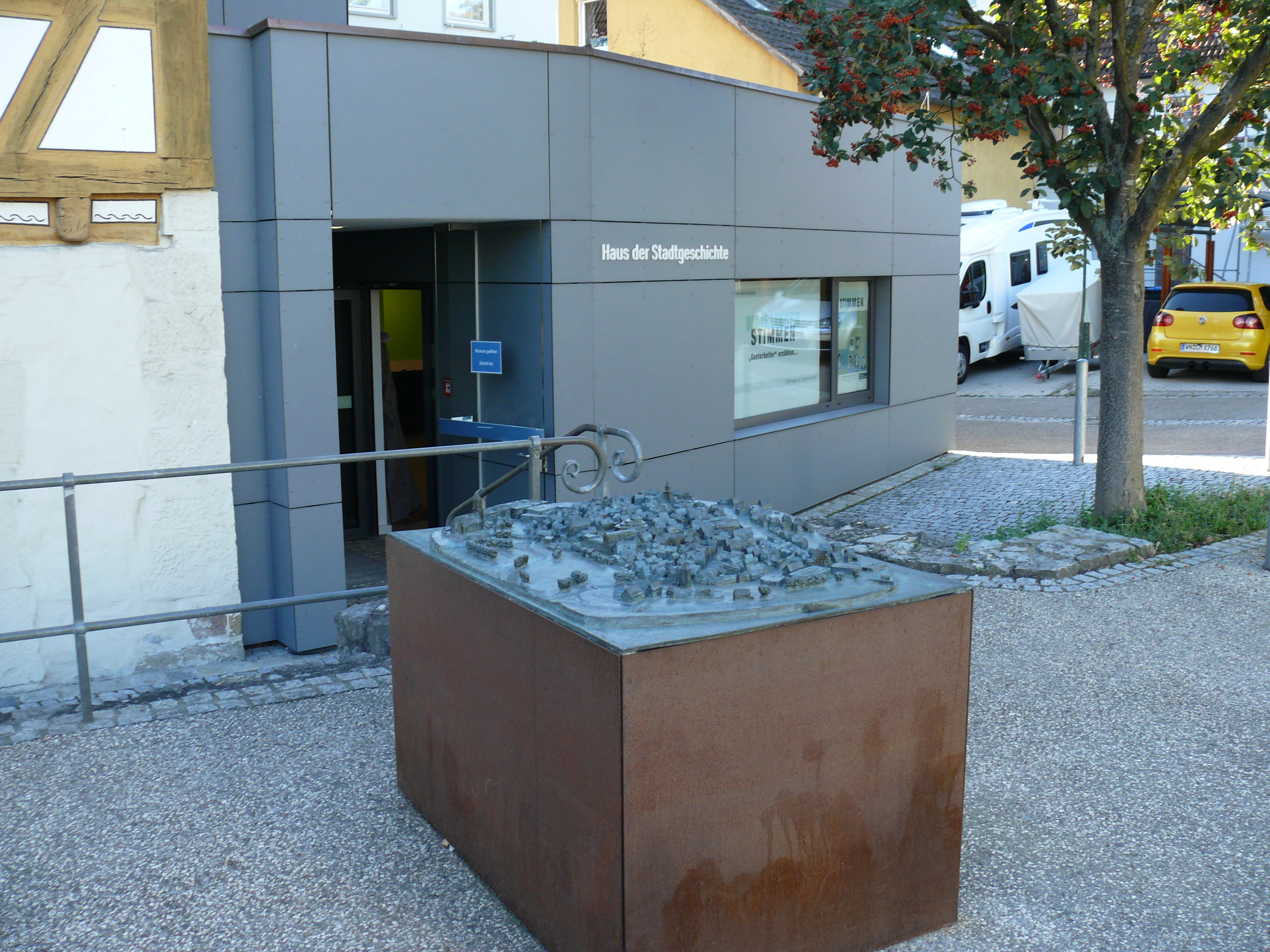
3D-Stadtmodell vor dem Haus der Stadtgeschichte
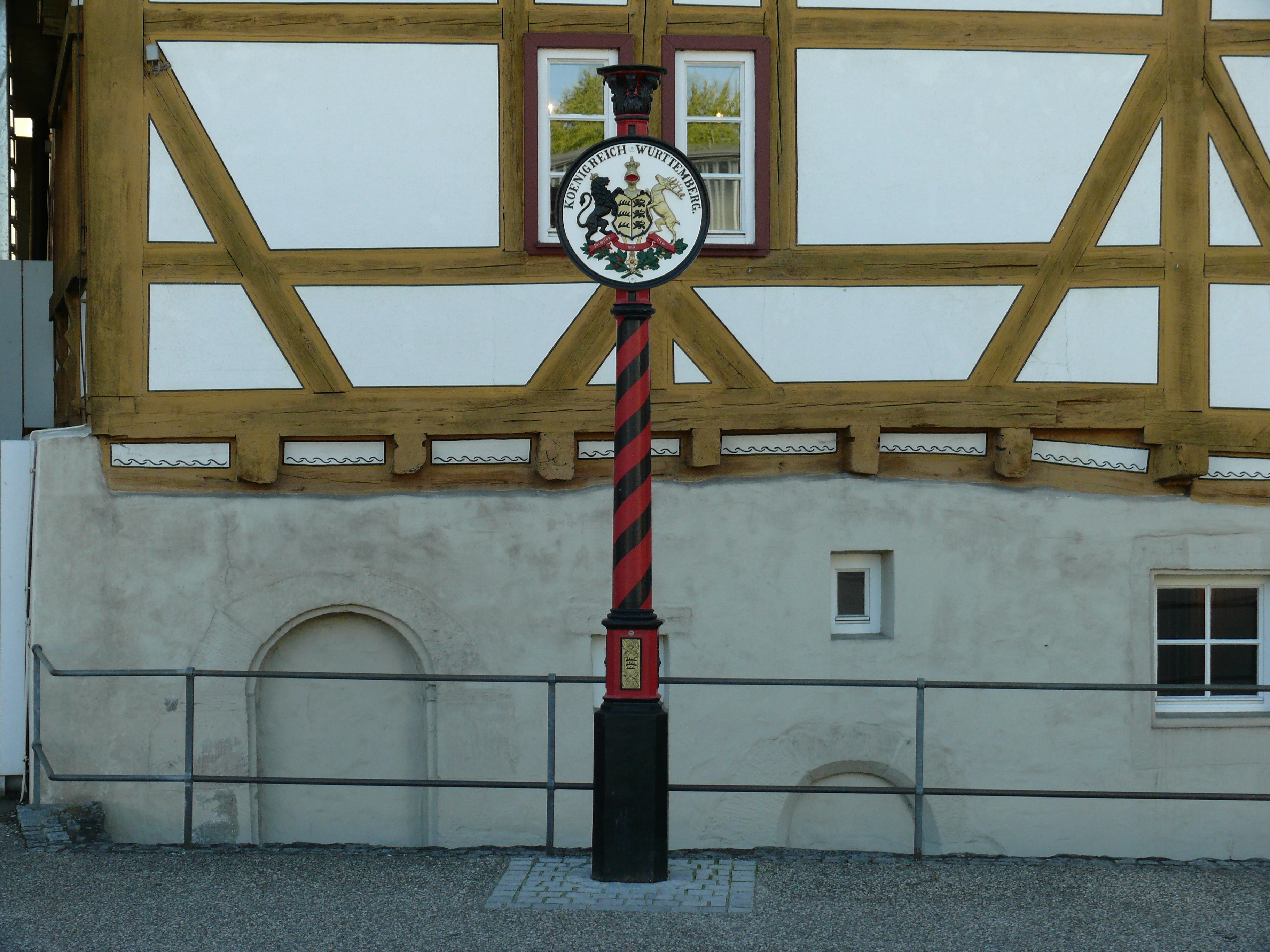
Königreich Württemberg-Stele vor dem Haus der Stadtgeschichte
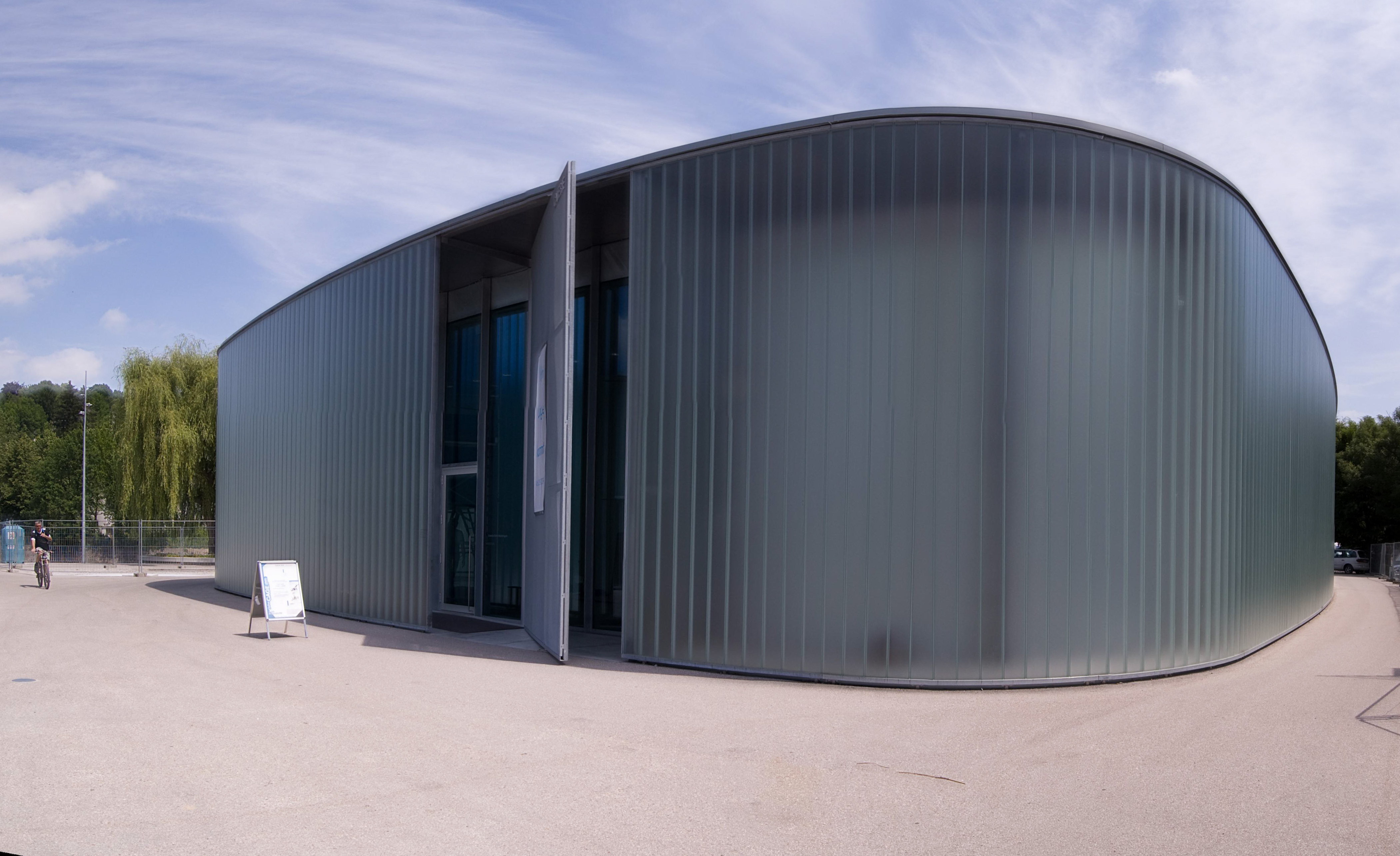
Galerie Stihl
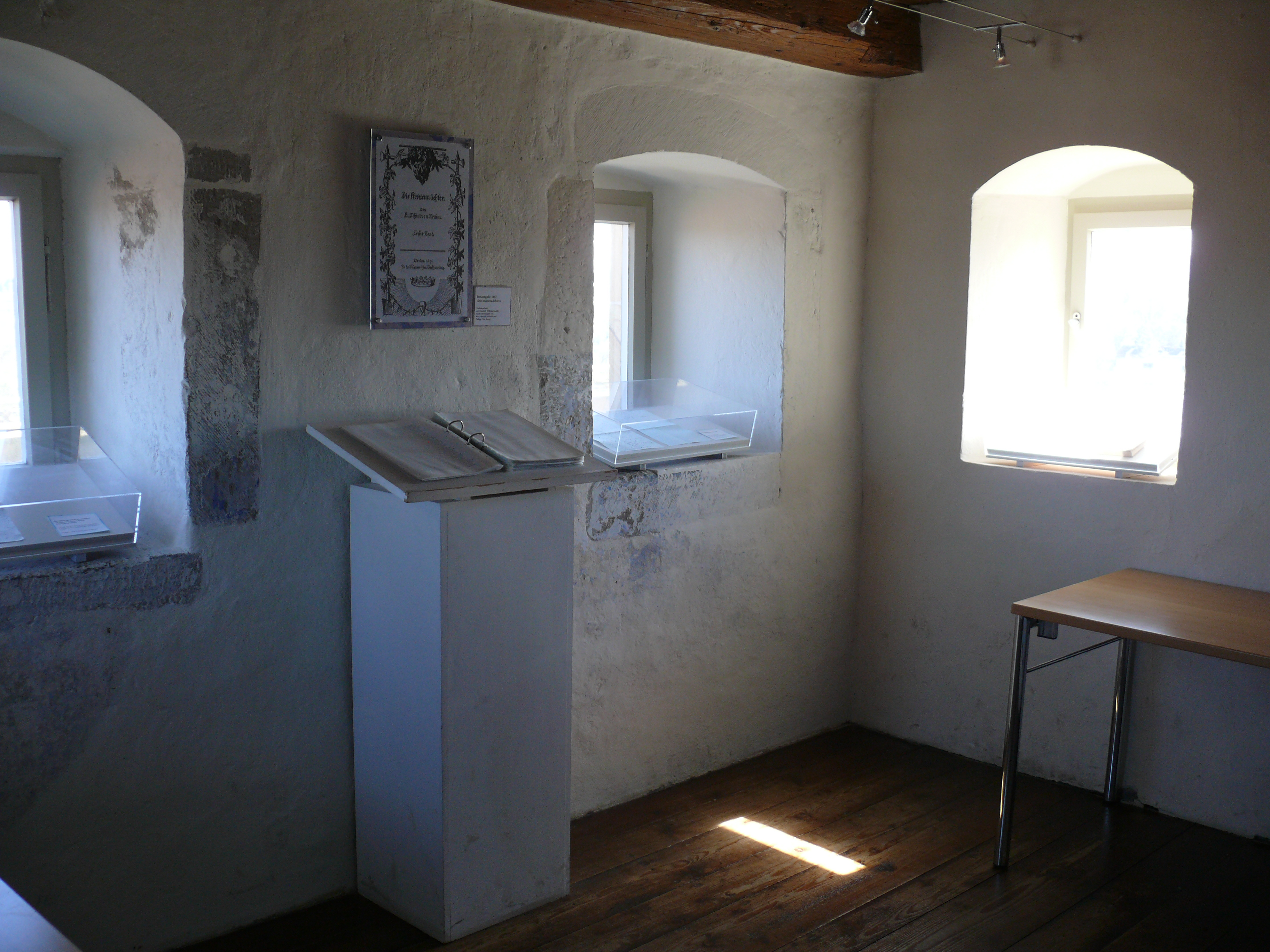
Achim-von-Armin-Stube im Hochwachtturm
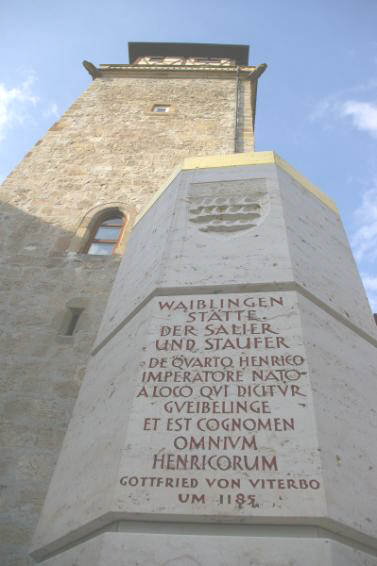
Stauferstele vor dem Hochwachtturm

### Regelmäßige Veranstaltungen

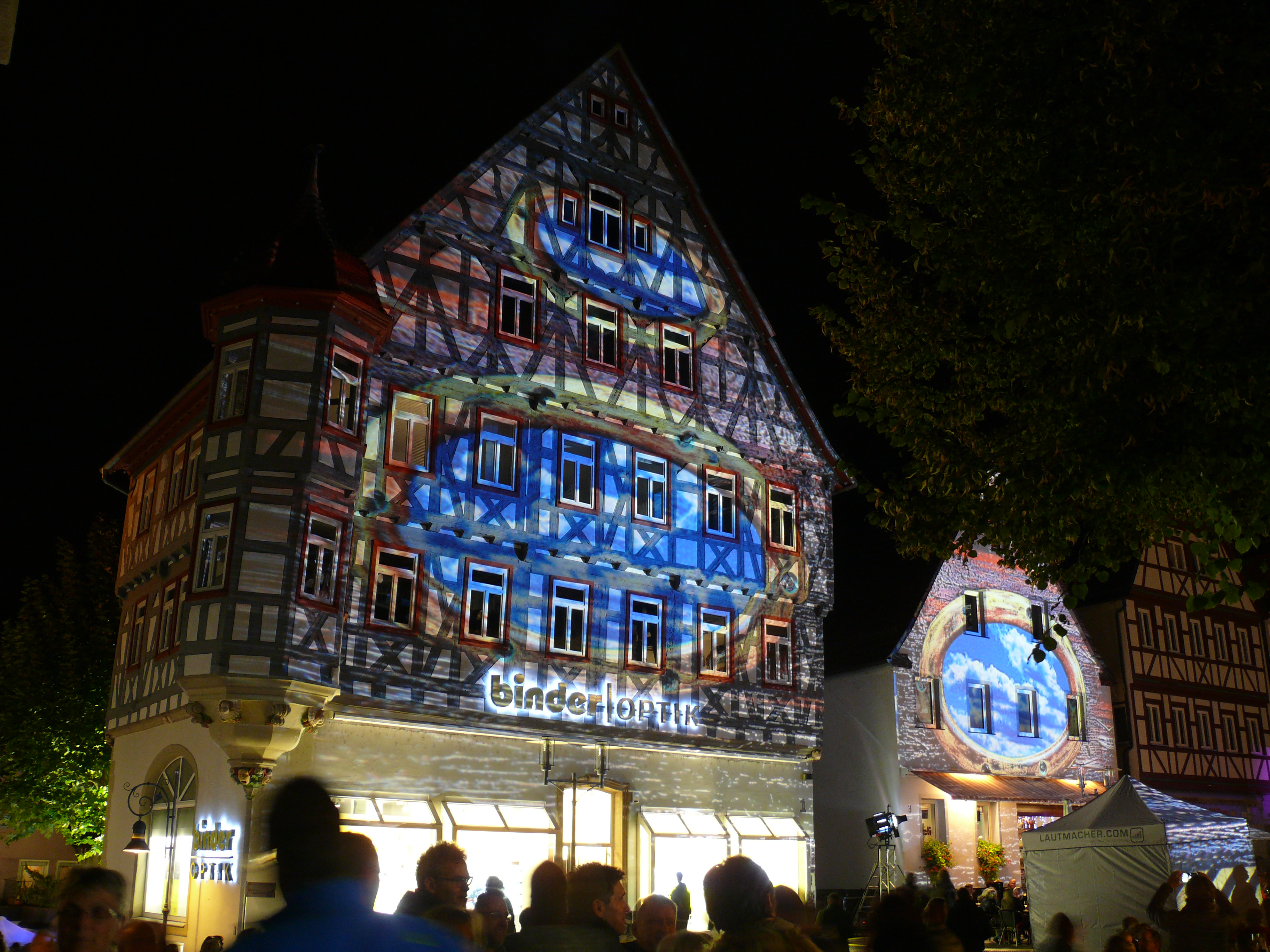
„Waiblingen leuchtet“ am Marktplatz

- Altstadtfest: jedes Jahr findet am letzten Juni-Wochenende (oder am ersten Juli-Wochenende [2000, 2011, 2017]) das Altstadtfest und zeitgleich auch der Mittelaltermarkt „Staufer-Spektakel“ statt. Viele Vereine und örtliche Gruppen sorgen an diesem Wochenende mit Ständen, Bühnen und Darbietungen für ein geselliges Fest.
- Jedes zweite Jahr findet das Lateinamerikanische Stadtfest Fiesta Latina statt.
- Jedes Jahr im Mai gibt es den Waiblinger Buchmarktplatz, einen großen Bücherflohmarkt von Antiquariaten, der die ganze Altstadt einnimmt.
- Die Waiblinger Kirchenmusik-Tage werden im Spätsommer und Herbst eines jeden Jahres veranstaltet. Unter der Leitung von Bezirkskantor Immanuel Rößler finden meist in der Michaelskirche Orgel-Konzerte statt.
- Für Oldtimer-Fans bietet die Remstal-Klassik an einem Sonntag im September betagte Automobile in der historischen Altstadt.
- Im Herbst findet am ersten Freitag im Oktober unter dem Titel „Waiblingen leuchtet“ eine Inszenierung der Altstadt durch Licht statt.
- Der historische Weihnachtsmarkt belebt in der Adventszeit drei Wochen lang den Waiblinger Marktplatz mit seiner Budenstadt und dem „Lebendigen Adventskalender“.
- Seit 2008 veranstalten an jedem letzten Freitag vor Weihnachten der Heimatverein Waiblingen und die Band The Rock! Waiblinger Weihnachtsrock.
- Seit 2023: Galacon, die größte europäische Brony-Convention[14]

## Wirtschaft und Infrastruktur

### Verkehr

#### Fernstraßen
Durch das Stadtgebiet Waiblingens führt die Bundesstraße 14 (Stuttgart–Nürnberg) und als Abzweig der B 14 beginnt am Ortsrand die Bundesstraße 29 (Waiblingen–Aalen).

#### Bahn- und Busverkehr
Ferner liegt Waiblingen an der Verzweigung der Bahnstrecke Stuttgart-Bad Cannstatt–Nördlingen (bedient durch die RB 13 und den IRE 1 von Arverio) und der Bahnstrecke Waiblingen–Schwäbisch Hall-Hessental (bedient durch den RE 19 und RB 19 von DB-Regio und den RE 90 von Arverio). Beide Strecken trennen sich von Stuttgart kommend in Waiblingen. Im Bahnhof Waiblingen halten auch Züge der Linien S2 (Schorndorf–Stuttgart–Flughafen/Messe–Filderstadt) und S3 (Backnang–Stuttgart Flughafen/Messe Stuttgart) der S-Bahn Stuttgart. Ein weiterer Haltepunkt im Waiblinger Stadtgebiet ist Neustadt-Hohenacker (der Haltepunkt Stetten-Beinstein befindet sich auf Weinstädter Gemarkung). Ferner gibt es zahlreiche Buslinien der Verkehrsunternehmen Fischle & Schlienz, Omnibus-Verkehr Ruoff (OVR), Dannenmann und LVL Jäger. Alle Linien verkehren zu einheitlichen Preisen innerhalb des Verkehrs- und Tarifverbundes Stuttgart (VVS).

#### Radverkehr
Durch Alltagsrouten aus dem Radnetz Baden-Württemberg ist Waiblingen 
- über den Stadtteil Beinstein und über Weinstadt, Remshalden und Winterbach mit Schorndorf,
- an Korb vorbei über Winnenden mit Backnang und
- über Fellbach mit Stuttgart verbunden.

Es gibt auch eine Radnetz-Route in der Nähe der B29, die Fellbach direkt mit Beinstein verbindet.
Durch Waiblingen führt der Remstal-Radweg, der als Landes-Radfernweg von Aalen kommend zur Mündung der Rems in den Neckar in Remseck führt und dann noch durch Fellbach und Kernen im Remstal nach Weinstadt verläuft. Der Württemberger Weinradweg führt ebenfalls durch das Stadtgebiet. Er beginnt in Rottenburg am Neckar und führt nach Niederstetten und verläuft dabei von Weinstadt über Korb in die Talaue und weiter nach Fellbach. 
Waiblingen ist Mitglied der AGFK (Arbeitsgemeinschaft Fahrrad- und Fußverkehrsfreundlicher Kommunen) in Baden-Württemberg.

### Ansässige Unternehmen
Der Hersteller von Motorsägen und Kleinmotorgeräten Stihl hat sein Stammhaus in Waiblingen-Neustadt. Stihl hat hier rund 3800 Beschäftigte. Die Robert Bosch GmbH hat in Waiblingen ein Werk mit etwa 600 Mitarbeitern. Das Unternehmen Syntegon, ein Anbieter von Prozess- und Verpackungstechnik für die Lebensmittel- und Pharmaindustrie, mit 5.800 Mitarbeitern weltweit hat seinen Hauptsitz in Waiblingen. REMS, ein Hersteller von Maschinen und Werkzeugen für die Rohrbearbeitung, hat in Waiblingen ein Werk mit etwa 670 Beschäftigten. Außerdem ist Waiblingen der Sitz des Winwin Office Networks.
In der Nähe vom Bahnhof Waiblingen befindet sich seit Mai 1997 das Briefzentrum 70/71 (Bereich Stuttgart) der Deutschen Post AG. Es war bei seiner Eröffnung das größte seiner Art in Europa.
Aeroxon, die älteste deutsche Insektizidmarke, hat in Waiblingen ihren Stammsitz. Die an das Firmengelände grenzende frühere Staufenstraße wurde nach dem Tod des Gründers (1930) in Theodor-Kaiser-Straße umbenannt.

### Medien
In Waiblingen erscheint als Tageszeitung die Waiblinger Kreiszeitung des Zeitungsverlags Waiblingen.
In den 1980er Jahren wurde in Waiblingen die Folge Sein letzter Wille aus der Krimiserie Tatort mit Horst Michael Neutze in der Rolle des ermittelnden Kommissars gedreht. Obwohl die Stadt nicht namentlich genannt wird (Waiblingen wird im Krimi Führstadt genannt), ist Waiblingen für Ortskundige klar zu erkennen. Im Vorspann ist die unverkennbare Silhouette der Waiblinger Altstadt von der Rems aus zu sehen; während des Films sind einige Wahrzeichen kurz im Bild, wie etwa das Beinsteiner Tor, das alte Rathaus und Teile der Bahnhofstraße.

### Behörden, Gericht und Einrichtungen
Waiblingen ist Sitz der Verwaltung des Rems-Murr-Kreises. Ferner gibt es eine Agentur für Arbeit, ein Finanzamt und ein Amtsgericht, das zum Landgerichts- und Oberlandesgerichtsbezirk Stuttgart gehört.
Die Stadt ist Sitz des Kirchenbezirks Waiblingen der Evangelischen Landeskirche in Württemberg.

### Bildung
Waiblingen hat zwei allgemeinbildende Gymnasien (Salier- und Staufer-Gymnasium Waiblingen), zwei Realschulen (Salier- und Staufer-Realschule), eine Grund-, Haupt- und Realschule (Friedensschule Neustadt), eine Förderschule (Comeniusschule), drei Grund- und Hauptschulen in der Kernstadt (Salierschule, Stauferschule und Wolfgang-Zacher-Schule) sowie je eine Grundschule in den Stadtteilen Bittenfeld (Schillerschule) und Hohenacker (Lindenschule). Wobei es hier bis 2011 auch eine Hauptschule gab, welche im Klassenaustausch zwischen beiden Stadtteilen stattfand. Etwa die Hälfte der Klassen wurde in Hohenacker und die andere Hälfte in Bittenfeld unterrichtet. Ferner gibt es noch weitere selbständige Grundschulen, und zwar in der Kernstadt (Rinnenäckerschule) und in den Stadtteilen Hegnach (Burgschule) und Beinstein.
Der Rems-Murr-Kreis ist Schulträger der drei Beruflichen Schulen (Gewerbliche Schule, unter anderem mit Technischem Gymnasium, Kaufmännische Schule, unter anderem mit Wirtschaftsgymnasium und Maria-Merian-Schule – Hauswirtschaftliche und Landwirtschaftliche Schule, unter anderem mit Ernährungwissenschaftlichem Gymnasium) in der Steinbeisstraße, sowie der Christian-Morgenstern-Schule für Sprachbehinderte, der Fröbelschule für Geistig- und Körperbehinderte jeweils mit Schulkindergarten und der Schule für Kranke in längerer Krankenhausbehandlung.
Die privaten Schulen der Diakonie Stetten e. V. (Johannes-Landenberger-Schule am Berufsbildungswerk Waiblingen und Ludwig-Schlaich-Schule – Evangelische Fachschule für Heilerziehungspflege) und die Berufsfachschule Waiblingen des Internationalen Bundes e. V. sowie die private-kaufmännische-Schule Donner & Kern GGmbH, die das Berufskolleg I und II mit und ohne Übungsfirma anbietet, runden das schulische Angebot in Waiblingen ab.
Die Familienbildungsstätte in Waiblingen hält ein breites Angebot an Kurse in den Bereichen Pädagogik, Kinderförderung, Ernährung und Gesundheitsförderung bereit. Sie ist Trägerin des entstehenden Mehrgenerationenhauses in Waiblingen.
Die Kunstschule Unteres Remstal hat seit 1. Juni 2008 ihren Sitz in der Weingärtner Vorstadt in Waiblingen. Sie befindet sich in Trägerschaft der Stadt Waiblingen. Eine vertraglich geregelte Zusammenarbeit mit den umliegenden Kommunen Weinstadt, Kernen im Remstal und Korb sichert auch die Versorgung der dortigen Bevölkerung. Unterrichtsorte für Erwachsene, Kinder und Jugendliche befinden sich außer am Sitz der Kunstschule auch in allen Partnergemeinden. Die Kunstschule leistet neben Fachklassen, Kursen und Workshops die Kunstvermittlung für Besucher der Galerie aller Altersgruppen.
Die Musikschule Unteres Remstal e. V. hat neben verschiedenen Unterrichtsorten ihre Geschäftsstellen in Waiblingen in den Räumen der Comeniusschule.
Die Volkshochschule Unteres Remstal e. V. hat die Geschäftsstelle in Waiblingen.

### Vereine
In Waiblingen gibt es fünf Pfadfinderstämme und fünf Wölflingsmeuten der Christlichen Pfadfinderschaft Deutschlands mit mehr als 300 aktiven Mitgliedern.
Der größte musiktreibende Verein ist mit rund 700 Mitgliedern das Städtische Orchester Waiblingen.
Es gliedert sich in das sinfonische Blasorchester, ein Streichorchester, eine Big Band und einen Jugendbereich mit rund 150 Schülern.
Der größte ansässige Sportverein ist der VfL Waiblingen mit etwa 3550 Mitgliedern. Der Mehrspartensportverein bietet Breiten-, Gesundheits- und Leistungssport in insgesamt 16 Abteilungen (Sportarten), einem Gesundheitskursprogramm und einer Kindersportschule an. Die Frauen-Handballmannschaft des VfL Waiblingen spielt in der Saison 2022/23 nach 38 Jahren erstmals wieder in der Bundesliga. Auch aus anderen Abteilungen gingen Spitzensportler hervor, die später meist für andere Vereine starteten. Der aus Bittenfeld stammende TVB Stuttgart spielt seit der Saison 2015/16 in der Handball-Bundesliga der Männer.
Eine detaillierte Auflistung aller Vereine in Waiblingen findet sich in der Vereinsdatenbank der Stadt Waiblingen auf deren Website.

## Sport
2021 hatte sich die Stadt zusammen mit dem Rems-Murr-Kreis und den Städten Winnenden und Backnang als Host Town für die Gestaltung eines viertägigen Programms für eine internationale Delegation der Special Olympics World Summer Games 2023 in Berlin beworben. 2022 war die Gruppe als Gastgeberin für Special Olympics Bermuda ausgewählt worden. Die Delegationsgröße betrug 35 Personen. Damit wurde die Stadt Teil des größten kommunalen Inklusionsprojekts in der Geschichte der Bundesrepublik mit mehr als 200 Host Towns.

## Persönlichkeiten

### Ehrenbürger
Die Stadt Waiblingen hat folgenden Personen das Ehrenbürgerrecht verliehen:
- 1883: Gustav Pfeilsticker, Oberamtsarzt
- 1907: Ferdinand Küderli, Mitbegründer der mechanischen Seidenstoffweberei
- 1920: Albert Roller, Fabrikant
- 1930: Theodor Kaiser, Fabrikant
- 1932: Friedrich Schofer, Fabrikant
- 1953: Emil Münz, Gärtner
- 1967: Alfred Diebold, Oberbürgermeister
- 1968: Adolf Bauer, Bürgermeister
- 1997: Ulrich Gauß, Oberbürgermeister
- 1997: Hans Peter Stihl, Unternehmer
- 1997: Albrecht Villinger, Kaufmann
- 2012: Eva Mayr-Stihl, Unternehmerin und Vorsitzende der Eva Mayr-Stihl Stiftung

### Söhne und Töchter der Stadt
- 1439, 3. April, Ludwig II., † 3. November 1457 in Urach, Graf von Württemberg, Regentschaft 1450–57 (Uracher Landesteil)
- 1447, vermutlich 1. Februar, Eberhard II. von Württemberg, † 17. Februar 1504 auf Burg Lindenfels im Odenwald, ab 1496 Herzog von Württemberg
- 1528, 25. März, Jakob Andreae, † 7. Januar 1590 in Tübingen, Reformator in Württemberg, Verfasser der Konkordienformel
- 1683, 24. September, Immanuel Weismann, † 1745 in Bad Urach, Mediziner, Stadtphysicus in Bad Urach und Mitglied der Gelehrtenakademie „Leopoldina“
- 1723, 20. Oktober, Johann Kaspar Schiller (Geburtsort Waiblingen-Bittenfeld), † 7. September 1796 auf Schloss Solitude bei Gerlingen, Offizier und Hofgärtner des Herzogs von Württemberg, Vater des Dichters Friedrich Schiller
- 1776, 5. April, Luise Duttenhofer, † 16. Mai 1829 in Stuttgart, Scherenschnitt-Künstlerin
- 1784, 25. März, Johann Christoph Pfleiderer, † 15. November 1842 in Waiblingen, Landtagsabgeordneter
- 1803, 3. November, Karl Gottlieb Pfander, † 1. Dezember 1865 in Richmond (London), protestantischer Missionar
- 1823, 19. März, Eduard Hochstetter, † 9. Februar 1902 in Kirchheim unter Teck, Geistlicher und Heimatkundler
- 1831, 9. Januar, Gottlob Immanuel Kauffmann, † 8. April 1897 in Reutlingen, württembergischer Oberamtmann
- 1847, 13. August, Georg Friedrich Bihl, † 26. Juni 1935 in Stuttgart, Architekt
- 1859, 6. Januar, Christian Friedrich Seybold, † 27. Januar 1921 in Tübingen, Orientalist, Professor an der Universität Tübingen
- 1871, 17. Mai, Wilhelm Etzel, † 22. Dezember 1922 in Stuttgart, württembergischer Oberamtmann
- 1881, 3. Juli, Carl Pfleiderer, † 7. August 1960 in Braunschweig, Maschinenbauingenieur und Hochschullehrer
- 1883, 14. September, Moritz Baitinger, † 10. April 1954 in Herrenberg, württembergischer Oberamtmann und Landrat
- 1884, 8. November, Christian Mergenthaler, † 11. September 1980 in Bad Dürrheim, Lehrer, NS-Politiker, Ministerpräsident von Württemberg
- 1895, 31. August, Gottlob Kopp, † 26. Mai 1970 in Waiblingen, Malermeister, Präsident der Handwerkskammer Stuttgart
- 1897, 16. Juni, Elmar Michel, † 24. Juni 1977 in Stuttgart, Jurist, Staatsbeamter in der NS-Zeit und Manager in der Bundesrepublik
- 1899, 19. April, Wilhelm Kohlhaas, Offizier, Jurist und Autor
- 1913, 16. März, Lenore Volz, † 26. September 2009 in Stuttgart, evangelische Theologin
- 1927, 5. Mai, Heinz Bühringer, † 12. März 2016, Politiker (SPD), MdL Baden-Württemberg, Bürgermeister in Bittenfeld
- 1933, 7. Januar, Heinz Aldinger,  † 18. Oktober 2024, ehemaliger Bundesliga-Schiedsrichter
- 1935, 26. Januar, Bodo-Knut Jüngst, † 6. August 2017 in Mainz, Kinderarzt und Sportmediziner
- 1936, 30. Juli, Dietz-Werner Steck, † 31. Dezember 2016 in Stuttgart, Schauspieler und Tatort-Kommissar
- 1939, 8. Oktober, Hans-Eckhardt Schaefer, Physiker
- 1942, 27. Februar, Winfried Walz, † 14. November 2004, ehemaliger Bundesliga-Schiedsrichter
- 1942, 27. Februar, Robert Walz, † 14. Juli 2013, ehemaliger Bundesliga-Schiedsrichter
- 1942, 11. Oktober, Wolfgang Gramer, katholischer Theologe, Pfarrer, Musiker und Autor
- 1943, 16. März, Friedrich Wahl, † 24. Dezember 2017 in Vaihingen an der Enz, ehemaliger Agraringenieur, Kommunalpolitiker und langjähriger Hauptabteilungsleiter bei der ZG Karlsruhe[24]
- 1944, 6. Juli, Hartmut Häußermann, † 31. Oktober 2011, Stadtsoziologe
- 1944, 28. Juli, Udo Walz, † 20. November 2020 in Berlin, Star-Friseur und Autor
- 1947, 3. April, Peter Bucher, † 3. Mai 2019 in Viechtach, Handballspieler
- 1948, 10. April, Norbert F. Pötzl, Journalist und Buchautor
- 1951, 6. Oktober, Manfred Winkelhock, † 12. August 1985 in Toronto (Kanada), Automobilrennfahrer
- 1955, Claus E. Heinrich, Manager, Vorstand und Ehrensenator der Universität Heidelberg
- 1956, 2. Juni, Manfred Schwarz, Koch
- 1958, 22. November, Joerg Reiter, † 2. Juli 2015 in Mannheim, Pianist des Modern Jazz
- 1960, 24. Oktober, Joachim Winkelhock, Automobilrennfahrer
- 1962, Christoph Sonntag, Kabarettist
- 1962, 9. Juni, Günther Schäfer, ehemaliger Fußballprofi und jetziger Fußballtrainer
- 1962, 18. September, Sabine Bieberstein, römisch-katholische Theologin
- 1963, 24. Februar, Heiner Merz, Politiker
- 1963, 6. September, Irmgard Christa Becker, Archivarin, Historikerin und Leiterin der Archivschule Marburg
- 1963, 9. September, Uwe Hassler, Statistiker, Ökonom und Professor für Statistik und Methoden der Ökonometrie an der Johann-Wolfgang-Goethe-Universität Frankfurt am Main
- 1963, 6. November, Katrin Altpeter, Politikerin (SPD), ehemalige Landtagsabgeordnete von Baden-Württemberg; Arbeits- und Sozialministerin von 2011 bis 2016
- 1965, 2. März, Cornelia Götz, Opernsängerin
- 1966, Frank Hirschinger, Historiker
- 1966, 1. September, Christoph Palm, Politiker (CDU), Landtagsabgeordneter, ehemaliger Oberbürgermeister von Fellbach
- 1967, 8. März, Claus Paal, Politiker (CDU), Landtagsabgeordneter
- 1967, 14. Juni, Andreas Kempf, Curler
- 1968, 22. Mai, Thomas Winkelhock, Automobilrennfahrer
- 1968, 10. Dezember, Juan Amador, Sternekoch
- 1969, Wolfgang Straub, Schweizer Jurist und Fotograf
- 1969, 12. Mai, Hans-Jörg Ehni, Philosoph und Medizinethiker
- 1969, 15. Juni, Ulrich Palm, Rechtswissenschaftler
- 1970, 5. Januar, Markus Groh, Pianist und erster deutscher Gewinner des Königin-Elisabeth-Wettbewerbes in Brüssel (1995)
- 1970, 12. März, Gudula Geuther, Hörfunkjournalistin
- 1970, 5. Oktober, Anouschka Bernhard, ehemalige Fußballspielerin
- 1970, 21. Dezember, Christoph Niemann, Illustrator, Grafiker und Autor
- 1971, 30. April, Hubertus von Lerchenfeld, Schauspieler
- 1971, 26. Dezember, Michael Palm, Spieleentwickler und -autor
- 1972, Ena Oppenheimer, Künstlerin, Malerin
- 1972, 26. April Eva Löbau, deutsch-österreichische Schauspielerin
- 1972, 28. Mai, Boris Palmer, Politiker (parteilos, bis 2023 bei Bündnis 90/Die Grünen) und Oberbürgermeister von Tübingen
- 1973, 7. September, Steffen Kolb, Leichtathlet
- 1974, Christian Heuer, Historiker
- 1975, 10. April, Jonas Obleser, Neurowissenschaftler
- 1976, Thomas Groß, Schauspieler und Kulturmanager
- 1976, Melanie Straub, Schauspielerin
- 1977, Jagoda Marinić, Autorin
- 1977, 22. März, Anneta Politi, Radiomoderatorin
- 1977, 24. Dezember, Gabi Fechtner, Parteifunktionärin
- 1977, 27. Dezember, Frank Bachmann, Volleyballspieler
- 1979, 28. Juli, Luigi Pantisano, Architekt und Politiker, Mitglied des Deutschen Bundestages
- 1979, 5. Dezember, Yvonne Englich, geb. Yvonne Hees, † 8. Januar 2018, Ringerin
- 1980, 23. April, Jürgen Schweikardt, Handballspieler, -trainer und -manager
- 1980, 5. Juni, Antje Marta Schäffer, Sopranistin und Schauspielerin
- 1981, 30. Mai, Sebastian Wolf, Politiker (CDU), Oberbürgermeister von Waiblingen
- 1981, 25. Dezember, Stefan Schmid, Triathlet
- 1981, Anne Kunze, Journalistin
- 1982, 1. Februar, Michael Fink, Fußballspieler und -trainer
- 1982, 25. März, Nadine Krause, Handballspielerin und 2006 Welthandballerin
- 1982, 22. November, Leif Lampater, Radsportler
- 1983, 7. März, Michael Schweikardt, Handballspieler und -trainer
- 1986, 17. April, Jens Bechtloff, Handballspieler
- 1987, 12. Juni, Alexander Heib, Handballspieler
- 1988, Jörn-Felix Alt, Schauspieler, Sänger und Musicaldarsteller
- 1991, 19. Februar, Michael Gerlich, Handballspieler
- 1992, 23. Juli, Riccardo Brutschin, Automobilrennfahrer
- 1992, 1. November, Anja Brugger, Handballspielerin
- 1993, 20. November, Alexander Bischoff, Handballspieler
- 1993, 23. März, Michael Seiz, Handballspieler
- 1996, 9. Januar, Sebastian Kolbe, deutsch-spanischer Fußballtorhüter
- 1996, Laura Kipp, Jazzsängerin
- 1997, 13. Mai, Kai Robin Bosch, Autor
- 1999, 1. Dezember, Nico Schlotterbeck, Fußballspieler
- 2000, 24. April, Noemi Gentile, Fußballspielerin
- 2001, 12. April, Leon Dajaku, Fußballspieler
- 2001, 30. Oktober, David Trivunić, Fußballspieler
- 2006, 19. Juli, Louey Ben Farhat, Fußballspieler

### Sonstige Persönlichkeiten
Personen, die in Waiblingen leben oder gelebt haben und vor Ort oder von diesem Ort aus Bedeutendes leisteten, ohne hier geboren zu sein.
- Jakob Frischlin (1557–1621), Schulmeister und Dichter, 1578 sowie 1581–94 Lehrer an der Waiblinger Lateinschule
- Karl Mayer (1786–1870), Jurist und Dichter, ab 1842 Oberamtsrichter in Waiblingen
- Otto Heuschele (1900–1996) Schriftsteller
- Walther Küenzlen (1913–1999), Evangelischer Dekan in Waiblingen 1964–1978 und Schriftsteller
- Alfred Leikam (1915–1992), Politiker und Gerechter unter den Völkern
- Nelly Däs (1930–2021), russlanddeutsche Schriftstellerin, lebte und starb in Waiblingen
- Alfred Biolek (1934–2021), verbrachte seine Jugend in Waiblingen
- Philipp Sonntag († 2001), Musikdirektor des Waiblinger Stadtorchesters 1968–78
- Siegfried Kasper (* 1940), Richter, war Stadtrat in Waiblingen
- Wieland Backes (* 1946), Moderator, wuchs in Waiblingen auf
- Martin Kolbe (* 1957) und Ralf Illenberger (* 1956), die ein in den 1980er Jahren bekanntes Gitarrenduo bildeten, lebten 10 Jahre lang in Waiblingen
- Hans-Peter Seidel (* 1958) Informatiker, Träger des Gottfried-Wilhelm-Leibniz-Preises, wuchs in Waiblingen auf
- Ioannis Topalidis (* 1962), Co-Trainer der griechischen Fußball-Europameistermannschaft 2004; wuchs in Waiblingen auf
- Christian Lange (* 1964), Politiker, Mitglied des Deutschen Bundestags und Parlamentarischer Geschäftsführer der SPD-Bundestagsfraktion; wuchs in Waiblingen auf
- Melanie Diener (* 1967), Opernsängerin, in Waiblingen aufgewachsen. Gründerin der Internationalen Opernwerkstatt Waiblingen (2019)
- Bernd Bachofer (* 1969), Koch, erhielt 2016 den ersten Michelin-Stern eines Waiblinger Restaurants
- Ian Schölzel (* 1976), Politiker, war von 2022 bis 2024 Erster Bürgermeister von Waiblingen
- Simon Mora (* 1977), Synchronregisseur, Synchronsprecher, Dialogbuchautor und Schauspieler, lebte viele Jahre in Waiblingen